# Décolonisation de l'espace public

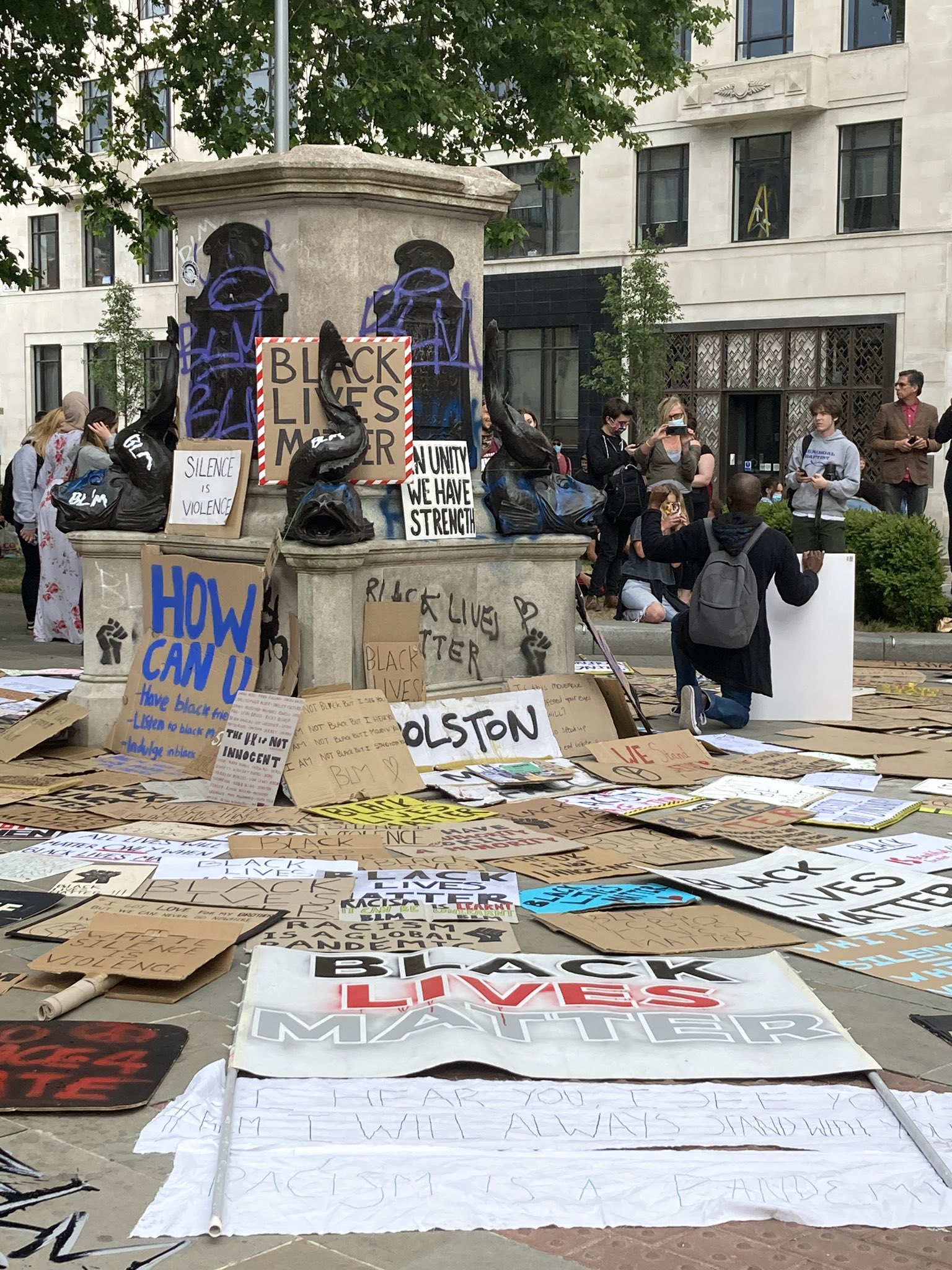
Piédestal de la statue de l'armateur négrier Edward Colston, après son arrachage en 2020 à Bristol (Royaume-Uni).

La décolonisation de l'espace public est une démarche de remise en question de la présence dans l'espace public de symboles colonialistes ou considérés comme tels (noms de lieux, statues, enseignes, folklores).
Apparue à la fin du XXe siècle en plusieurs endroits de la planète, cette revendication provient d'associations antiracistes et anticoloniales ainsi que des communautés ayant subi la colonisation européenne comme, entre autres, les Maoris en Nouvelle-Zélande, les Amérindiens, les Afro-Américains et la diaspora congolaise en Belgique. C'est l'un des exemples les plus médiatiques de dé-commémoration.
Ce mouvement a débuté dans les anciennes colonies lors de leur accession à l'indépendance dans la seconde moitié du XXe siècle, puis s'est étendu aux territoires occidentaux au début du XXIe siècle. Cette demande atteint son apogée chez les Maoris en Nouvelle-Zélande dès les années 2010, alors qu'elle n'atteint son apogée chez les Amérindiens, en Belgique et au Royaume-Uni qu'en 2020, dans la foulée des manifestations contre le racisme et les violences policières à la suite de la mort de George Floyd, tué par la police le 25 mai 2020 à Minneapolis aux États-Unis.

## Histoire du mouvement
La remise en question des marqueurs publics de l'histoire coloniale européenne commence dans les années 1960, lors des indépendances des régions colonisées. D'abord réduit aux anciennes colonies, ce mouvement s'étend aux anciens pays colonisateurs eux-mêmes, à la faveur de l'avancée des études postcoloniales.
Cette contestation est particulièrement importante en 2020, lorsque l'émotion suscitée par la mort de George Floyd aux États-Unis s'étend dans le monde occidental, relançant le mouvement Black Lives Matter. Expression d'une volonté de dé-commémoration,, on assiste alors à de nombreuses déprédations militantes, destructions ou enlèvements de statues. C'est par exemple le cas pour celles de Christophe Colomb aux États-Unis (contesté par les Amérindiens), de l'explorateur James Cook et du commandant de la marine britannique John Hamilton en Nouvelle-Zélande (contestés par les Maoris), du président sudiste Jefferson Davis, des marchands d'esclaves Edward Colston et Robert Milligan à Bristol en Angleterre, de la reine Victoria, de l'ancien Premier ministre britannique Winston Churchill (dont des propos sur les questions raciales ont suscité la controverse) et de Robert Baden-Powell, fondateur du scoutisme, accusé de racisme, d'homophobie et de liens avec le régime nazi,.

## Modes et champs d'actions

### Modes d'actions
La décolonisation de l'espace public peut s'obtenir par des déboulonnages spontanés, lors de manifestations populaires (statue d'Edward Colston à Bristol), ou par de longues négociations ou des campagnes de sensibilisation (statue d'Hamilton en Nouvelle-Zélande, Pharmacie de la Négresse à Biarritz). De même, des solutions intermédiaires peuvent être trouvées comme la pose de plaques explicatives (rues de négriers à Bordeaux).
Certains activistes recouvrent les monuments et statues d'inscriptions militantes ou les aspergent de peinture rouge, figurant du sang. Les militants de ce mouvement, qui réfutent le terme de « vandalisme », considèrent leurs actions comme une forme de street art, à la symbolique forte.

### Champs d'action
Dans l'espace public, les références colonialistes et le souvenir des exactions sont constitués d'éléments très divers. Il peut s'agir de statues ou de monuments, de noms de voies publiques (odonymes) ou de lieux (toponymes), de symboles nationaux (hymnes, drapeaux, monnaies), d'éléments culturels (noms d'œuvres d'art, spécialités gastronomiques, carnavals…) ou encore d'enseignes commerciales (Café du négro à Bayonne, Pharmacie de la Négresse à Biarritz, Au Nègre joyeux à Paris).

## Analyses
Selon le journaliste conservateur Matthew Parris, la foule qui déboulonne des statues a raison. Il considère qu'elle n'efface pas l'histoire, comme le clament certains, mais qu'au contraire elle l'écrit.
En ce qui concerne les pays qui ont été colonisés, l'universitaire Michel Ben Arrous estime que le mouvement répond le plus souvent à une volonté de réappropriation culturelle. En effet, les histoires locales des sociétés colonisées étaient devenues invisibles, occultées par une toponymie toujours à la gloire de l'entreprise coloniale.

## Anciennes colonies

### Afrique du Sud

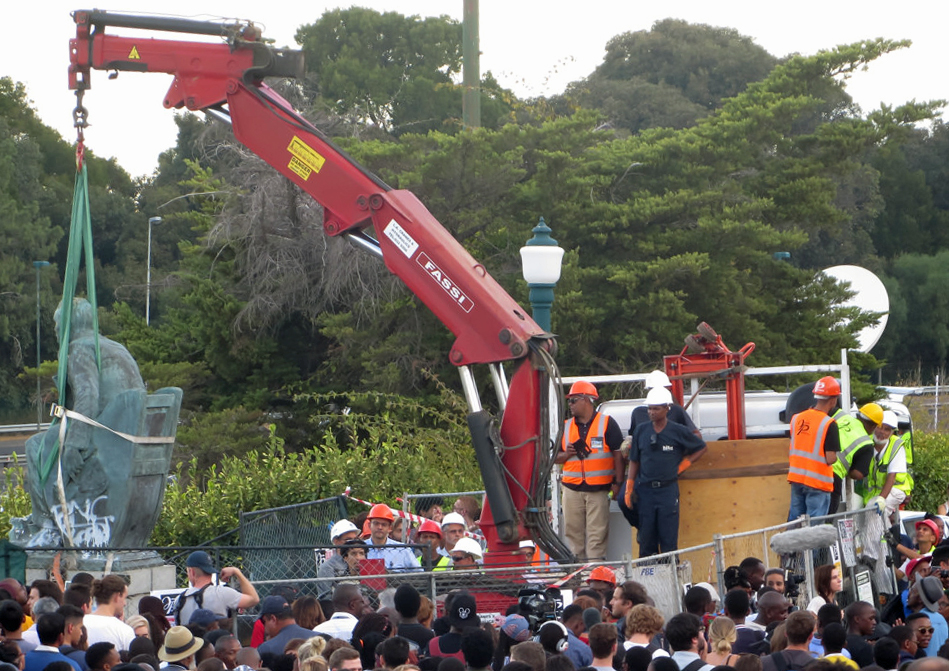
Déboulonnage en avril 2015, de la statue de Cecil Rhodes à l'université du Cap, à la suite du mouvement Rhodes Must Fall.

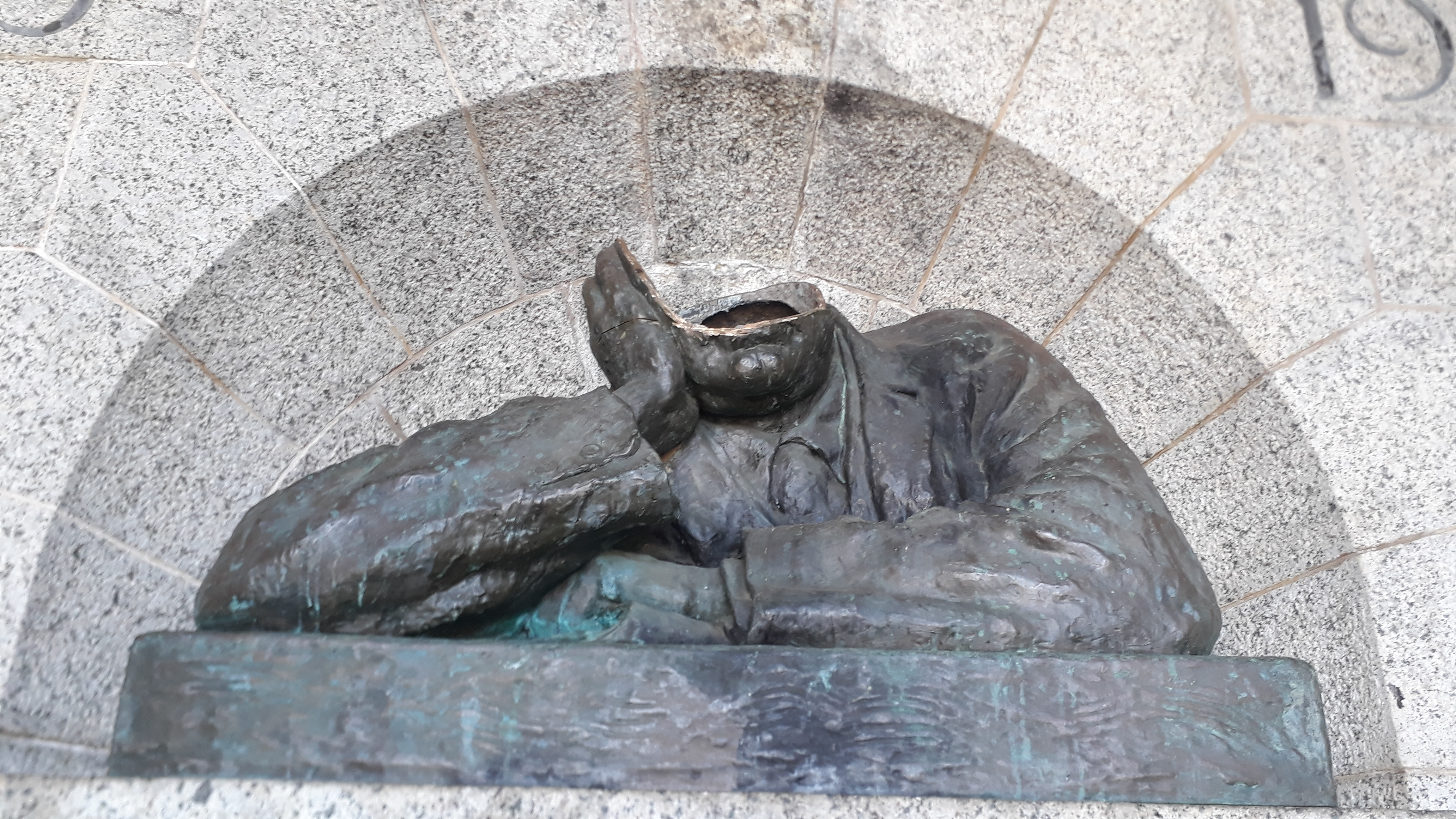
Le buste de Cecil Rhodes du Rhodes Memorial, après sa décapitation à la meuleuse en 2020.

L'un des premiers monuments à être déboulonnés en Afrique du Sud concerne l'une des nombreuses statues de Cecil Rhodes, homme d'affaires ayant fait fortune en Afrique du Sud dans les mines de diamants, fondateur de la Rhodésie, qui fut également Premier ministre de la colonie du Cap. En 1980, à Mafeking, sa statue fut retirée de l'espace public alors que la ville était intégrée dans le bantoustan du Bophuthatswana. Replacée dans la cour de la gare de la ville, elle sera plus tard transférée au Kimberley Club de Kimberley en 2010,. Dans les années qui suivent, peu de monuments ou statues sont déboulonnés ou retirés de l'espace public, mis à part quelques statues, bustes ou portraits représentant les présidents ou les Premiers ministres liés à l'apartheid (Hendrik Verwoerd, John Vorster). Au parlement sud-africain, après l'élection du premier gouvernement non racial du pays, les portraits et statues des anciens dirigeants sont ainsi remisés dans les archives du bâtiment.
En 2015, une autre statue de Cecil Rhodes, située à l'université du Cap est à son tour retirée de l'espace public. Un collectif regroupé sous le slogan Rhodes Must Fall, composé d'étudiants et de membres du personnel, entendaient protester contre ce qu'ils perçoivent comme la persistance d'un racisme institutionnel à l'université du Cap, via notamment le montant des frais d'inscriptions ou de scolarités, ou encore les conditions de logement des étudiants non blancs. Leur action commence par des actions symboliques contre la statue de Rhodes, située à l'entrée du campus depuis 1934, où elle avait été érigée en remerciement du legs foncier que Cecil Rhodes, également mécène, fondateur et fondateur de la bourse Rhodes, avait laissé à l'université. D'abord maculée d’excréments puis recouverte de sacs poubelles par des activistes, sa statue est finalement déboulonnée, sous la pression de manifestants, par le conseil de l’université.
Point focal de la mobilisation, la figure et l'action de Cecil Rhodes, a varié au fil du temps, en fonction des lieux et des personnes, et fait l'objet de débats,. Sa croyance en la supériorité culturelle anglo-saxonne (concept de racisme culturel (en)), à celle des institutions britanniques, et son implication dans le colonialisme britannique, notamment dans les Républiques boers et dans les territoires ndébéles et shonas, est perçue aux XXe et XXIe siècles, comme un symbole du suprémacisme et de l'impérialisme britannique de la fin du XIXe siècle, ainsi que de la domination de la minorité blanche d'Afrique du Sud .
Bien que non structuré, le mouvement Rhodes Must Fall se répand dans le pays. Julius Malema, le fondateur des Combattants pour la liberté économique, appelle à détruire tous les monuments liés à l'histoire des Blancs d'Afrique du Sud. D'autres statues accusées de symboliser la domination blanche, ou liées à des personnalités de l'apartheid, sont vandalisées durant plusieurs semaines, comme la statue de la Reine Victoria à Port Elizabeth, la statue équestre de Louis Botha et le Rhodes Memorial au Cap, la statue du roi George V à l'université de Durban, la statue de Johannes Strijdom à Krugersdorp, plusieurs statues de Paul Kruger (l'une, iconique, située à Pretoria, une autre à Rustenburg et la troisième à Krugersdorp). Divers monuments commémorant la seconde guerre des Boers, tels que le War Memorial de Uitenhage et le Horse Memorial à Port Elizabeth, sont aussi vandalisés. La statue de Gandhi à Johannesburg est elle aussi victime de dégradations par des manifestants, sous le slogan « Racist Gandhi must fall ». Si aucun de ces monuments ou de ces statues n'est finalement déboulonné ou retiré de l'espace public, ce n'est pas le cas, à l'université de l'État-Libre, de la statue de Charles Swart, premier président d'Afrique du Sud, du temps de l'apartheid qui, sur fond de violentes tensions raciales et sociales, est incendiée, déboulonnée et jetée dans un étang par des manifestants étudiants (elle sera restaurée puis érigée dans un autre lieu).
La contestation des monuments est relancée en juillet 2020, à la suite de la mort de George Floyd aux États-Unis. Quelques statues symboles de la domination blanche sont prises pour cible dans le pays. Le buste de Cecil Rhodes, situé dans son mémorial au Cap, est décapité à la meuleuse par des inconnus (avant d'être lui aussi restauré et remis en place),. La statue de Martinus Theunis Steyn, située elle-aussi à l'université de l’État libre d'Orange depuis 1929 et dont la présence était aussi contestée, est finalement déplacée en 2020 devant l'entrée du musée de la guerre des Boers.

### République démocratique du Congo

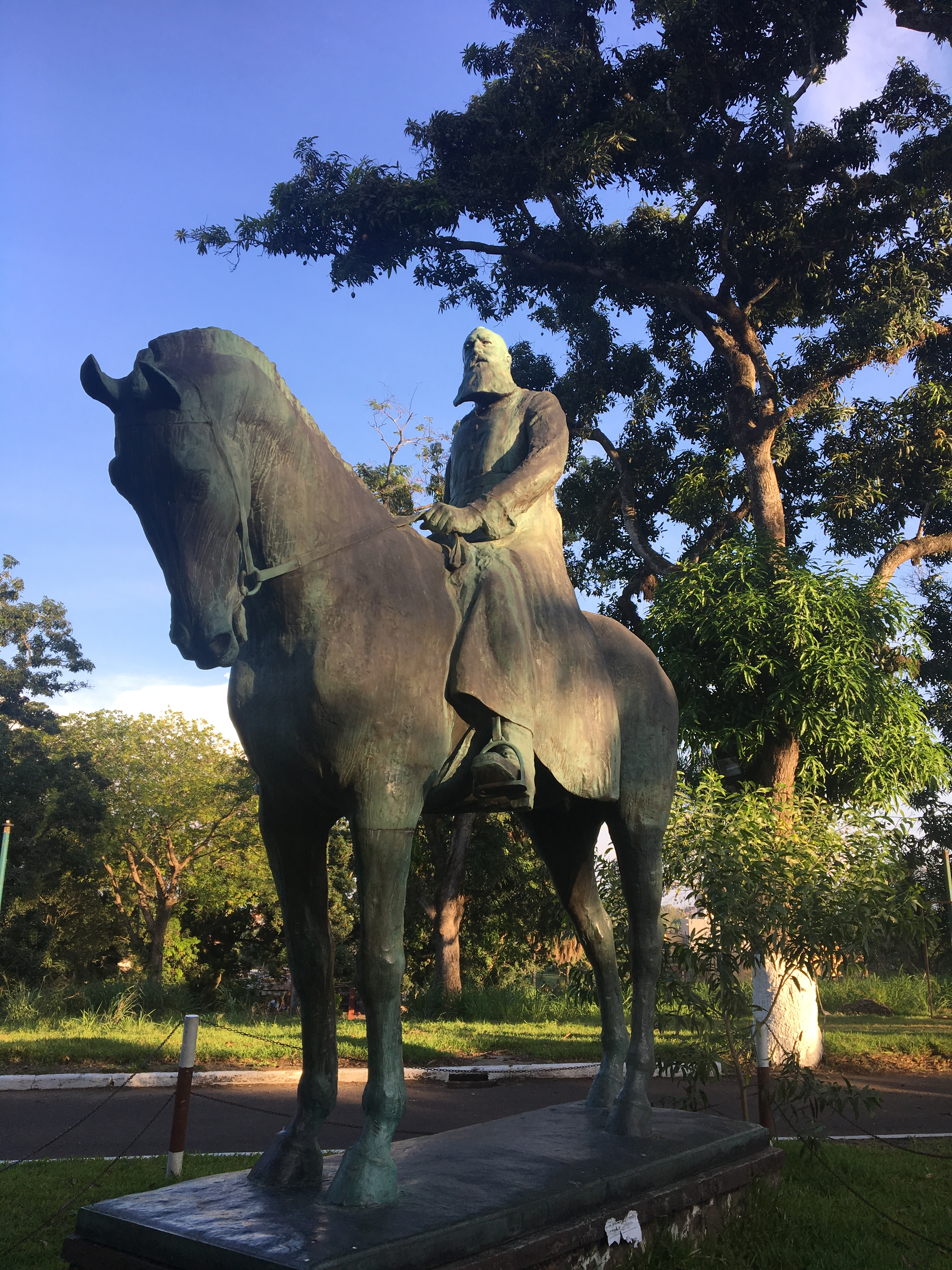
Statue à Kinshasa (2018).

Une statue de Léopold II, inaugurée en 1928 par Albert Ier, était installée à Kinshasa (nommée Léopoldville en son honneur jusqu'en 1966) devant le palais de la Nation, actuel bâtiment de la présidence.
Le monument a été déboulonné en 1967 sur ordre du président du Zaïre Mobutu Sese Seko, au plus fort de sa politique du « retour à l'authenticité » africaine, puis oubliée pendant près de 40 ans.
En 2005 le ministre congolais de la Culture Christophe Muzungu décide de remettre en place la statue, arguant qu'il ne fallait pas oublier l'histoire coloniale « pour que cela ne se reproduise plus ». Installée près de la gare principale de Kinshasa, elle est retirée moins de 24 heures après.
La statue a finalement rejoint les hauteurs du parc du musée national de Kinshasa. Réhabilitée en 2010 avec l'aide de la Mission des Nations unies au Congo (Monusco), elle est accompagnée de la statue d'Albert Ier, son successeur, de celle d'Henry Morton Stanley, fondateur de Léopoldville, ainsi que d'une sculpture à la mémoire des soldats congolais de l'armée coloniale. Selon l'historien Isidore Ndaywel, « L'idée était de faire un musée en plein air ».

### Zambie

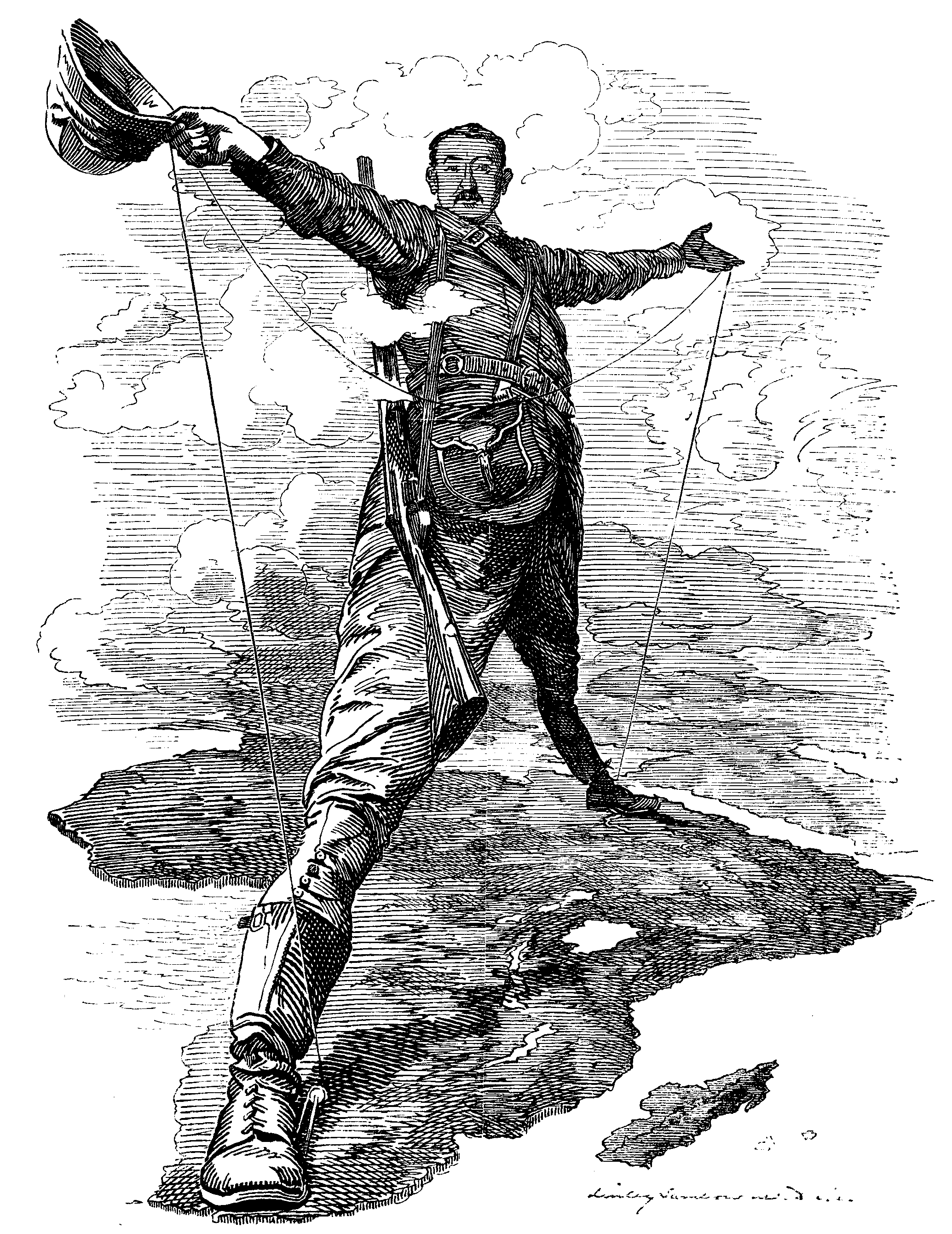
L'Afrique britannique « du Caire au Cap » selon Cecil Rhodes.

Le terme de « Rhodésie » désigne les possessions de la British South Africa Company (BSAC) en Afrique australe, dans la région du bassin du Limpopo-Zambèze (territoires actuels de la Zambie et du Zimbabwe). Ce toponyme est officialisé par la BSAC en mai 1895, et par le Royaume-Uni en 1898. Il rend hommage à Cecil Rhodes, homme d'affaires britannique, premier ministre de la colonie du Cap, fondateur et administrateur de la BSAC. En 1911, les colonies de Rhodésie du Nord-Ouest et Rhodésie du Nord-Est fusionnent pour devenir la Rhodésie du Nord (future Zambie), administrée sous charte royale par la British South Africa Company jusqu'en 1924, puis comme protectorat par le gouvernement du Royaume-Uni.
En 1953, les Britanniques fondent la Fédération de Rhodésie et du Nyassaland, en regroupant trois de leurs colonies : le Nyassaland (aujourd'hui le Malawi), la Rhodésie du Nord (actuelle Zambie) et la Rhodésie du Sud (aujourd'hui le Zimbabwe). Cette expérimentation coloniale, qui vise à créer une société multi-raciale où règnerait une collaboration politique entre les races, a pour objectif la reprise en main du territoire par Londres face à la montée en puissance des Afrikaners venus de l'Union d'Afrique du Sud, le développement économiquement de cette région d'Afrique australe, et doit retarder les volontés indépendantistes des Africains. L'instauration de la fédération octroie certains droits politiques aux Noirs, mais la minorité blanche continue de dominer la vie politique. Elle rencontre l'opposition de la majorité des habitants, autant les petits colons blancs que les leaders africains qui y sont violemment hostiles,,.
L'élection d'un parti ségrégationniste en Rhodésie du Sud entraine l'éclatement de la fédération de Rhodésie - Nyassaland, qui est dissoute le 31 décembre 1963. La Rhodésie du Sud reste entre les mains des colons blancs, et devient la seule « Rhodésie ». Le Nyassaland déclare son indépendance et prend le nom de Malawi. Enfin, la Rhodésie du Nord, qui accède aussi à l'indépendance, abandonne sa référence à Cecil Rhodes, symbole de l'impérialisme britannique de la fin du XIXe siècle, et devient la Zambie en 1964.

### Zimbabwe

#### Nom du pays

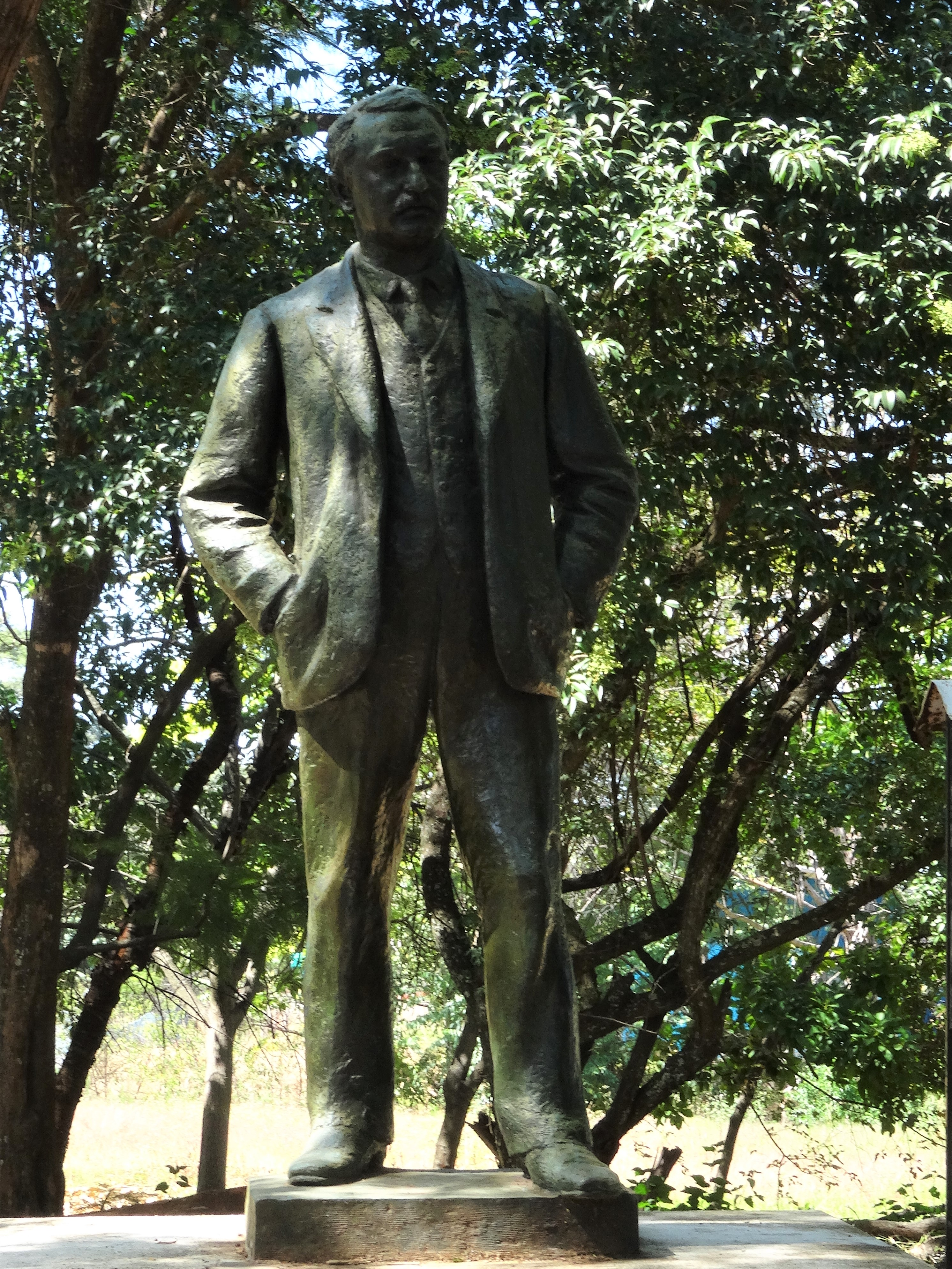
Statue de Cecil Rhodes, autrefois située sur Jameson avenue, déboulonnée en 1980 et désormais située dans le jardin des archives nationales.

Lors de l'indépendance du Zimbabwe, en avril 1980, les nouvelles autorités mènent une importante campagne de décolonisation de l'espace public, tant dans ses monuments que dans sa toponymie. Celle-ci commence notamment avec le changement de nom du pays. Anciennement nommé Rhodésie du Sud, en référence au colonisateur et homme d'affaires britannique Cecil Rhodes, le pays est rebaptisé Zimbabwe (« maison en pierre » en langue shona).

#### Monuments déboulonnés
Au Zimbabwe, les plaques ou monuments emblématiques du pouvoir rhodésien sont déplacés dans les premières années de l'indépendance, comme les statues de Rhodes, d'Alfred Beit, de Charles Coghlan et autres obélisques ou roues de chariots dédiés aux pionniers rhodésiens.
Ainsi, en mai 1980, le portrait de Cecil Rhodes est retiré de la salle de réception de Government House et envoyé à la National Gallery de la ville de Salisbury (renommée Harare deux ans plus tard). En juillet, sa statue, érigée en 1928 sur Jameson avenue, est déboulonnée par le gouvernement, quelques heures avant la visite officielle du président mozambicain Samora Machel afin de procéder aux cérémonies de l'inauguration de l'avenue portant son nom (ex-Jameson avenue). La statue est depuis exposée dans le parc des archives nationales du Zimbabwe. En 1981, une autre statue de Rhodes, alors située sur Main street à Bulawayo, est déplacée pour être exposée dans le Centenary park, aux abords du National Museum de la ville.
D'autres monuments, plaques et statues restent en place, en particulier les statues dédiées à Livingstone, notamment aux chutes Victoria ou à Henry Birchenough au pont de Birchenough.

#### Lieux renommés

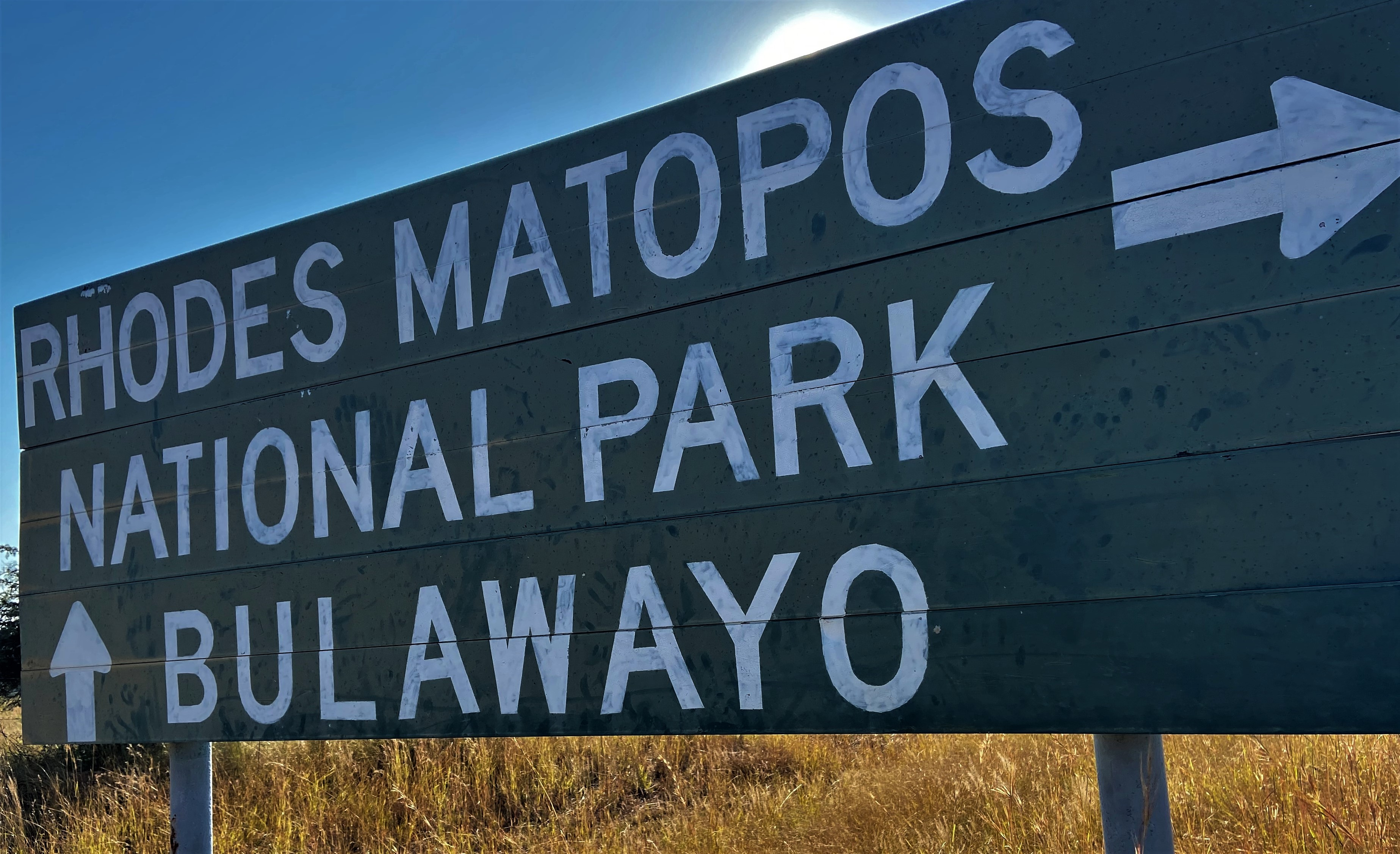
Plus de 40 ans après l'indépendance, l'ancienne signalétique est restée en place, comme ici l'un des panneaux indiquant le parc national de Matopos.

La capitale Salisbury, en référence au Premier ministre britannique, lord Cecil, 3e marquis de Salisbury, est rebaptisée du nom de son township principal, Harare, lors du deuxième anniversaire de l'indépendance en avril 1982, rendant ainsi hommage au chef tribal des Ne-Harawa (le township prend alors le nom de Mbare).
En 1984, le parc national Rhodes-Matopos, où est située la tombe de Cecil Rhodes, est renommé parc national de Matopos. De même, le parc national Rhodes-Inyanga, créé par Rhodes dans l'est du Mashonaland, a été rebaptisé parc national de Nyanga au début des années 1980.

### Sénégal
Le 17 février 2022, Ousmane Sonko, alors maire de Ziguinchor, débaptise cinq avenues qui portaient des noms français pour « restaurer la dignité nationale ». L’avenue du Capitaine-Javelier devient ainsi l’avenue du Tirailleur-Africain ; la rue du Lieutenant-Lemoine sera désormais l’axe Thiaroye-44 ; celle du Lieutenant-Truche est rebaptisée Séléki-1886 ; la rue de France cède la place à la rue de l’Union-Africaine et celle du Général-de-Gaulle se fera désormais appeler rue de la Paix. Toutefois, le 7 décembre de la même année, la Cour suprême sénégalaise invalide les rebaptisations initiées par Ousmane Sonko.
En 2025, Ousmane Sonko, devenu Premier ministre, confie la nouvelle nomination des rues à un Conseil national de la mémoire et de la gestion du patrimoine historique. Ainsi, à Dakar, le boulevard Charles-de-Gaulle devient le boulevard Mamadou-Dia, en hommage au président du Conseil à l'époque de l'indépendance du Sénégal.

### Niger
En juin 2023, quelques semaines avant le coup d’État, le Niger prend la décision de remplacer son hymne national, La Nigérienne, écrit en 1961 par le compositeur français Maurice Thiriet par un nouveau chant, intitulé Pour l'honneur de la patrie.
Puis, le 15 octobre 2024, à la suite des coups d'États dans la région du Sahel et de la prise de distance avec la France, le régime militaire renomme plusieurs lieux emblématiques de Niamey, afin de rendre hommage à ses « héros nationaux ». L'avenue Charles-de-Gaulle devient l'avenue Djibo-Bakary, militant pour l'indépendance. Le monument aux morts des deux guerres mondiales est rebaptisé Bubandey Batama, ou « À nos morts » en langue djerma. L'ancien centre culturel franco-nigérien, désormais uniquement géré par le Niger, est rebaptisé « Moustapha Alassane », du nom du cinéaste nigérien, avec la volonté de réappropriation culturelle. Le monument à Parfait-Louis Monteil, commandant et explorateur français, est transformé en hommage à Thomas Sankara, ancien président burkinabé et fervent défenseur du panafricanisme. Enfin, la place de la Francophonie est rebaptisée « place de l'Alliance des États du Sahel », confédération créée en 2023 par des régimes militaires issus de coups d'État au Mali, au Burkina Faso et au Niger.

### Mali
En 2024, à l'instar du Niger et du Burkina Faso, la junte au pouvoir au Mali décide de rebaptiser 25 lieux à Bamako – boulevards, avenues, rues, places publiques, établissements publics – évoquant l’ancienne puissance coloniale française et parfois l’organisation ouest-africaine CEDEAO. Ainsi, les rues des généraux et administrateurs coloniaux Faidherbe, Brière de L’Isle, Archinard deviennent respectivement les rues Mamadou Lamine Drame, Bazoumana Sissoko et El Hadj Cheick Oumar Tall. Également, l’avenue Ruault prend le nom du capitaine Sékou Traoré. Enfin, l’avenue CEDEAO devient ainsi l’avenue de l’AES (Alliance des États du Sahel), du nom de la nouvelle alliance formée par le Mali, le Burkina Faso et le Niger.

### Ouganda
Le 28 février 2025, à la suite d’un long processus citoyen, la Haute Cour ougandaise demande à la capitale Kampala, de renommer ses rues et ses sites afin de promouvoir la culture locale. Selon elle, la toponymie de la ville devra désormais refléter « l’identité culturelle et historique de l’Ouganda, plutôt que d’honorer les fonctionnaires coloniaux britanniques ». Pour le maire de Kampala, Erias Lukwago, « il est grand temps que nous décolonisions nos rues ». Parmi les noms visés figurent celui du général de division Henry Edward Colville, l’un des premiers dirigeants du protectorat britannique sur l’Ouganda, et Frederick Lugard, un haut fonctionnaire colonial en Afrique réputé pour sa cruauté.

## Pays européanisés

### Amérique latine

#### Jour de la Race

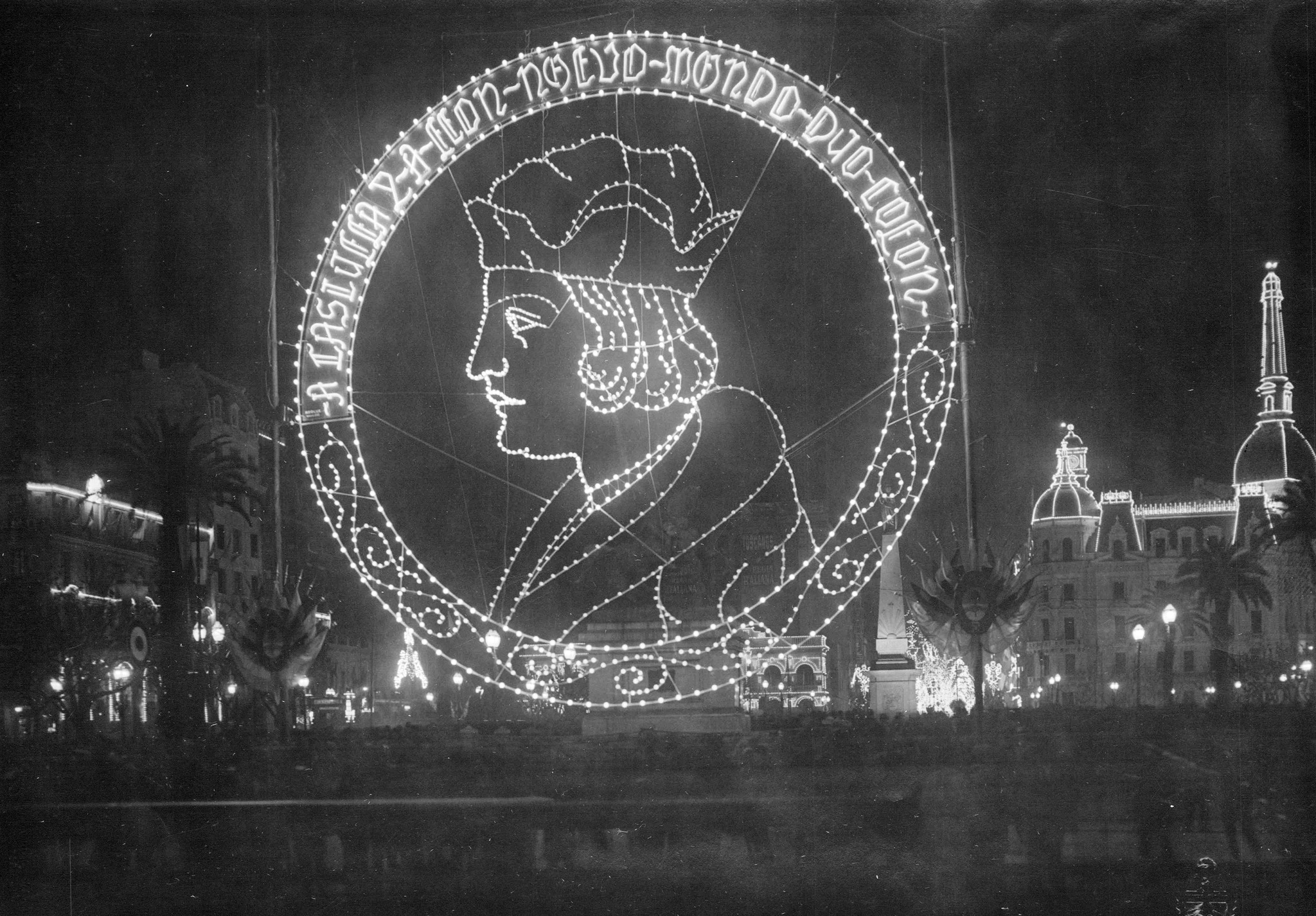
Célébration du Jour de la Race, le 12 octobre 1929, à Buenos Aires.

Dans les pays de culture ou de langue espagnole, héritage de l'Empire colonial, le 12 octobre est une date officielle de commémoration du débarquement de Christophe Colomb aux Bahamas en 1492, marquant le début de la colonisation européenne des Amériques. Sa dénomination de « Jour de la Race » depuis 1917, faisant référence à la « race » ibéro-américaine, et l'hommage rendu à Christophe Colomb, de plus en plus perçu comme une des figures du génocide des Amérindiens, provoquent des réticences autour de cette date commémorative. Un grand nombre de pays ont rebaptisé cette fête : « Fête nationale d'Espagne » (Espagne), « Jour de la nation pluriculturelle » (Mexique), « Jour de la Diversité Culturelle Américaine » (Argentine), « Jour de la Découverte des Deux Mondes » (Chili,), « Jour de la Résistance Indigène » (Venezuela),.

#### Argentine
En 1921, la communauté italienne, très importante en Argentine, offre à Buenos Aires un monument à Christophe Colomb à l'occasion du centenaire de la Révolution de Mai de 1810,,. Réalisée par Arnaldo Zocchi, la statue est constituée d'un morceau de marbre de Carrare haut de six mètres et pesant 24 tonnes, mais, au début du XXIe siècle, elle est en très mauvais état : elle présente des détériorations structurelles causées par les impacts de balles de la Marine, lors des bombardements antipéronistes de juin 1955, et par le souffle d'une bombe en avril 1987 : « Son béret est fendu, séparé de la tête, et il y a une fissure autour des deux bras », précisent les spécialistes.
En mars 2013, le gouvernement bolivien d'Evo Morales approuve le don d'un peu plus d'un million de dollars à l'Argentine pour ériger à Buenos Aires une statue de la bolivienne Juana Azurduy de Padilla, héroïne des guerres d'indépendance de l'Amérique latine qui a combattu au côté des Argentins. La présidente argentine Cristina Fernández de Kirchner annonce alors le déménagement de la statue de Colomb qui trônait sur un piédestal dans le Parque Colón proche de la Casa Rosada, pour la remplacer par celle de Juana Azurduy de Padilla,.

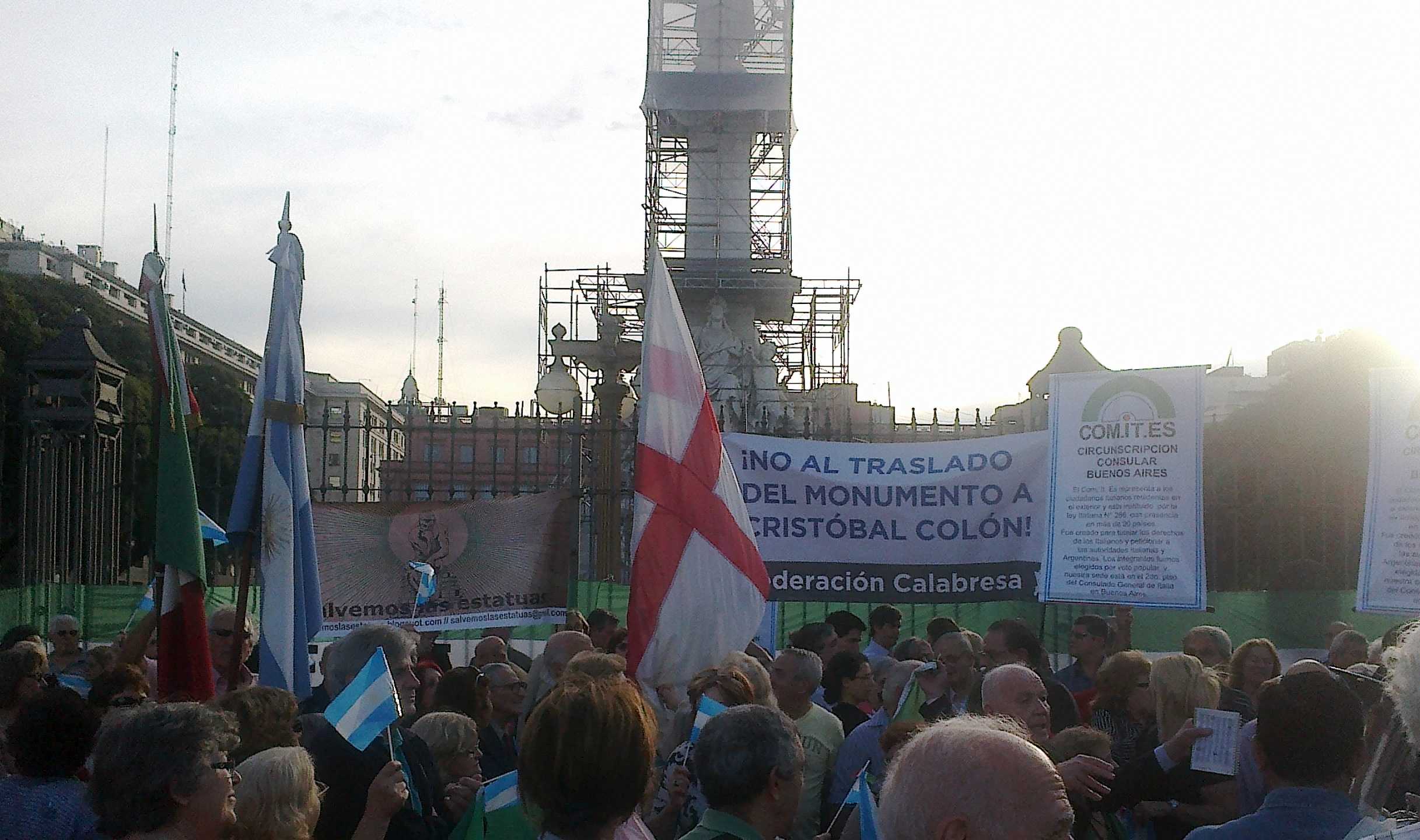
Manifestation en avril 2013 de la communauté italienne de Buenos Aires contre le transfert imminent du monument au parc Colón.

Les Italiens de Mar del Plata, qui constituent la plus grande communauté italienne du pays, demandent alors que le monument à Christophe Colomb soit déplacé vers la Plaza Colón de Mar del Plata, en face du casino,. Mais, le 5 avril 2013, l'association civile « Basta de Demoler » présente une injonction pour empêcher le transfert du monument à Mar del Plata et, le 23 avril 2013, des organisations communautaires italiennes manifestent sur la Plaza Colón de Buenos Aires contre le projet de transfert.
Il s'ensuit une double bataille juridique opposant, d'un côté, des associations italiennes aux autorités et, de l'autre, la Ville à l'État : un accord est finalement signé en 2014 entre la Ville et l'État et ratifié par le Parlement, qui a également déterminé la digue située face à l'aéroport Jorge-Newbery comme nouveau site pour la statue.
En 2016, le monument à Christophe Colomb est remplacé par le monument de Juana Azurduy, au grand dam d'associations de la communauté italienne qui vont jusqu'à envoyer au Premier ministre italien Matteo Renzi une lettre expliquant la situation et lui demandant d'intercéder auprès du président argentin Mauricio Macri. L'avocat de ces associations dénonce l'état lamentable du monument : « Il se trouve sur la digue de Puerto Argentino, devant l'aéroport, brisé en morceaux. Il y a eu des dommages aux pièces, elles n'ont pas été correctement entretenues, il y a des pièces cassées ».
Enfin, en novembre 2017, le remontage du monument à Christophe Colomb sur la Costanera Norte est terminé.

#### Bolivie
Le 12 octobre 2020, lors d'un rassemblement au centre de la capitale bolivienne La Paz, des militantes placent une jupe traditionnelle andine sur la statue d'Isabelle la Catholique (1451-1504), reine de Castille et d'Aragon, qui avait financé les expéditions de Christophe Colomb, pour rhabiller la statue en cholita, du nom de ces femmes qui portent les multiples jupons traditionnels,. Les manifestantes entendaient dire « que la colonisation a été un génocide, que l'Amérique n'avait pas à être découverte, que l'Amérique avait déjà des sociétés formées ».
En août 2021, des groupes autochtones commémorant la journée de la ruralité indigène, essayent de déboulonner la statue de Christophe Colomb au centre de La Paz mais ils ne parviennent qu'à lui casser le nez et à peindre son visage en noir. Le maire de La Paz décide de poursuivre en justice le leader du groupe, qui fait partie de la communauté des Aymaras, mais le jeune homme avertit : « Je défie le maire Ivan Arias de me mettre en prison ! L'histoire se répète, ils chercheront toujours à montrer leur supposé pouvoir. Mais ce qu'ils ne savent pas, c'est que nous sommes en train de nous rebeller de nouveau, c'est un avertissement ».

#### Brésil
En 2020, alors que des manifestants antiracistes déboulonnent la statue d'Edward Colston et la jettent à l'eau à Bristol, la statue du trafiquant d'esclaves portugais Joaquim Pereira Marinho (1782-1854?) continue de se dresser au centre de la ville de Salvador, le port où sont arrivés près d'un tiers des Africains amenés au Brésil. L'historien Carlos da Silva Jr. souligne que Pereira Marinho s'est lancé dans le commerce des esclaves après que celui-ci ait été interdit au Brésil en 1831 par la loi Feijó. Selon les estimations, le marchand d'esclaves a transporté environ 11 000 esclaves et au moins 10 % d'entre eux sont morts pendant le voyage. Plus tard, « en 1858, il a créé la Compagnie de l'Union Africaine, pour faire du commerce légal avec l'Afrique, mais, grâce aux contacts qu'il avait à Cuba, où l'achat et la vente d'esclaves étaient encore légaux, il a maintenu l'activité ».
L'historien Moreno Pacheco déclare à la BBC : « Ici, nous n'avons même pas une idée des monuments dédiés dans nos villes aux personnages du passé qui ont des liens avec l'oppression des peuples noirs, des peuples indigènes ou avec les mouvements d'émancipation politique. De temps en temps, nous avons ce débat entre collègues, surtout lorsque la discussion explose dans d'autres pays, comme cela s'est produit aux États-Unis en 2017 et maintenant en Angleterre ».
En juillet 2021, un groupe appelé « Revolução Periférica » (Révolution périphérique) incendie une statue du bandeirante Manuel de Borba Gato (1649 - 1718) située à São Paulo. L'historien et politologue Boris Fausto explique que les bandeiras étaient des expéditions caractérisées par la torture, le meurtre et le viol d'indigènes qui se dirigeaient vers l'intérieur du Brésil à la recherche d'indigènes qui étaient capturés et vendus comme esclaves. La plupart des bandeirantes, les hommes blancs qui dirigeaient les bandeiras, étaient originaires de l'État de São Paulo, où de nombreuses rues, avenues, monuments et places portent le nom des principaux bandeirantes tels que Manuel de Borba Gato, Antônio Raposo Tavares et Domingos Jorge Velho.
Lors du carnaval de Rio 2022, l'école de Beija-Flor défile en fin de cortège avec un char sur lequel se dressent les statues couleur de bronze de trois « envahisseurs, esclavocrates et propagateurs du racisme » qui sont ensuite symboliquement déboulonnées : l'amiral Pedro Alvares Cabral, « découvreur » du Brésil, l'écrivain considéré par beaucoup comme raciste Monteiro Lobato, mais aussi et surtout, placé symboliquement plus haut que les autres, une figure honnie entre toutes : celle de Borba Gato.

#### Chili
Au Chili, les Mapuches, qui constituent la plus grande population indigène du pays et représentent 10 % de la population nationale, ont de nombreux griefs envers l'État et le gouvernement à cause de la déforestation, de la pollution, des inégalités en matière de propriété foncière et de leur représentation politique limitée. L'un de leurs objectifs principaux est que le Chili devienne un « État plurinational » comme la Bolivie voisine, accordant aux peuples autochtones une plus grande autonomie politique, ainsi qu'un statut officiel de leurs langues. Ces revendications sont partagées par des groupes aborigènes plus petits comme les Diaguita, un peuple du désert andin.
À Collipulli, en mars 2017, le buste du général chilien Cornelio Saavedra Rodríguez, connu pour avoir dirigé la sanglante « pacification » du cœur du pays mapuche au XIXe siècle, est détruit par des inconnus et est ensuite remplacé,.
Le 20 octobre 2019, à La Serena, dans le nord du pays, des manifestants abattent et brûlent une statue du conquistador Francisco de Aguirre, qui est accusé d'avoir été un violeur de femmes indigènes et d'avoir commis un génocide envers les peuples autochtones qui habitaient la région de Coquimbo et d'Atacama, et ils la remplacent par une statue de « Milanka », une femme qui représente le peuple Diaguita,,. Le 31 octobre, des inconnus détruisent la statue de Milanka, qui avait été réalisée en carton et papier mâché par les élèves de l'école La Nuez et installée après une cérémonie de la communauté Diaguita, en hommage aux femmes qui ont maintenu les coutumes, les traditions et les langues des peuples autochtones,,,.

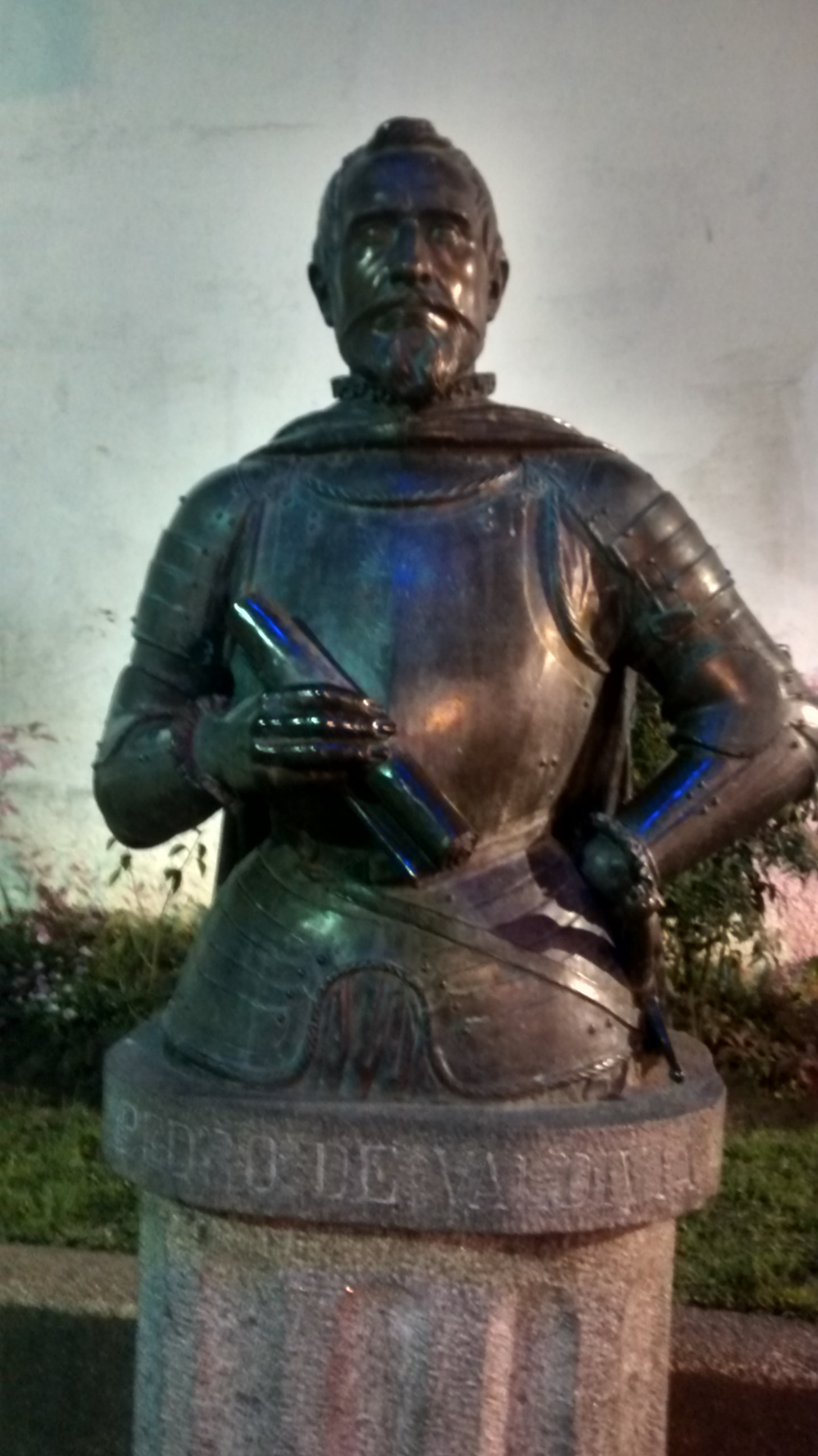
Buste du conquistador Pedro de Valdivia à Concepción, abbatu par des manifestants mapuches le 29 octobre 2019.

Le 29 octobre 2019, dans le centre de Temuco, dans la région de l'Araucanie, un groupe de militants mapuches renverse le buste du conquistador espagnol Pedro de Valdivia (1497-1553), lieutenant de Pizarro dans la guerre de conquête et d'extermination au Pérou, et gouverneur du Chili de 1541 à 1547,. Non loin de là, un autre groupe démolit la statue de l'homme politique Diego Portales (1793-1837) et accroche un drapeau mapuche dans la main de la statue de l'officier de marine Arturo Prat Chacón (1848-1879). Le même jour, dans la ville de Concepción que Pedro de Valdivia a fondée en 1550, des manifestants abattent son buste, le font griller et l'empalent au pied de la statue de son ennemi historique, le chef mapuche Lautaro,,.
Toujours le 29 octobre 2019, à Temuco, la statue de l'aviateur Dagoberto Godoy (1893-1960) est décapitée et sa tête est suspendue à la statue du chef mapuche Caupolicán,.
Dans la nuit du 29 au 30 octobre 2019, dans la ville de Collipulli, le buste en bronze du général Cornelio Saavedra Rodríguez, fondateur de la ville, connu pour avoir dirigé la sanglante « pacification » du cœur du pays mapuche au XIXe siècle, est renversé à l'aide de cordes.
En août 2020, des manifestants déboulonnent la statue du général Cornelio Saavedra Rodríguez (1759-1829) dans la commune de Lumaco, dans la région de l'Araucanie, dans le cadre des manifestations contre la répression et la persécution de l'État chilien contre l'ethnie mapuche. Selon Radio Habana Cuba, Saavedra est considéré comme un des plus grands militaires génocidaires lors de l'occupation des territoires mapuches par l'armée, l'oligarchie et la classe politique au XIXe siècle.
À Santiago du Chili, un groupe de protestataires tente le 5 mars 2021 de mettre le feu à la statue du général chilien Manuel Baquedano (1823-1897),. Trois jours plus tard, les protestataires tentent de déboulonner la statue et, le 12 mars 2021, la statue est retirée de son piédestal par les autorités au son des trompettes jouées par une rangée de militaires,,. La statue du général Baquedano, héros de la guerre du Pacifique qui a opposé le Chili au Pérou et à la Bolivie à la fin du XIXe siècle, ne représentait pas une cible spécifique des protestataires mais était devenue depuis octobre 2019 l'objet d'une querelle symbolique entre les manifestants et les autorités pour le contrôle de la place, épicentre des manifestations lors de la crise sociale au Chili,,. Le président conservateur Sebastián Piñera assure alors que le monument, érigé en 1928, serait restauré et réinstallé rapidement « car nous voulons montrer notre gratitude et notre respect envers nos héros »,.

#### Colombie

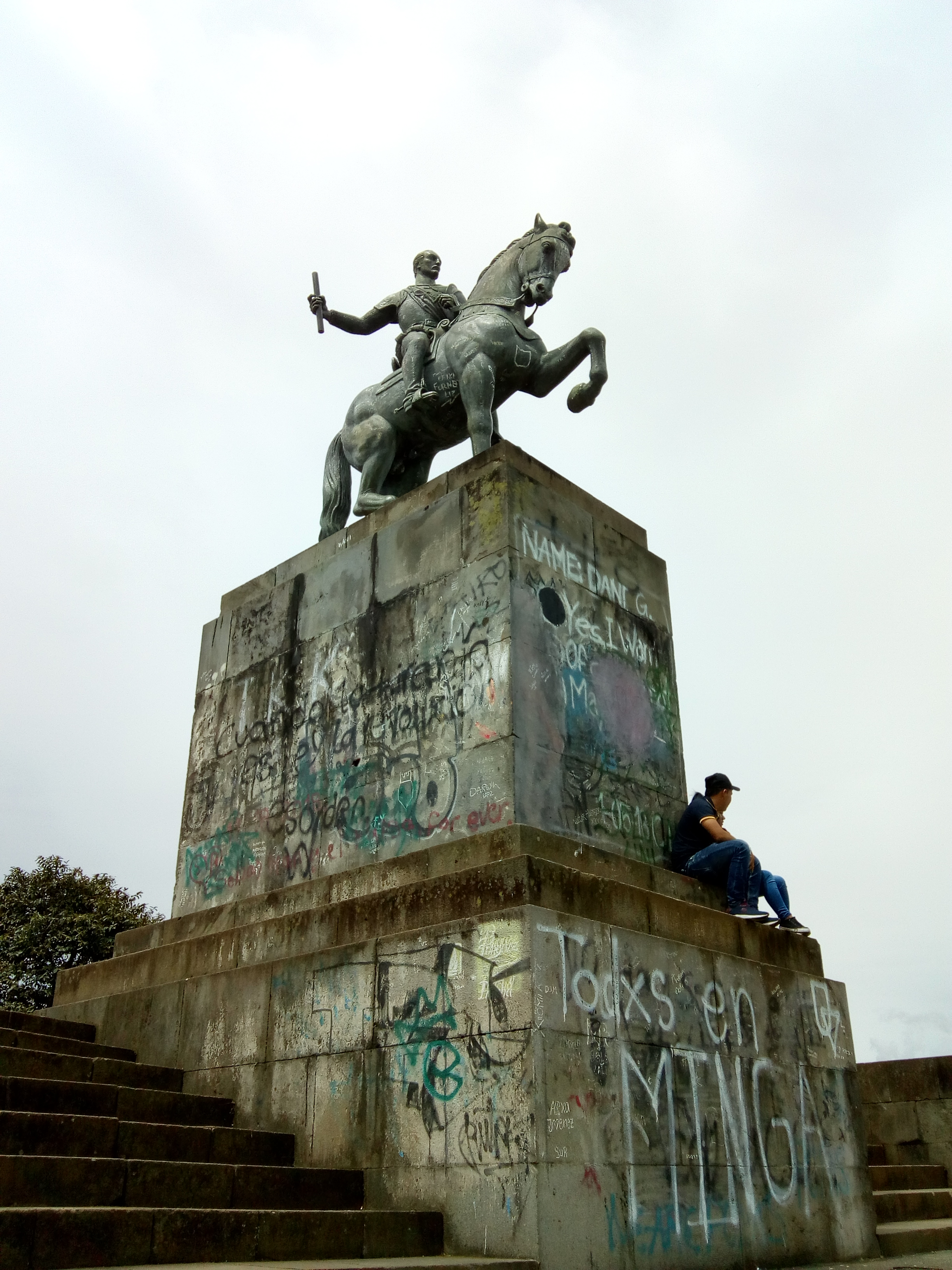
Statue équestre du conquistador Sebastián de Belalcázar, à Popayán, déboulonnée en 2020.

Le 16 septembre 2020, à Popayán dans le sud-ouest de la Colombie, la statue équestre du conquistador espagnol Sebastián de Belalcázar, érigée en 1937, est abattue à l'aide de cordes par un groupe de plusieurs dizaines d'Autochtones colombiens à la suite d'un appel à la mobilisation des peuples indigènes Misak, Nasa et Pijao, afin de protester contre « l'extermination culturelle et physique des peuples indigènes » du département du Cauca, dont le chef-lieu est Popayán,. Pour le peuple Misak, le conquistador « a été l'un des principaux responsables de la servitude et de l'extermination des peuples indigènes et des esclaves africains dans la région ».
Le 7 mai 2021, dans la capitale Bogota, des manifestants de la communauté Misak, originaire du sud-ouest du pays, renversent la statue, érigée en 1960, du conquistador espagnol Gonzalo Jiménez de Quesada, fondateur de Bogota : « Historiquement, il a été le plus grand massacreur, tortionnaire, voleur et violeur de nos femmes et de nos enfants » déclare le groupe dans un communiqué.
Le 11 juin 2021, les autorités colombiennes déménagent les statues en bronze de Christophe Colomb et de la reine espagnole Isabelle la Catholique qui se dressaient au centre de la capitale Bogota, après deux jours de bras de fer avec des manifestants du peuple indigène Misak qui comptaient les déboulonner,.

#### Mexique

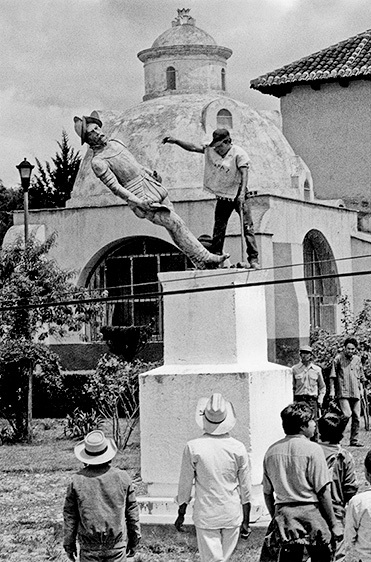
Renversement de la statue du conquistador Diego de Mazariegos le 12 octobre 1992 à San Cristobal de Las Casas.

En mars 2019, dans une lettre adressée au roi d'Espagne Felipe VI et au pape François, le président mexicain Andrés Manuel López Obrador réclame des excuses pour les abus commis contre les peuples indigènes du Mexique durant la conquête espagnole. Le gouvernement espagnol rétorque dans un communiqué que « l'arrivée, il y a 500 ans, des Espagnols sur le territoire mexicain actuel ne peut pas être jugée à l'aune de considérations contemporaines ».
Le 10 octobre 2020, la statue de Christophe Colomb, dressée sur le Paseo de la Reforma, l'artère principale du centre de Mexico, est retirée de son piédestal par les autorités afin de soumettre le monument « à un examen et à une éventuelle restauration »,. Mais, le 5 septembre 2021, la maire de la capitale mexicaine, Claudia Sheinbaum, déclare que la statue du navigateur génois sera remisée dans le parc des Amériques, dans une salle de la mairie de Miguel Hidalgo, l'une des seize divisions territoriales de Mexico.

#### Venezuela
En 2020, lors de la célébration du 528e anniversaire de la « Résistance indigène », anciennement « Jour de la Race » commémorant le début de la colonisation espagnole de l'Amérique, le président vénézuélien Nicolas Maduro déclare initier un processus de décolonisation : « J'ai décidé (…) d'engager de manière progressive, graduelle, organisée et disciplinée un processus de décolonisation et de reconquête de tous les espaces publics portant le nom des colonisateurs, conquérants et génocidaires ». À cette occasion, il annonce que l'autoroute Francisco Fajardo, dont le nom rend hommage à un conquistador, portera désormais le nom de « Grand cacique Guaicaipuro », du nom d'un résistant amérindien à la colonisation.

### Amérique du Nord

#### Canada

##### Changement des noms de lieux contenant le mot «nègre»
En 2015, la Commission de la toponymie du Québec a annoncé le changement de nom de onze lieux contenant le mot « nègre », en français ou en anglais, estimant qu'ils étaient susceptibles de « porter atteinte à la dignité des membres de la communauté noire ».

##### Statues de la reine Victoria à Montréal
Dans la nuit du 15 mars 2018, deux statues de la reine Victoria situées dans le centre-ville de Montréal — la première au Square Victoria ; la seconde devant l'Université McGill, rue Sherbrooke — sont aspergées de peinture verte par des militants qui les jugent « racistes », les monuments de la reine symbolisant pour eux l'héritage de l'Empire britannique. Ces actions sont revendiquées par la Brigade de solidarité anti-coloniale Delhi-Dublin. Le même groupuscule vandalise de nouveau la statue à l'Université McGill en 2021.

##### Statue de John A. Macdonald à Montréal
Le 29 août 2020, des protestataires déboulonnent la statue du premier titulaire du poste de premier ministre du Canada, John A. Macdonald, place du Canada, à Montréal : lors de la chute, la tête de la statue se détache,. La statue de John A. Macdonald avait déjà été aspergée de peinture rouge en novembre 2017.
Le déboulonnage provoque des réactions en sens divers, divisant même les représentants des populations autochtones. Ainsi, David Chartrand, vice-président du Ralliement national des Métis, condamne fermement les militants qui ont renversé la statue : « Je ne les soutiens en aucune façon. Je pense que c'était absolument la mauvaise approche. Pourtant, si quelqu'un peut dire qu'il a souffert à cause de John A. Macdonald, c'est bien nous ». De même, Konrad Sioui, grand chef de la Nation huronne-wendat, souligne : « Ce n'est pas notre approche, ce n'est pas comme ça qu'on fonctionne ». En revanche, Constant Awashish, grand chef de la nation atikamekw, note que l'incident a le mérite de rappeler que John A. Macdonald a été un oppresseur notoire, qui a adopté des politiques aux effets désastreux pour les Premières Nations, a joué un rôle important dans la mise sur pied du système de pensionnats pour enfants autochtones et a refusé en 1885 de permettre un appel de la condamnation du chef métis Louis Riel à la pendaison.
Sans surprise, le monde politique québécois déplore l'action. La mairesse de Montréal Valérie Plante déplore « fermement » le déboulonnement. Le premier ministre du Québec François Legault appelle à la restauration de la statue : « Quoi que l'on puisse penser de John A. MacDonald, détruire un monument ainsi est inacceptable. Il faut combattre le racisme, mais saccager des pans de notre histoire n'est pas la solution. Le vandalisme n'a pas sa place dans notre démocratie ». Jean-François Lisée, ancien chef du Parti québécois, réagit en affirmant : « Je ne suis pas un fan de John A. Macdonald (qui n'était pas un fan des Québécois). Je pourrais même être convaincu que sa statue ne devrait pas avoir une place d'honneur. Mais il n'appartient pas à un groupe de manifestants de décider si sa statue doit être détruite ». Les conservateurs canadiens vont encore plus loin. Ainsi, Erin O'Toole, chef du Parti conservateur du Canada, déclare : « Nous ne construirons pas un avenir meilleur en défigurant notre passé. Il est temps pour les politiciens d'arrêter de se plier face aux activistes radicaux ». Le premier ministre de l'Alberta Jason Kenney déclare : « Si la Ville de Montréal décide de ne pas restaurer la statue […], nous serions heureux de la recevoir pour l'installation sur le terrain de l'Assemblée législative de l'Alberta ».

##### Statues des reines Victoria etÉlisabethIIà Winnipeg
Le 1er juillet 2021, le jour de la Fête du Canada, des manifestants amérindiens déboulonnent les statues des reines Victoria et Élisabeth II, à Winnipeg, à proximité de l'Assemblée législative du Manitoba. Les statues des deux souveraines, perçues comme des symboles de l'histoire coloniale du pays, sont prises pour cibles dans un contexte de tensions à la suite de la découverte de restes humains d'enfants près de pensionnats pour Autochtones au Canada en mai et juin 2021.

#### États-Unis

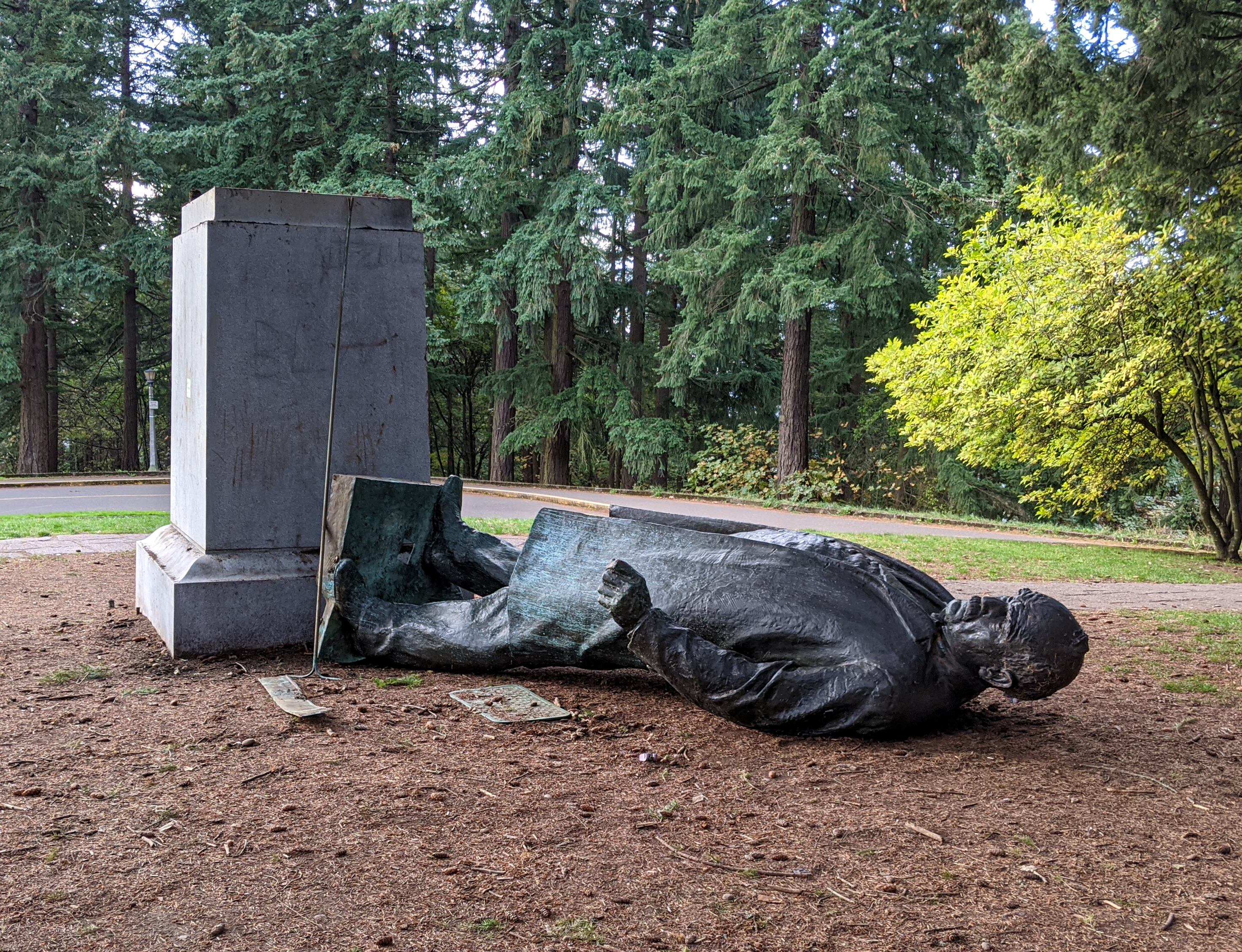
Statue d'Harvey Scott (en) à Mount Tabor (Vermont), abattue en 2020.
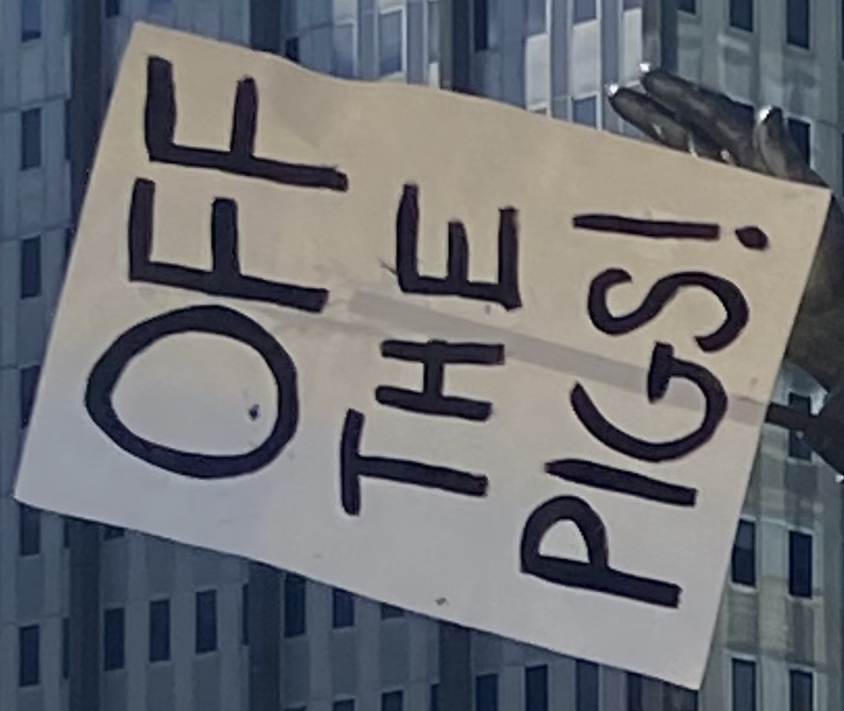
Statue du politicien Frank Rizzo à Philadelphie (Pennsylvanie), déboulonnée en 2020.
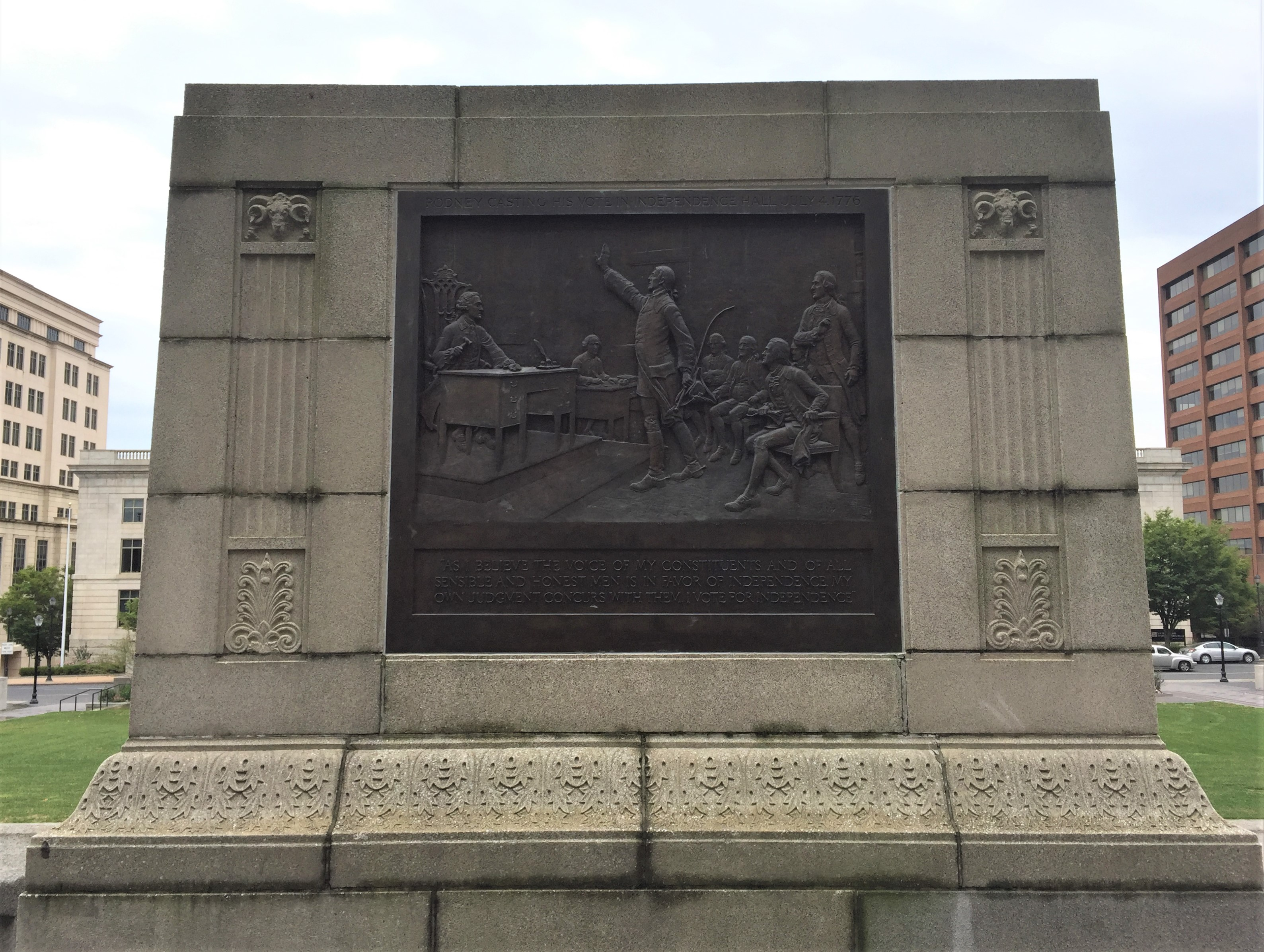
Piédestal vide de la statue équestre de Caesar Rodney à Wilmington (Delaware).
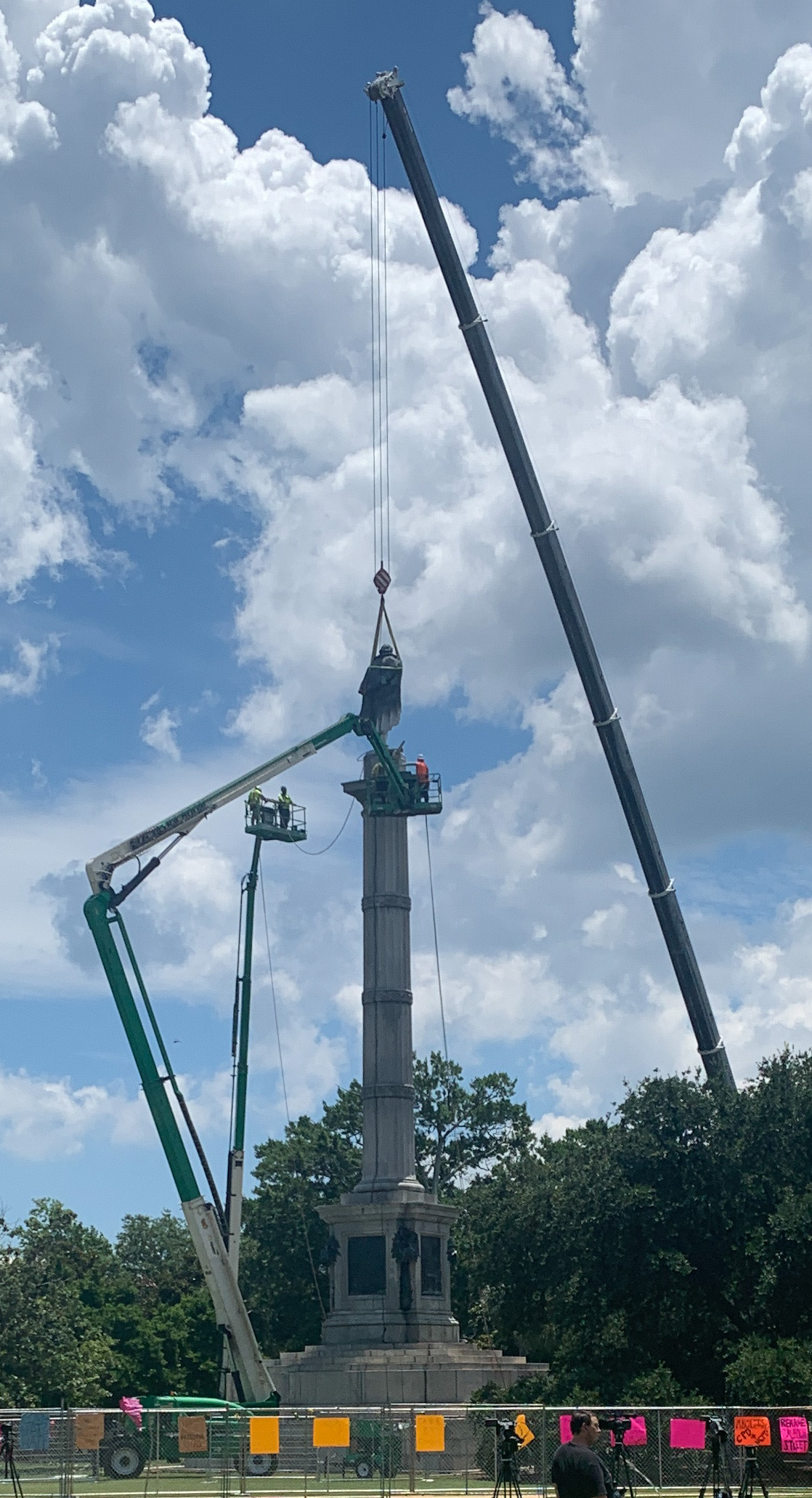
Démontage en 2020 du monument à John Calhoun à Charleston (Caroline du Sud).
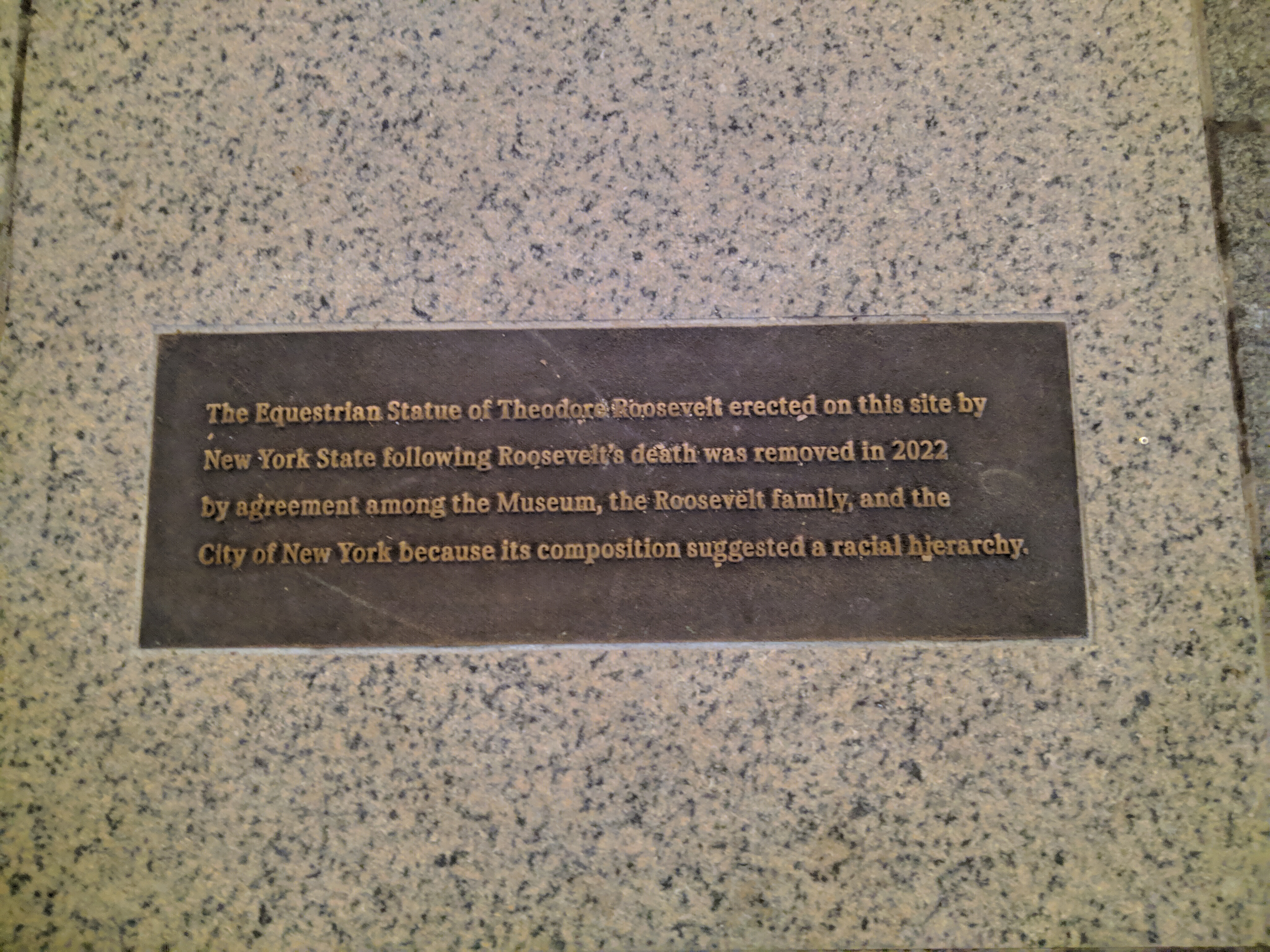
Plaque expliquant le retrait en 2022 de la statue équestre de Theodore Roosvelt à New York.

##### Statues de Christophe Colomb

###### Prémices dès 2006
Longtemps présenté comme le « découvreur de l'Amérique » et comme un symbole de la contribution des Italiens à l'histoire américaine, Christophe Colomb est dénoncé au XXIe siècle comme une des figures du génocide des Amérindiens car, au cours de ses quatre voyages dans les Caraïbes et sur la côte Nord de l'Amérique du Sud, il a asservi et tué des milliers d'indigènes. Il devient une figure controversée de l'histoire pour la façon dont il a traité les communautés indigènes qu'il a rencontrées et pour son rôle dans la colonisation violente à leurs dépens. Les activistes amérindiens s'opposent à l'idée d'honorer Christophe Colomb, affirmant que ses expéditions en Amérique ont conduit à la colonisation et au génocide de leurs ancêtres.

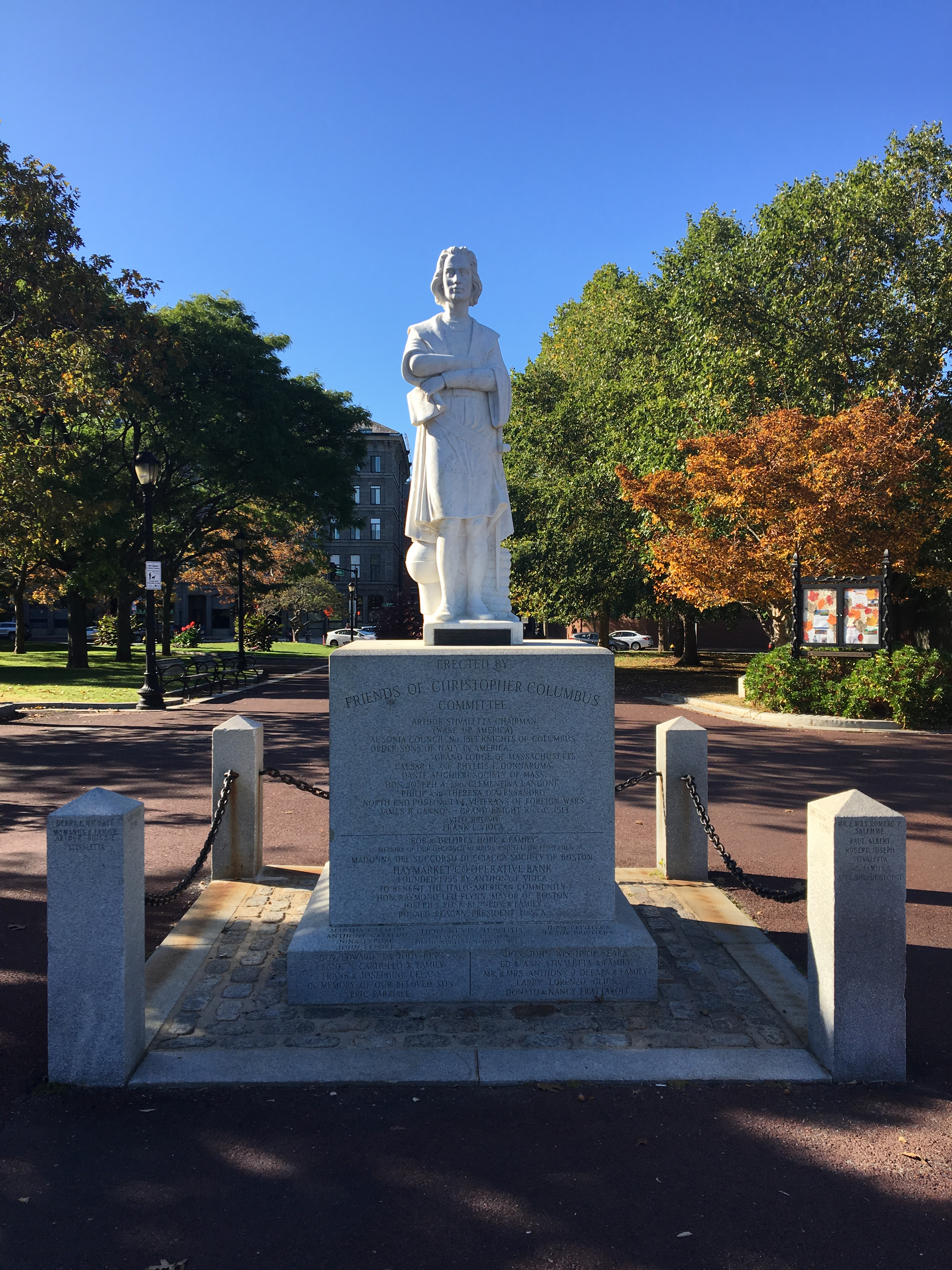
La statue de Christophe Colomb à Boston, décapitée en 2006 puis en juin 2020.

La statue de Christophe Colomb qui se dresse dans le quartier Little Italy de Boston est vandalisée dès 2006, lorsque sa tête a disparu pendant plusieurs jours, et vandalisée à nouveau en 2015 avec de la peinture rouge,.
Dans les années 2010, de nombreuses villes et de nombreux États remplacent la Journée de Colomb (Columbus Day) par la Journée des peuples indigènes (Indigenous Peoples' Day), en reconnaissance de la douleur et de la terreur causées par Colomb et d'autres explorateurs européens.

###### Apogée en 2020
En juin 2020, les actions des activistes amérindiens se multiplient dans la foulée des manifestations contre le racisme et les violences policières qui font suite à la mort de George Floyd, individu noir victime d'une interpellation violente par des policiers blancs le 25 mai 2020 à Minneapolis aux États-Unis.
Le 9 juin 2020, la statue de Christophe Colomb située dans le quartier Little Italy de Boston est décapitée comme elle l'avait déjà été en 2006,. Après cette action, la Ville de Boston retire la statue et le maire annonce « Nous allons prendre le temps d'évaluer la signification historique de la statue »,.

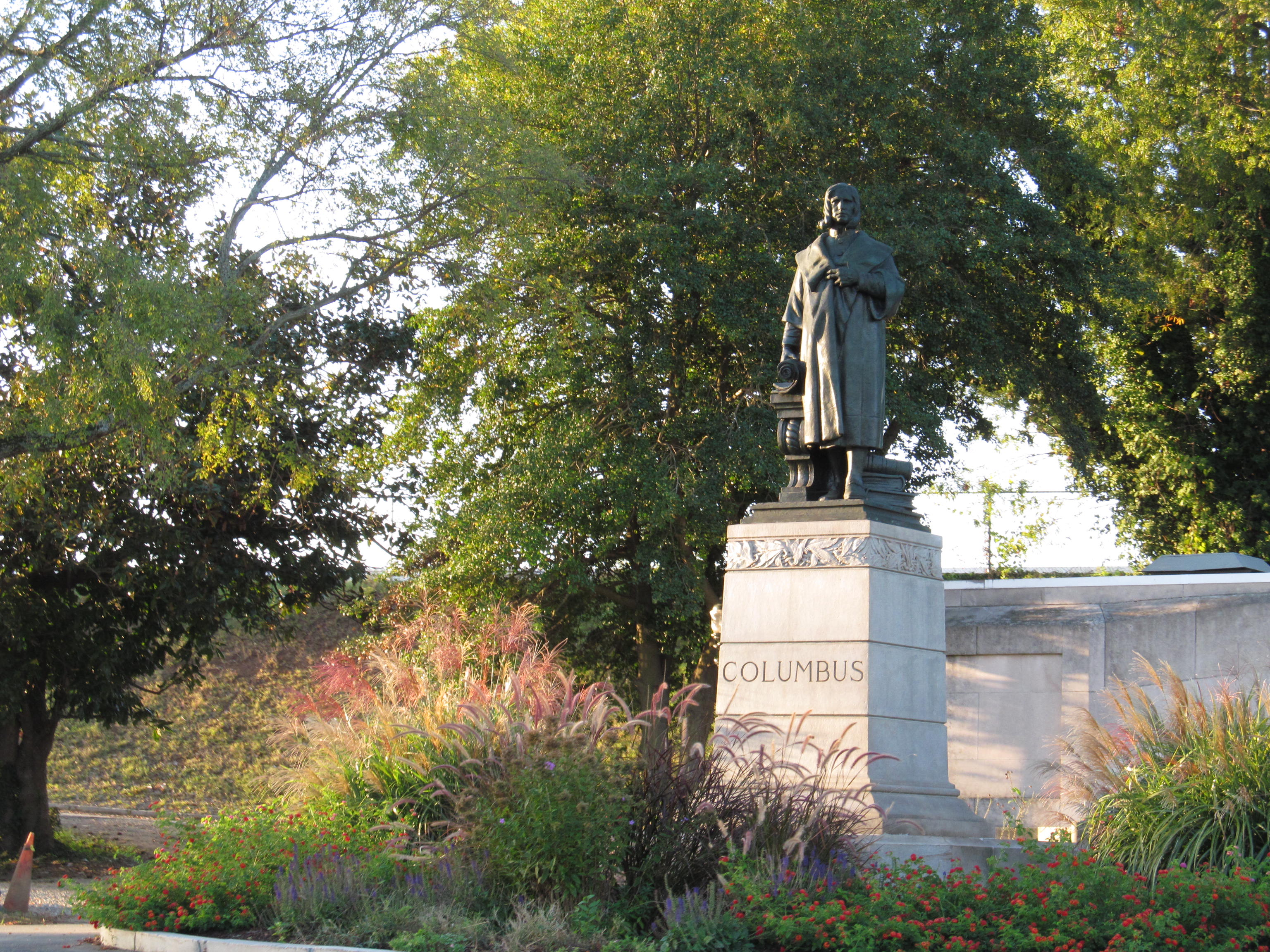
La statue de Christophe Colomb à Richmond en Virginie avant sa destruction en juin 2020.

Le même jour, la statue de Colomb située à Richmond en Virginie est abattue, aspergée de peinture, incendiée et jetée dans un lac,. La Richmond Indigenous Society avait déclaré dans un tweet avant le rassemblement que « nous nous rassemblons au parc Byrd pour protester contre un autre monument raciste. Christophe Colomb a assassiné des indigènes et a intégré la culture génocidaire contre les indigènes que nous voyons encore aujourd'hui ». « Ce continent est construit sur le sang et les os de nos ancêtres » dénonce Vanessa Bolin, membre de la Richmond Indigenous Society.

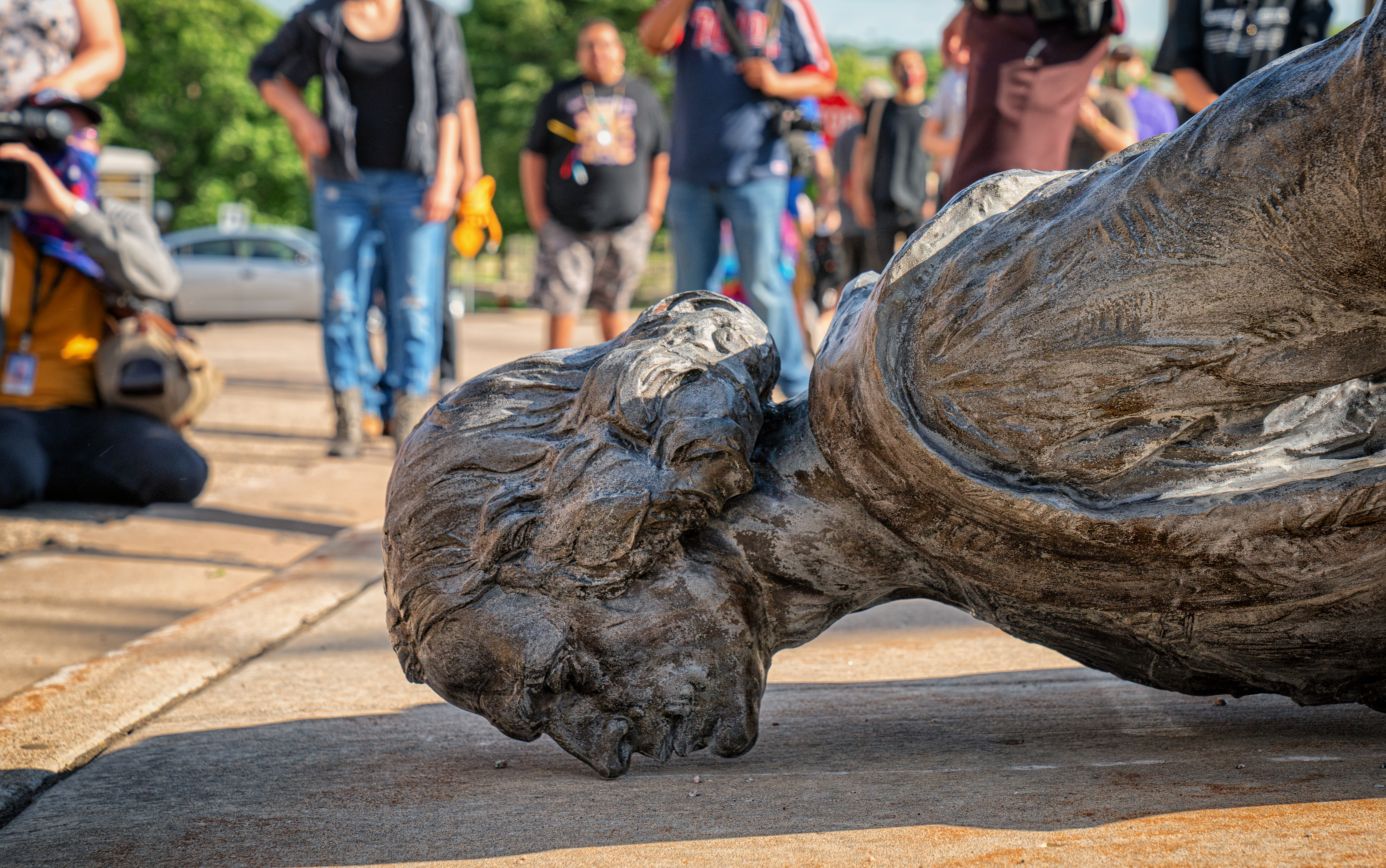
La statue de Christophe Colomb abattue à Saint Paul, au Capitole de l'État du Minnesota, le 10 juin 2020.

Le lendemain 10 juin, la statue de Colomb érigée devant le Capitole de l'État du Minnesota à Saint Paul est jetée à terre,,. Mike Forcia, activiste de l'American Indian Movement, mouvement pour les droits civiques des Natifs Américains aux États-Unis organisateur du rassemblement, dit avoir négocié pendant des années avec les occupants du Capitole et reçu constamment la même réponse : « Vous devez attendre ; il y a un processus que vous devez suivre ». Mais pour Forcia : « Le temps de la complaisance est révolu » et « Le changement de paradigme est en cours ».
Le soir même, le gouverneur du Minnesota Tim Walz déclare qu'il avait l'habitude d'enseigner à ses étudiants que de nombreux Minnesotains voient la statue de Colomb comme un « héritage de génocide », et ajoute qu'il était temps de « regarder attentivement les symboles dépassés et les injustices qui nous entourent ». Mais il souligne que « le retrait de la statue était une erreur dans la mesure où les manifestants auraient pu passer par la procédure officielle » avant de conclure : « Même dans la douleur, nous devons travailler ensemble pour apporter des changements, en toute légalité ».

##### Monuments sudistes
Depuis les années 2010, les monuments glorifiant les États confédérés, et leurs responsables, sont régulièrement critiqués et déboulonnés.
Notamment, à la suite de la tuerie de Charleston en juin 2015, où neuf noirs sont abattus dans une église de Caroline du Sud par un tireur blanc arborant le drapeau confédéré, l'université du Texas à Austin décide de déboulonner le 30 août 2015 la statue monumentale de Jefferson Davis située au cœur du campus. Elle est alors installée dans un lieu plus discret de l'université, un centre de recherche consacré à l'histoire des États-Unis. Le 23 avril 2017, c'est la municipalité de la Nouvelle-Orléans qui procède à son tour au déboulonnage de ses monuments glorifiant les États confédérés (Lee, Beauregard, Davis, obélisque de Liberty Place). Puis, le 10 juin 2020, à la suite de la mort de George Floyd, des manifestants déboulonnent, à l'aide de cordes, la statue monumentale de Jefferson Davis à Richmond, en Virginie, dans l'ancienne capitale des États confédérés. Le lendemain, la démocrate Nancy Pelosi, présidente de la Chambre des représentants des États-Unis appelle au retrait des 11 statues du Capitole des États-Unis qui représentent des soldats et des responsables confédérés.

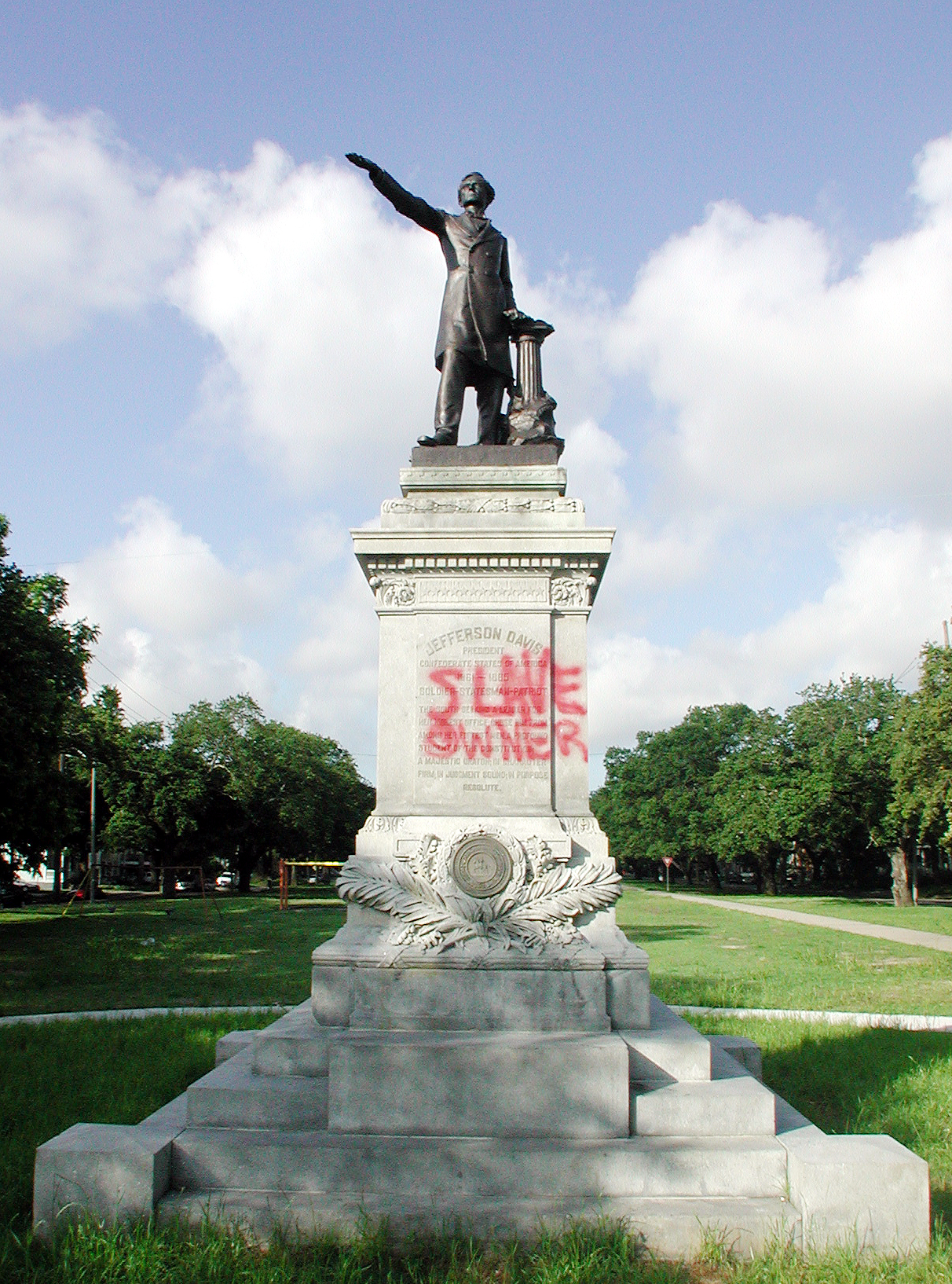
La statue de Jefferson Davis à la Nouvelle-Orléans en 2004, taguée de l'inscription « slave owner » (esclavagiste). Elle sera déboulonnée en 2017.
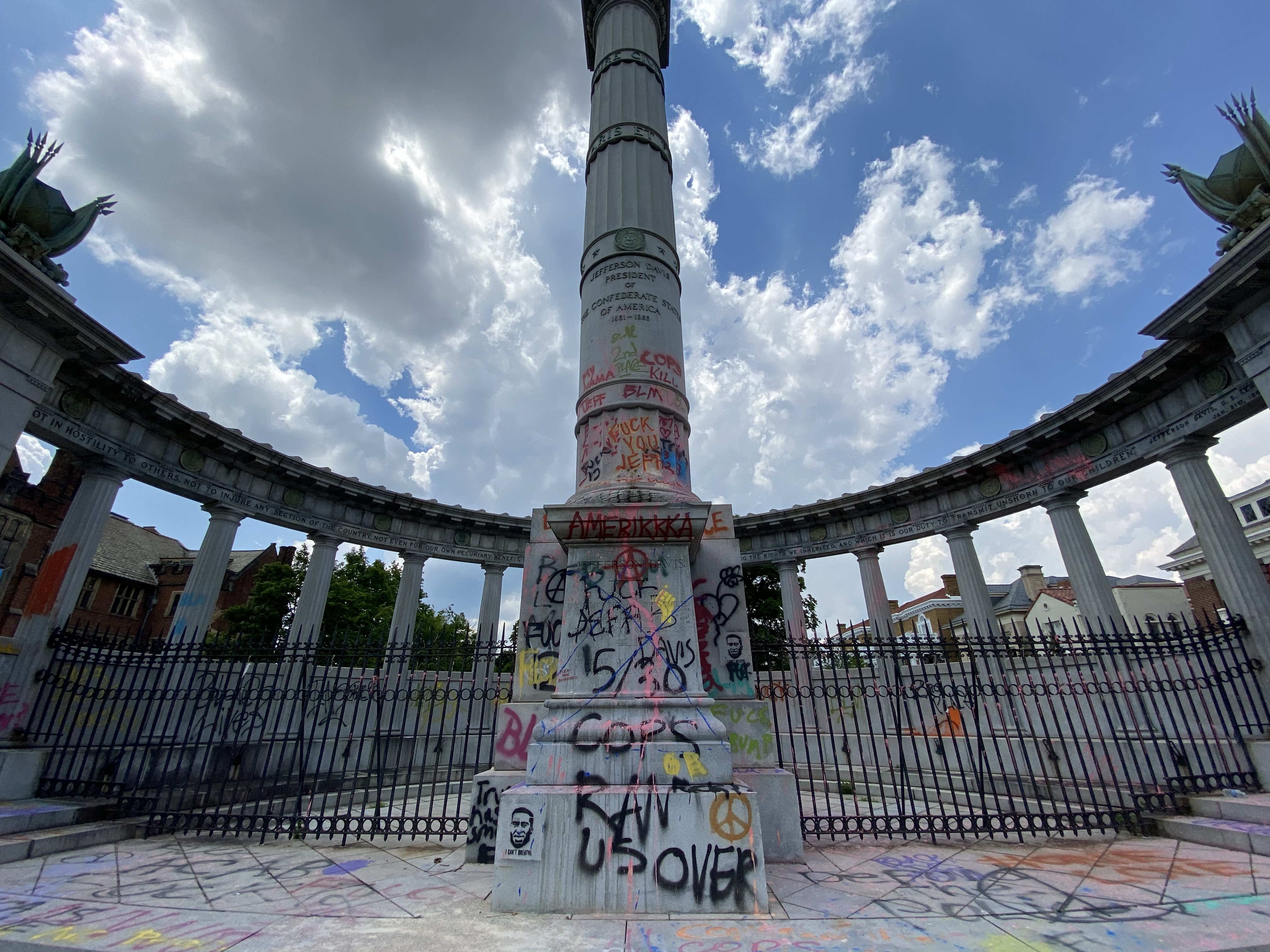
Le mémorial à Jefferson Davis en 2020, à Richmond, après le déboulonnage de la statue, et avant le démontage du monument en 2022.

##### Statue de Thomas Jefferson à New York

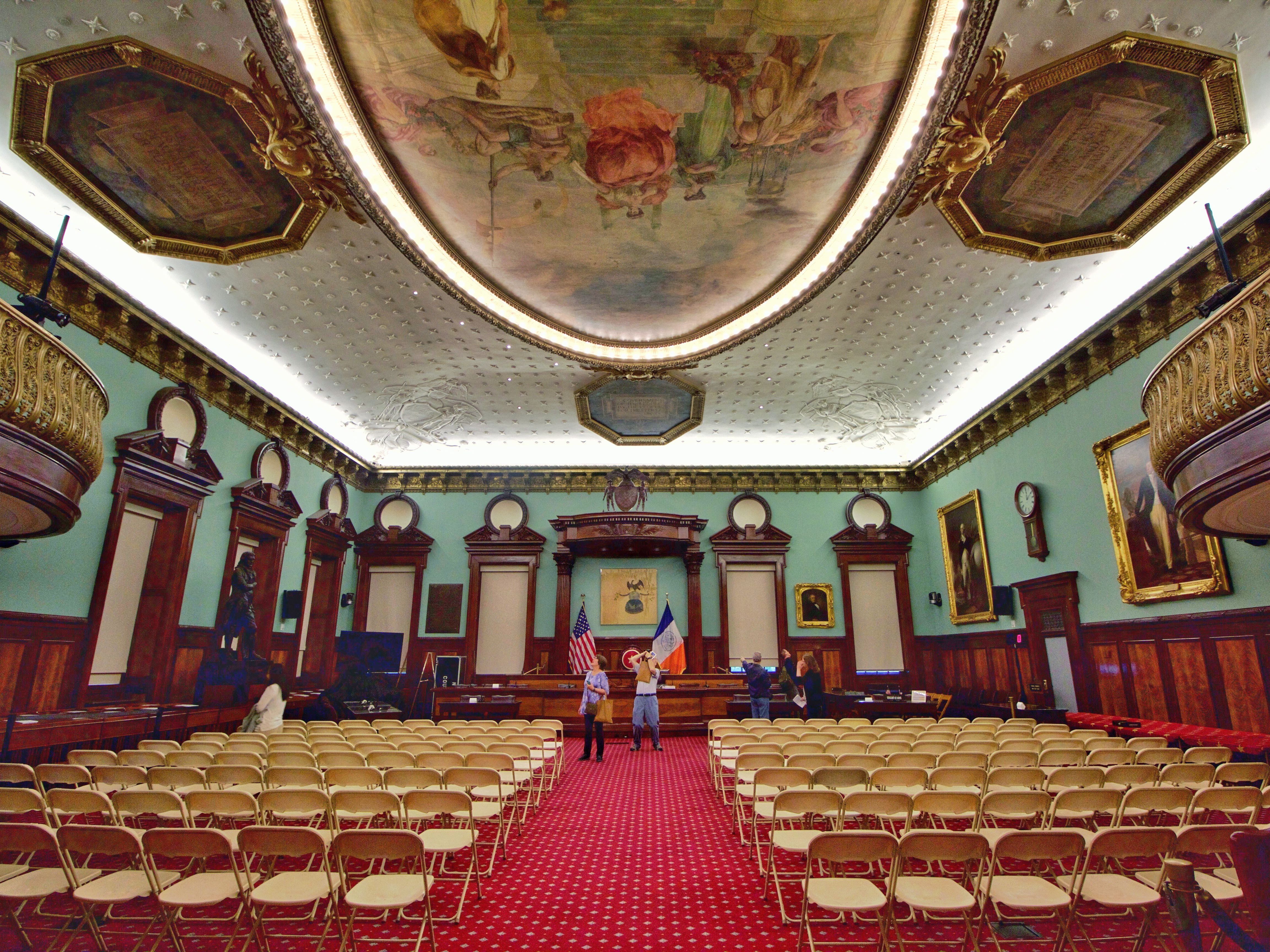
La chambre du Conseil municipal de New York avant le retrait de la statue de Thomas Jefferson.

Le 18 octobre 2021, la mairie de New York décide à l'unanimité de retirer la statue en bronze de Thomas Jefferson, qui trônait depuis plus d'un siècle dans la salle du conseil municipal. Ce dernier, père fondateur des États-Unis, était aussi un planteur esclavagiste qui possédait 600 esclaves. Selon la conseillère municipale new-yorkaise Adrienne Adams, cette statue représentait « certaines des pages les plus honteuses de la longue et nuancée histoire de notre pays ».
La ville reste propriétaire de la statue, mais la prête pour une durée de 10 ans à la Société historique de New York, « pour protéger l'œuvre et offrir la possibilité de l'exposer avec une remise en contexte historique et d'éducation »,.

##### Dernier pilori public dans le Delaware

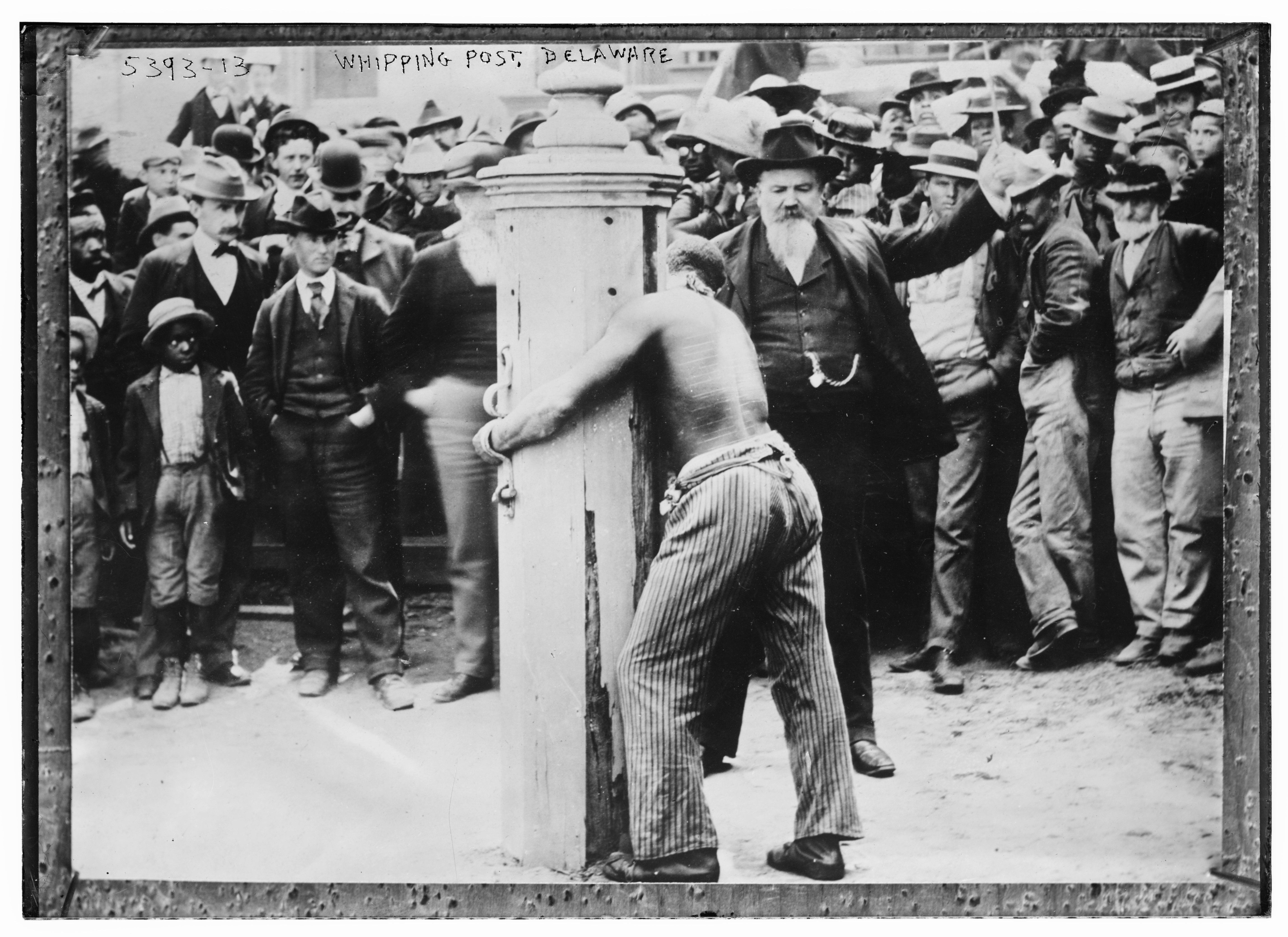
Un pilori dans le Delaware, dernier État américain à en interdire la pratique en 1972.

En juillet 2020, à la suite des manifestations du mouvement Black Lives Matter, après la mort de George Floyd, l'État américain du Delaware décide de satisfaire une demande formulée depuis plusieurs années visant à retirer le dernier vestige de pilori public (whipping post). Ceux-ci sont en effet associés aux discriminations raciales aux États-Unis, héritées de l'esclavage, le Delaware étant qui plus est le dernier État américain à avoir interdit leur pratique en 1972. Entre 1900 et 1945, 1 600 personnes y sont passés au pilori, parmi lesquelles les deux tiers étaient noires, alors qu'elles ne représentaient qu'un sixième de la population de l'État.

##### Sceau et drapeau du Minnesota
Le drapeau de l'État du Minnesota arbore depuis 1893 un « sceau » qui est considéré comme raciste envers les Amérindiens. On y voit un fermier blanc labourant son champs, son fusil posé contre une souche, tandis qu'à l'arrière-plan un Amérindien part à cheval vers le soleil couchant. Interprété comme la représentation d'un Amérindien chassé de ses terres, ce symbole est critiqué pour sa vision négationniste des violences commises envers les peuples autochtones lors de la colonisation européenne du Minnesota,.
En 2023, la législature d'État du Minnesota crée une commission chargée de recréer le drapeau et le sceau du Minnesota. Celle-ci sélectionne le 19 décembre 2023 un drapeau voué à remplacer le drapeau précédent à partir du 11 mai 2024. Sur la nouvelle bannière bleu marine et bleu ciel figure en blanc une étoile à huit branches pour « L'Étoile du Nord », symbole et devise française de cet État. Dans un communiqué publié le 19 décembre 2023, Andrew Prekker, le concepteur du nouveau drapeau, dit espérer que « tous les habitants du Minnesota, quelle que soit leur origine, y compris les communautés autochtones et les nations tribales qui ont été historiquement exclues, puissent regarder notre drapeau avec fierté et honneur, et s'y reconnaître ».

Pour le nouveau sceau, la commission adopte à l'unanimité un dessin de Ross Bruggink, représentant un huard, l'oiseau de l'État du Minnesota et l'Étoile polaire. Le nouveau sceau contient également la phrase en langue Dakota « Mni Sóta Makoce », qui peut être traduite par : « la contrée où les eaux reflètent le ciel ».

Drapeau et sceau du Minnesota
Drapeau du Minnesota jusqu'en mai 2024.
Drapeau du Minnesota à partir de mai 2024.
Sceau du Minnesota jusqu'en mai 2024.
Sceau du Minnesota à partir de mai 2024.

### Océanie

#### Australie

##### Statue de William Crowther à Hobart

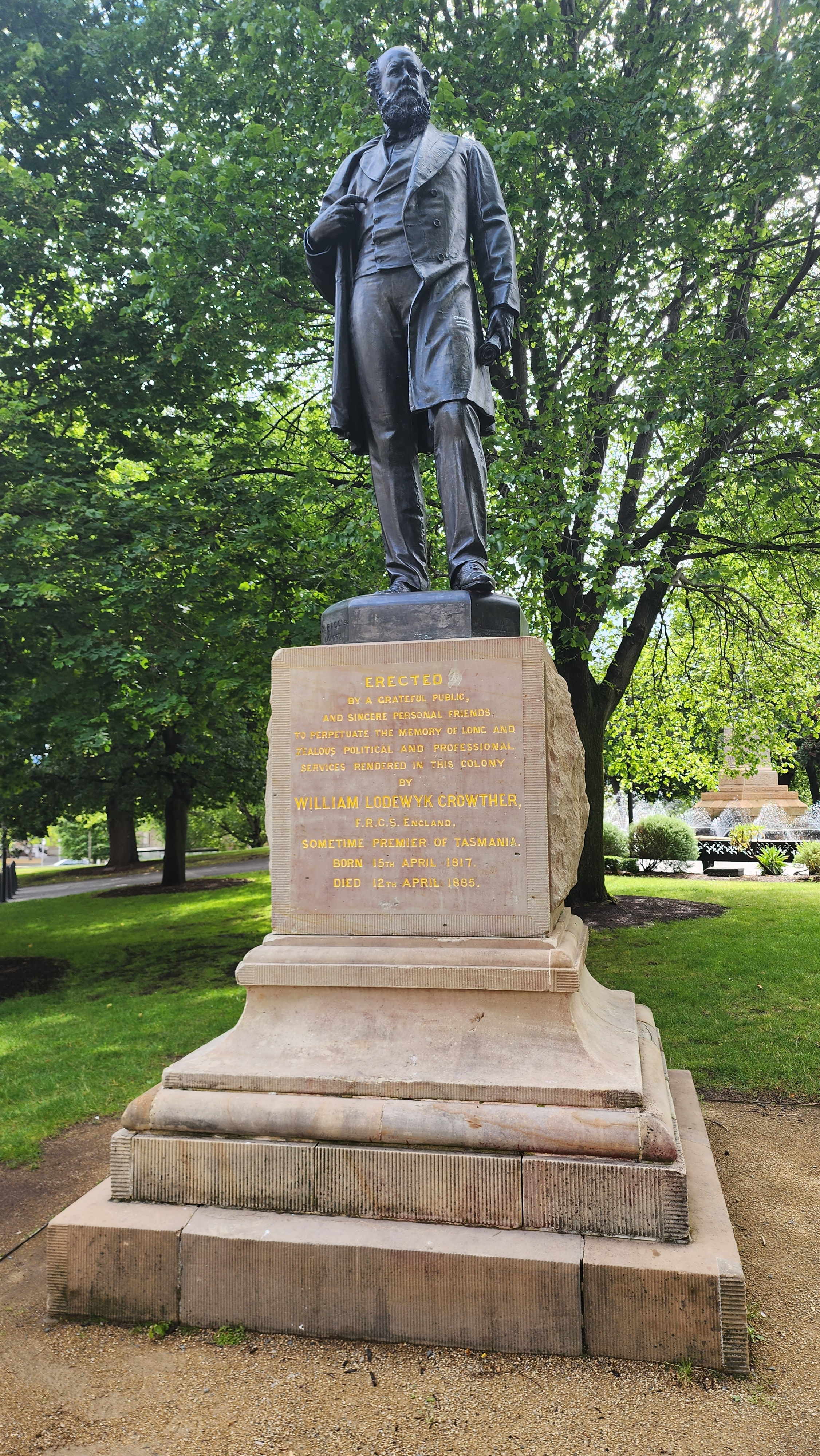
La statue de William Crowther, érigée en 1889 et abattue par des militants en 2024.

Sur la place Franklin à Hobart en Tasmanie, une statue en bronze de William Crowther trône depuis 1889, érigée grâce à une souscription publique. Premier ministre de l’État à l’époque coloniale, ce chirurgien est accusé de racialisme en raison de son adhésion aux thèses de la phrénologie, et pour son implication présumée dans l'affaire de la décapitation de la tête du cadavre de William Lanne (en), dernier homme aborigène de Tasmanie.
Le 23 août 2023, après plusieurs années de débat, la municipalité de Hobart vote le déplacement de la statue au Tasmanian Museum and Art Gallery, en guise de réconciliation avec les Aborigènes. Selon la maire de la ville, Anna Reynolds, le retrait de la statue coloniale, une première en Australie, vise à raconter « une histoire plus authentique du traitement réservé aux populations aborigènes à Hobart pendant l’époque coloniale ». Avant même le retrait prévu de la statue, celle-ci est abattue le 15 mai 2024 par des militants, convaincus de sa culpabilité dans l'affaire de la tête de William Lanne, le socle étant tagué des mots « what goes around » (« on récolte ce qu'on sème ») et « decolonize » (« décoloniser »).
Pour remplacer le monument Crowther, le conseil municipal de Hobart a déclaré qu'il prévoyait de commander une nouvelle œuvre qui « raconterait une histoire plus large et plus véridique » sur le passé de la ville. D'ici là, un panneau temporaire sera installé pour offrir un « aperçu plus approfondi » des « actions et des impacts de William Crowther et de son traitement des restes des Aborigènes ».

##### Statues de James Cook et de la reine Victoria à Melbourne
Le 25 janvier 2024, la veille de l'Australia Day (fête nationale australienne), des statues de James Cook et de la reine Victoria sont endommagées à Melbourne par des manifestants aborigènes. La statue de l'explorateur britannique James Cook est abattue, coupée au niveau des tibias, et son socle est recouvert des mots « The colony will fall » (« La colonie va tomber » en anglais). La statue de Victoria, première reine d'Australie en 1901, est quant à elle souillée de peinture rouge,.

##### Statue du roiGeorgeVà Melbourne
Le 10 juin 2024, une statue du roi George V située à Melbourne est décapitée par des antimonarchistes, quelques mois avant la visite du roi d'Australie, Charles III, arrière-petit-fils du monarque. Cette action est menée en marge de l'anniversaire officiel du roi, jour férié en Australie et dans plusieurs autres royaumes du Commonwealth.

#### Nouvelle-Zélande

##### Drapeau national
Le drapeau national de la Nouvelle-Zélande, qui arbore en canton l'Union Flag, est critiqué depuis de nombreuses années pour sa référence à l'ancien colonisateur britannique. Un certain nombre de personnes ont conçu des propositions alternatives. En 1979, le ministre des Affaires étrangères Allan Highet suggère de créer un nouveau drapeau avec une fougère d'argent sur son côté droit. En 1998, le Premier ministre Jenny Shipley soutient sa ministre des Affaires culturelles Marie Hasler qui propose comme alternative le drapeau à la fougère argentée, quasi-national, et qui comprend une fougère blanche sur un fond noir, à l'instar du drapeau canadien, composé d'une feuille d'érable. Le Canada est fréquemment cité comme exemple, en tant que nation du Commonwealth ayant remplacé son drapeau basé sur le traditionnel Union Flag en canton (en).
Le 22 septembre 2014, le Premier ministre John Key, après la victoire de son parti, le Parti national, aux élections législatives, déclare qu'il « était grand temps d'enlever du drapeau national l'Union Jack qui symbolise l'ancien colonisateur britannique ». Un référendum à deux tours est organisé en 2015-2016. Au second tour, les citoyens votent à 56,6 % pour conserver le drapeau existant.
| Option             | Pourcentage |
| ------------------ | ----------- |
| Drapeau existant   | 56,6 %      |
| Drapeau alternatif | 43,1 %      |

##### Statuaire victorienne
La Nouvelle-Zélande est riche en monuments qui célèbrent des figures coloniales, sans considération pour le patrimoine Māori. La controverse sur les statues coloniales y est très antérieure au mouvement Black Lives Matter (2013) puisqu'elle remonte à 1995.

###### Premières attaques contre la statuaire victorienne dès 1995
Le mouvement de revendication des droits des autochtones maoris est aussi ancien que la colonisation de l'île par les Européens mais il émerge dans sa forme moderne au début des années 1970, avec un point d'orgue constitué par la « Māori land march » de 1975, une marche de protestation durant laquelle 5 000 marcheurs ont parcouru toute la longueur de l'Île du Nord pour arriver à Wellington le 13 octobre 1975 et présenter une pétition signée par 60 000 personnes au Premier ministre Bill Rowling.
Une nouvelle phase d'activisme a lieu au milieu des années 1990, avec des actes symboliques comprenant l'attaque de la statuaire victorienne. Ainsi, en 1995, des activistes maoris décapitent la statue du Premier ministre John Ballance à Whanganui pendant l'occupation des terres des Moutoa Gardens. John Ballance a été Premier ministre de la Nouvelle-Zélande de 1891 à 1893 et a participé à un certain nombre de réformes agraires, dont certaines ont eu un coût élevé pour Māori. La statue est remplacée en 2009.

###### Apogée durant les années 2010
En 2016 à Auckland, des activistes anti-colonialistes s'en prennent au « mémorial Zealandia » qui rend hommage aux soldats impériaux et coloniaux qui ont combattu pour la Grande-Bretagne pendant les guerres de Nouvelle-Zélande entre 1845 et 1872 et tué 2154 Maoris opposés au gouvernement, selon l'historien James Cowan. Les activistes volent la palme et le drapeau de bronze que Zealandia tenait dans sa main gauche.
Toujours en 2016, une statue du capitaine James Cook à Gisborne est à plusieurs reprises défigurée avec de la peinture rouge, suscitant un débat vigoureux sur l'héritage du colonialisme en Nouvelle-Zélande. La plage de Kaiti à Gisborne est l'endroit où l'explorateur britannique a débarqué pour la première fois en Nouvelle-Zélande avec l'Endeavour en 1769. Son voyage a conduit à la colonisation européenne de la Nouvelle-Zélande, un processus qui a entraîné des décennies de mort, de maladies et de dégradation culturelle du peuple maori.
Un autre monument érigé à Auckland célèbre le colonel Marmaduke Nixon pour s'être illustré durant les guerres maories (New Zealand Wars en anglais). Nixon est considéré comme un héros par les colons alors que, lors de l'attaque en 1864 du village non-fortifié de Rangiaōwhia où vivaient des hommes, des femmes et des enfants âgés, ses troupes ont mis le feu à l'église, tuant 12 personnes qui s'y cachaient,,. En septembre 2017, l'activiste maori Shane Te Pou propose le retrait de cette statue. Le maire d'Auckland et l'activiste se parlent et conviennent de ne pas retirer la statue mais de « veiller à ce que les événements de cette époque soient expliqués et de reconnaître les victimes de la guerre de manière appropriée ». « Il pourrait y avoir une plaque sur ou à côté du monument expliquant ce qui s'est passé des deux côtés. Pour l'instant, ce que le monument représente n'est pas une très belle image ».
Le 11 janvier 2018, le « mémorial Zealandia » est à nouveau vandalisé par des activistes, qui collent une hache sur la tête de la statue et une affiche sur le socle du monument, sur laquelle on peut lire « Fascism and White Supremacy are not Welcome Here » (Le fascisme et la suprématie blanche ne sont pas les bienvenus ici). Après cette action, le groupe d'activistes envoie une déclaration à la presse affirmant que le mémorial est une « ode à l'occupation violente et brutale des terres de Māori ; il célèbre la poursuite de la colonisation d'Aotearoa, de ses terres et de ses peuples ».
En mai 2019, une statue controversée de James Cook est déménagée de la colline Tītīrangi à Gisborne vers un musée local et, en novembre de la même année, une statue de la reine Victoria est taguée à Dunedin, avec les mots « Return stolen wealth Charles » and « Uphold Te Tiriti » (« Uphold the Treaty ») peints en rouge sur le socle du monument.

###### Statue de John Hamilton (2020)
Le 12 juin 2020, le conseil municipal de la ville d'Hamilton, en Nouvelle-Zélande, retire la statue de John Fane Charles Hamilton (en), commandant britannique auquel cette ville doit son nom,.
Il reconnaît que ce retrait s'inscrit dans un effort pour débarrasser l'espace public des éléments de patrimoine « considérés comme représentant la discorde entre les cultures ou la répression »,. « De plus en plus de personnes considèrent cette statue comme une insulte personnelle et culturelle », déclare la maire Paula Southgate.
Hamilton fut un commandant de la marine britannique qui combattit les indigènes Maoris qui défendaient leurs terres face à l'expansion coloniale britannique au XIXe siècle : il fut tué en 1864 lors de la bataille de Pukehinahina,.
Le retrait de la statue avait été demandé par la tribu maorie Waikato-Tainui, qui évoque également l'idée de redonner à la ville son nom maori originel Kirikiriroa,, et qui veille à identifier les noms de rues offensants pour son peuple.

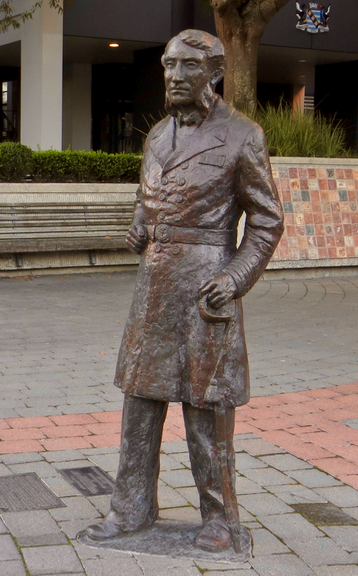
Statue du capitaine John Hamilton (en) en 2017 à Hamilton.
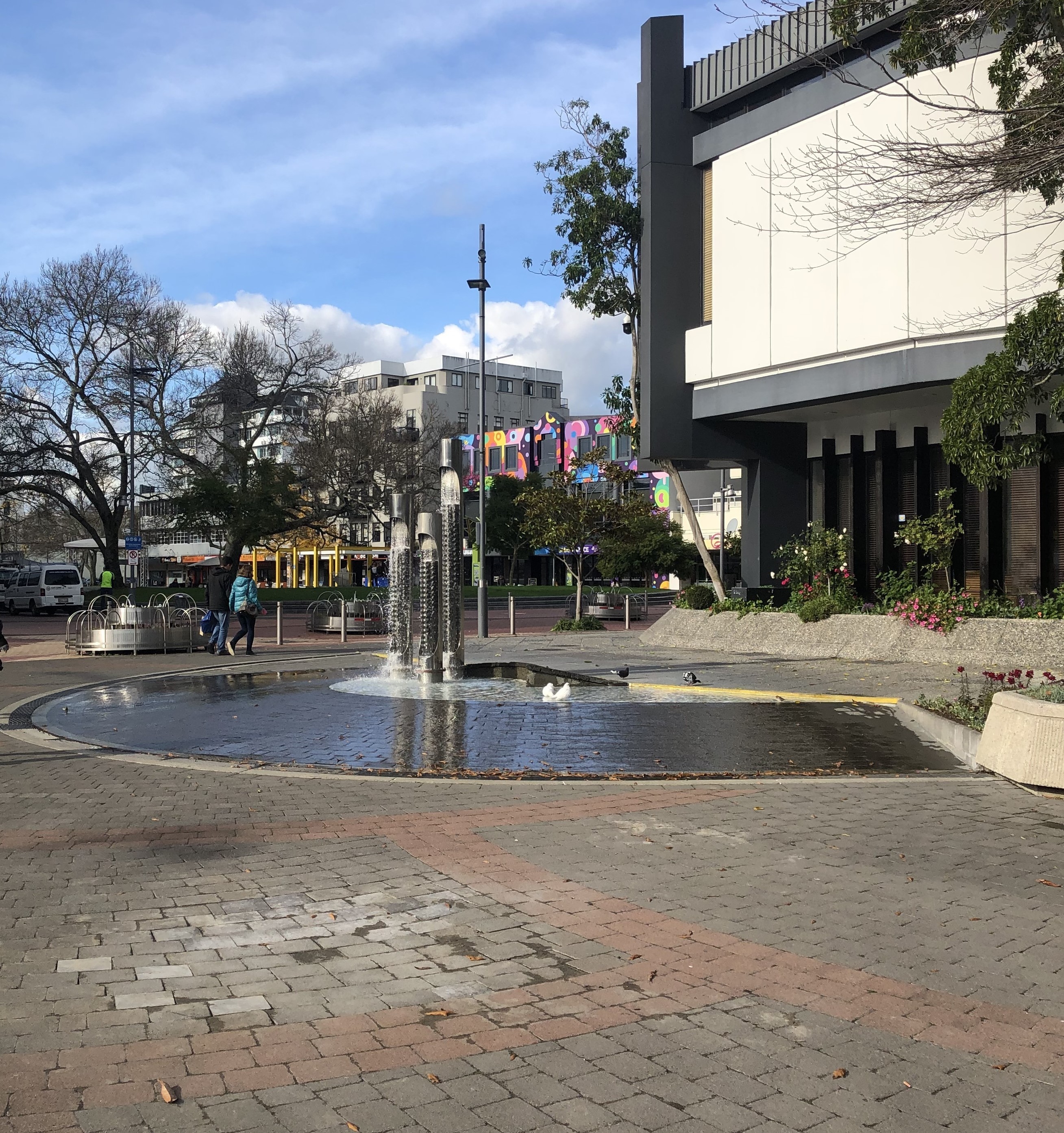
L'emplacement vide après son déboulonnage en juin 2020.

## Anciennes puissances coloniales

### Belgique
Depuis 2020, le thème de la décolonisation de l'espace public est très présent dans les débats publics et politiques en Belgique. Ces revendications citoyennes ont pris une ampleur particulière avec la résurgence du mouvement Black Lives Matter, survenue à la mort de George Floyd, le 25 mai 2020[réf. nécessaire].
Kalvin Soiresse Njall, député écologiste belge, attire l'attention sur le fait que la Belgique « n'a plus de colonies, mais que l'esprit de la colonisation est encore inscrit dans la pierre à tous les coins de rue ».

Exemples de monuments colonialistes à Bruxelles
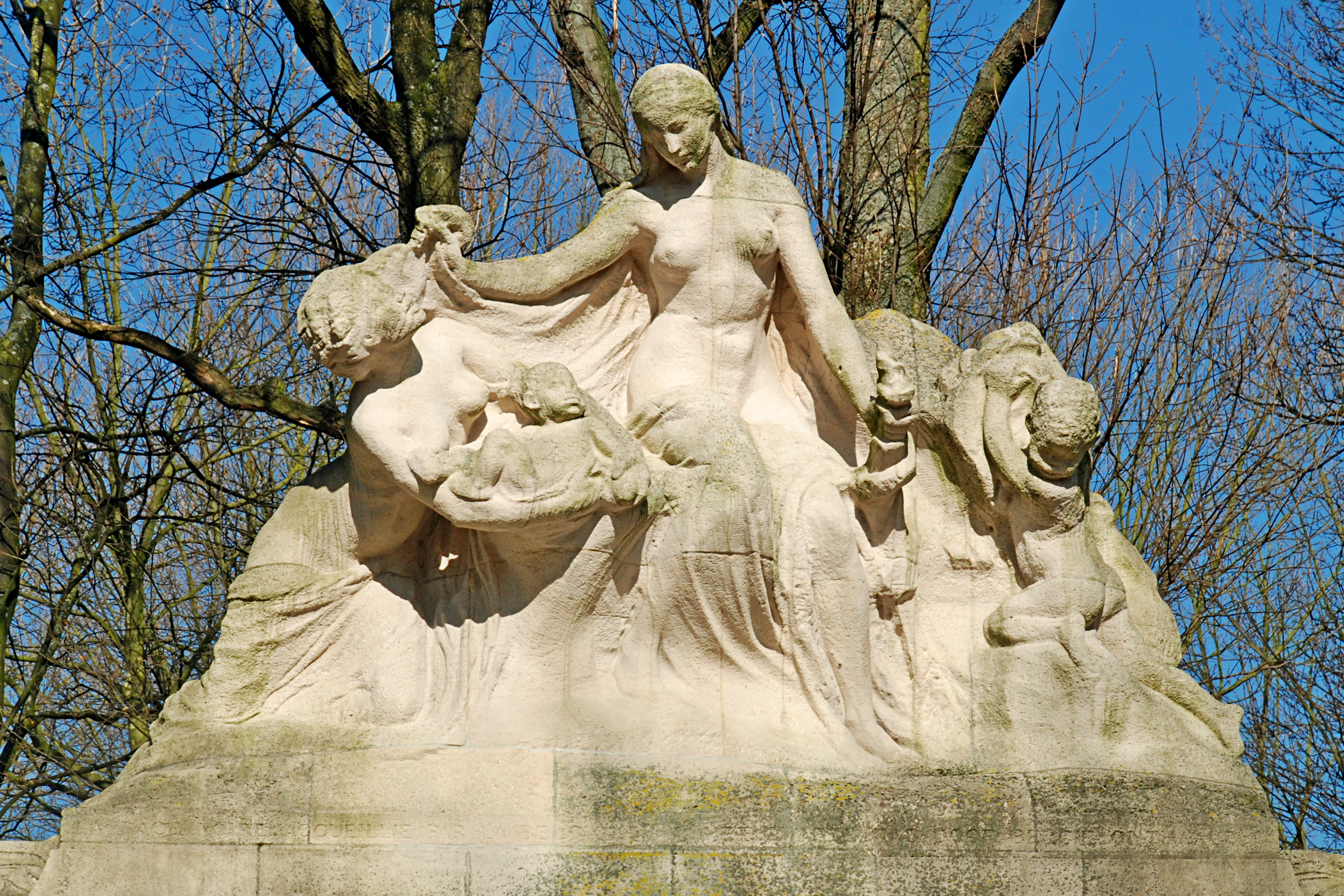
« La race noire accueillie par la Belgique » (Monument aux pionniers belges au Congo à Bruxelles).
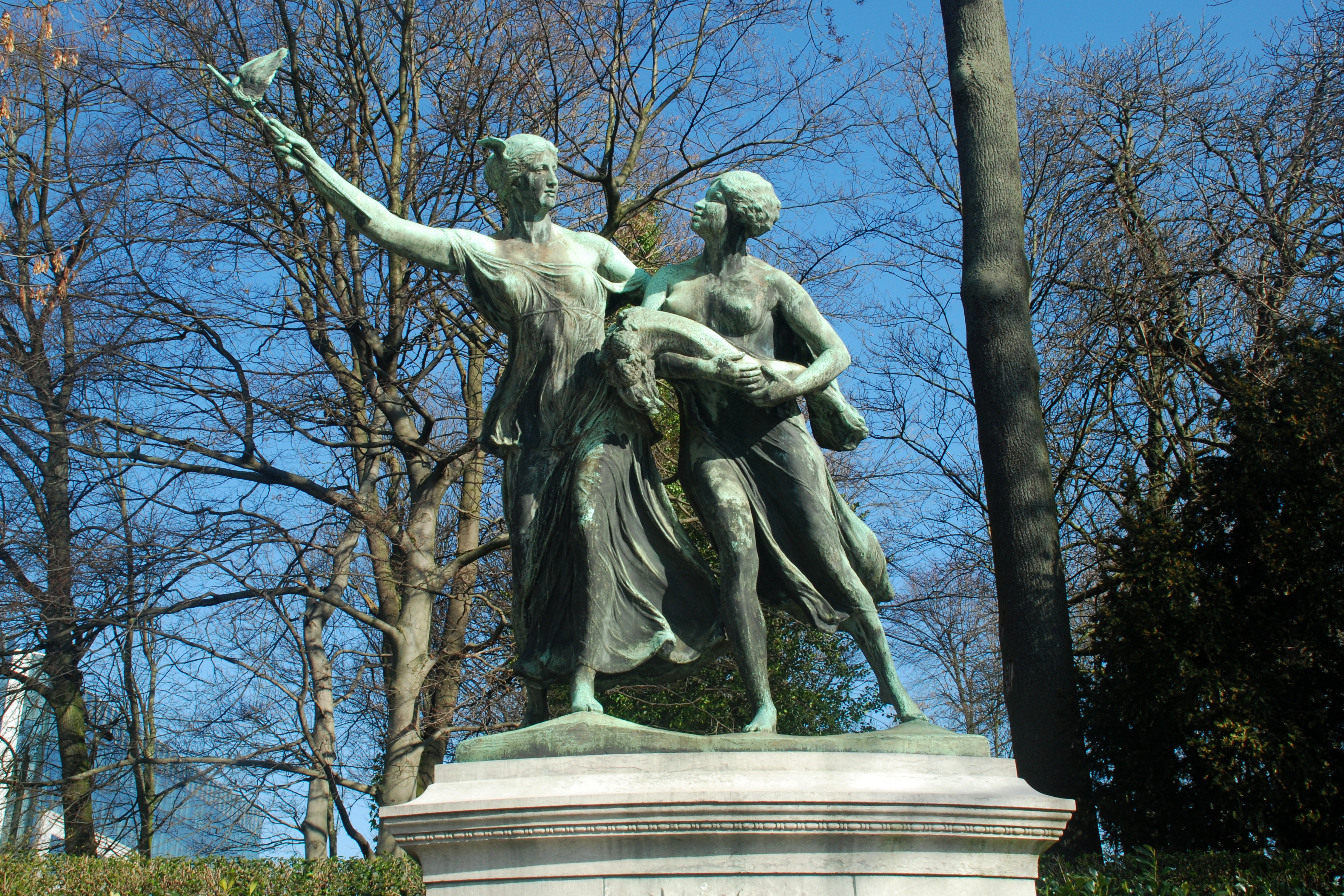
« Le Génie belge guidant le Congo » (Monument au Général Thys à Bruxelles).
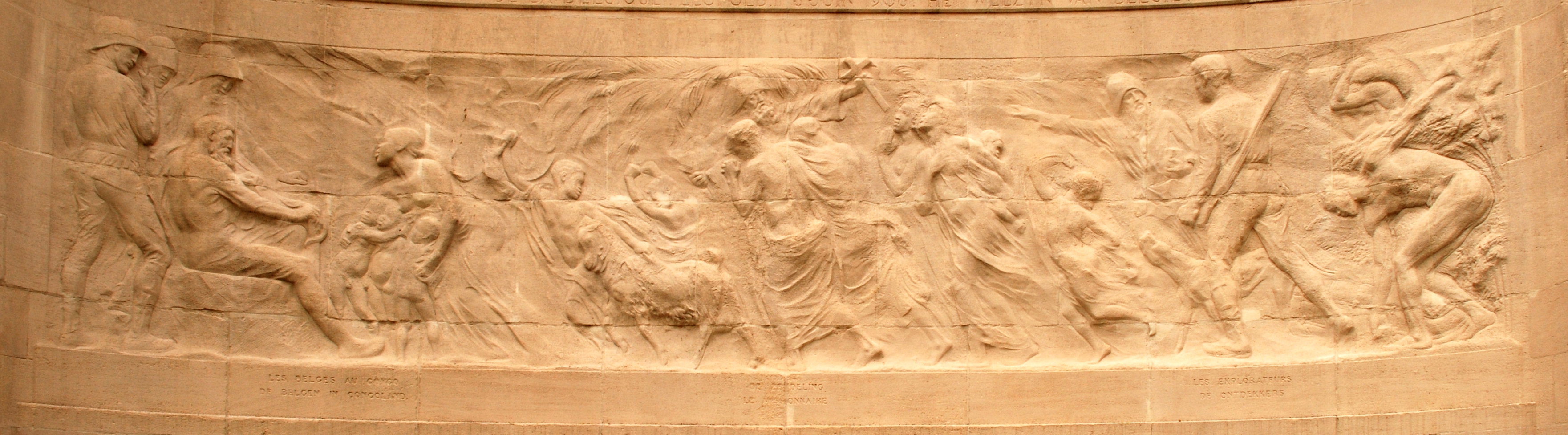
Frise « Les Belges au Congo » (Monument aux pionniers belges au Congo, parc du Cinquantenaire à Bruxelles).

#### Prémices dès 2004
Lors d'une action de protestation en 2004, la main d'un des « Congolais reconnaissants » représentés sur le monument Léopold II à Ostende est sciée pour dénoncer les exactions du roi au Congo. Par la suite, les activistes ont proposé de rendre la main à une seule condition que la Famille royale s'excuse pour les comportements entrepris durant la période coloniale.
En septembre 2008, un activiste du nom de Théophile de Giraud barbouille de peinture rouge la statue équestre de Léopold II à Bruxelles, capitale de la Belgique : il décrit son acte comme le « symbole du sang des Congolais innocents tués ou mutilés sous les ordres du sanguinaire souverain ».

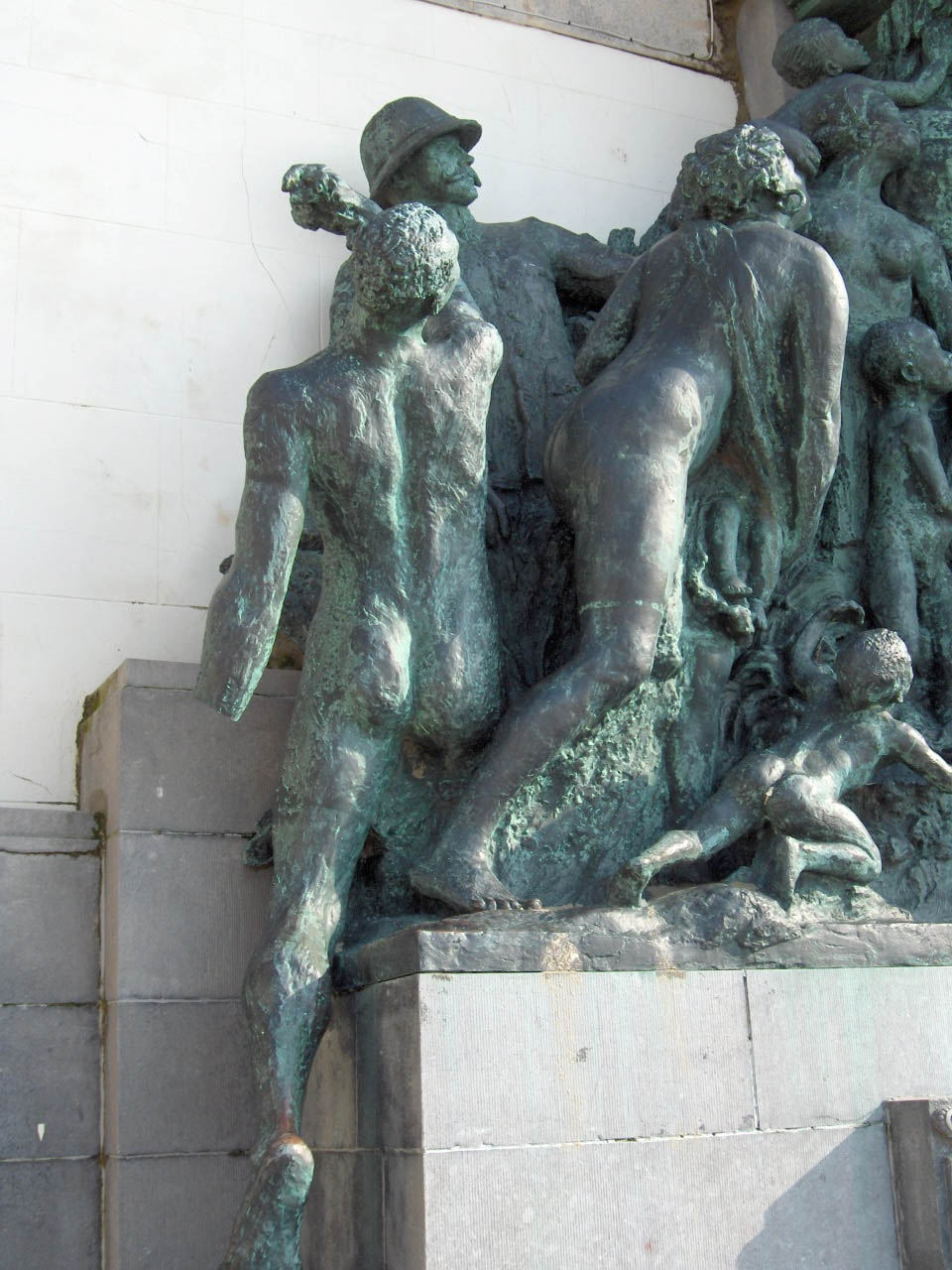
Main sciée (à gauche) sur le monument Léopold II à Ostende, en 2004.
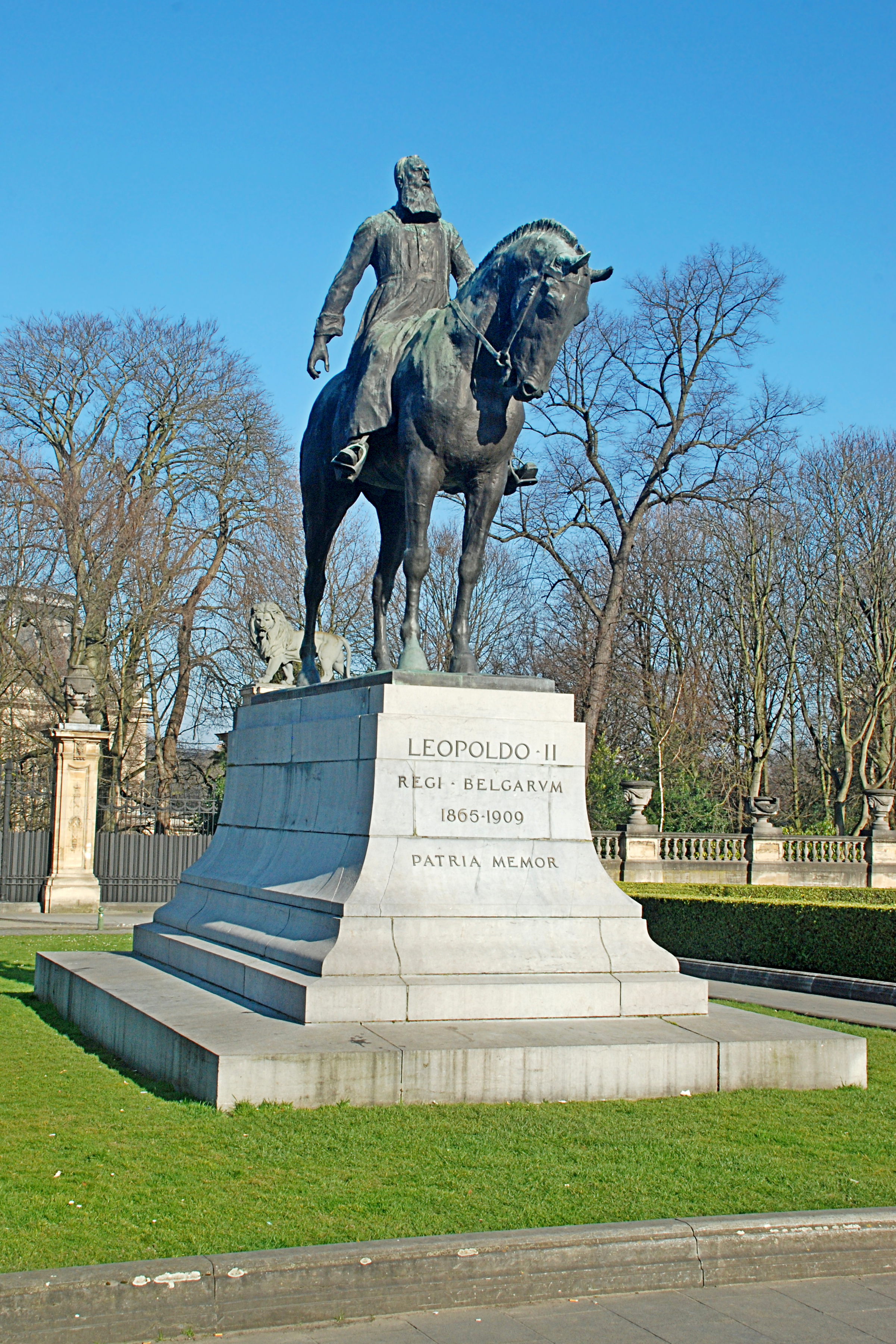
Statue équestre de Léopold II en 2014 à Bruxelles.
Léopold II (détail).

#### Évolution durant les années 2010

##### Collectifs anti-racisme et anti-colonialisme (2015)
Le 17 décembre 2015, à la suite du projet de commémoration des 150 ans d'accession au trône du « roi bâtisseur » par la Ville de Bruxelles, différents collectifs (parmi lesquels la Nouvelle voie anti-coloniale et le collectif Mémoire coloniale et lutte contre les discriminations) se rassemblent devant la statue équestre de Léopold II à Bruxelles pour contester cette œuvre, dénoncer les crimes de la colonisation belge au Congo et le manque de mémoire en Belgique autour de ce passé,.

##### Tribunes (2016-2018)

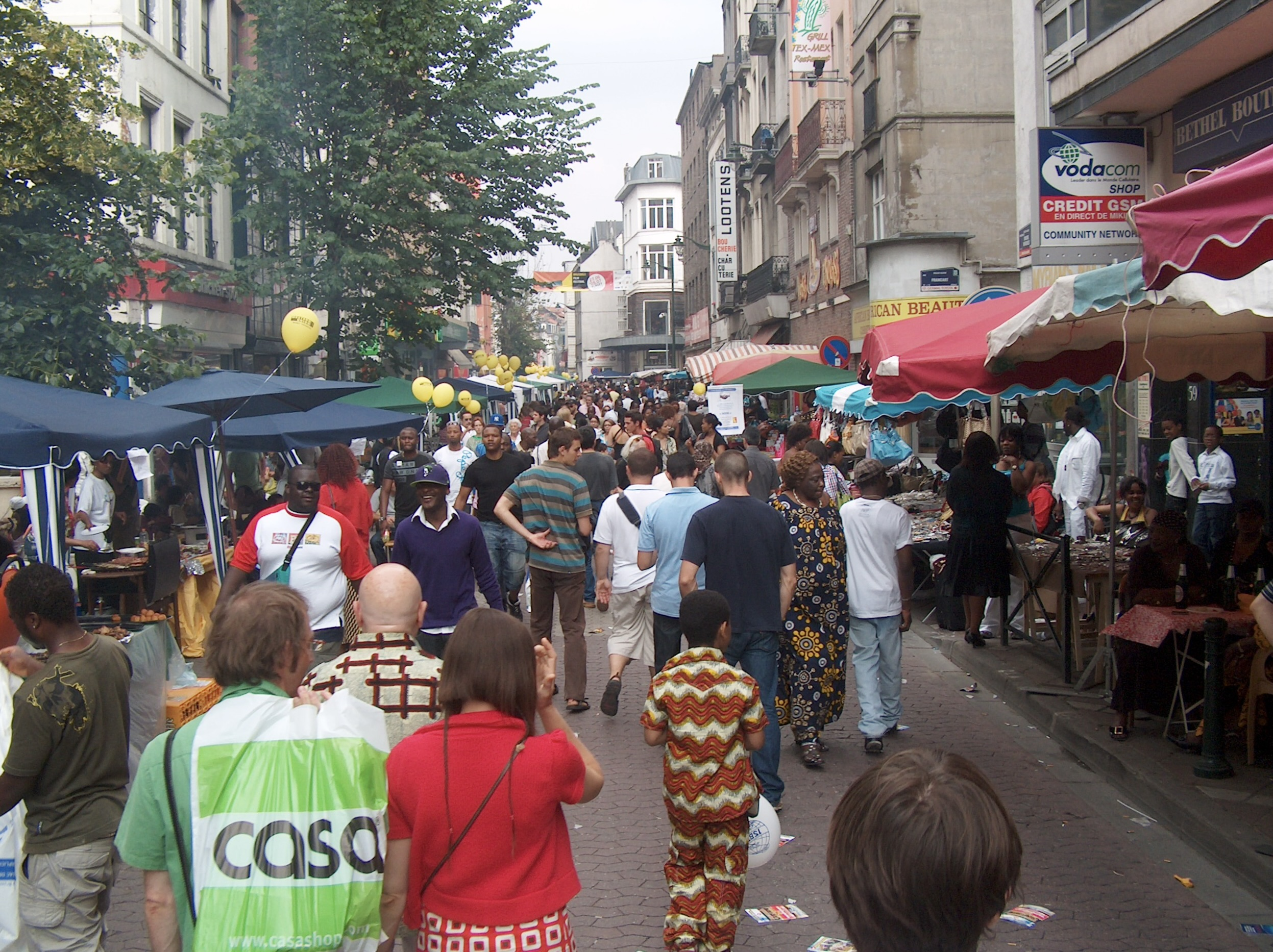
Matonge, plus important quartier commerçant et associatif africain de Bruxelles.

Le 15 juin 2016, une tribune parue dans le quotidien Le Soir, et signée par différents universitaires et membres de la société civile, invite à une réflexion autour de la place de la statue équestre de Léopold II dans une perspective « décoloniale ». Cette statue, très proche du quartier africain de Bruxelles Matonge, peut être considérée comme le point focal du débat sur la mémoire coloniale belge.
En novembre 2018, une nouvelle tribune intitulée Décoloniser l'espace public pour lutter contre le racisme signée par Mireille-Tsheusi Robert, présidente de Bamko-Cran ASBL et co-auteure d'un ouvrage intitulé Racisme anti-noirs entre méconnaissance et mépris, dénonce l'impact sur les esprits de la persistance dans les rues de Belgique de nombreux symboles coloniaux comme des bustes, des statues et des plaques : « Notre espace public n'est pas neutre, au contraire, il contribue au racisme et renforce les discriminations qui en découlent, notamment en glorifiant les figures coloniales ». L'auteure appelle à la « décolonisation de l'espace public et des programmes scolaires » et à « contextualiser les monuments coloniaux avec des plaques explicatives ».

##### Dossier Émile Storms (2018-2020)

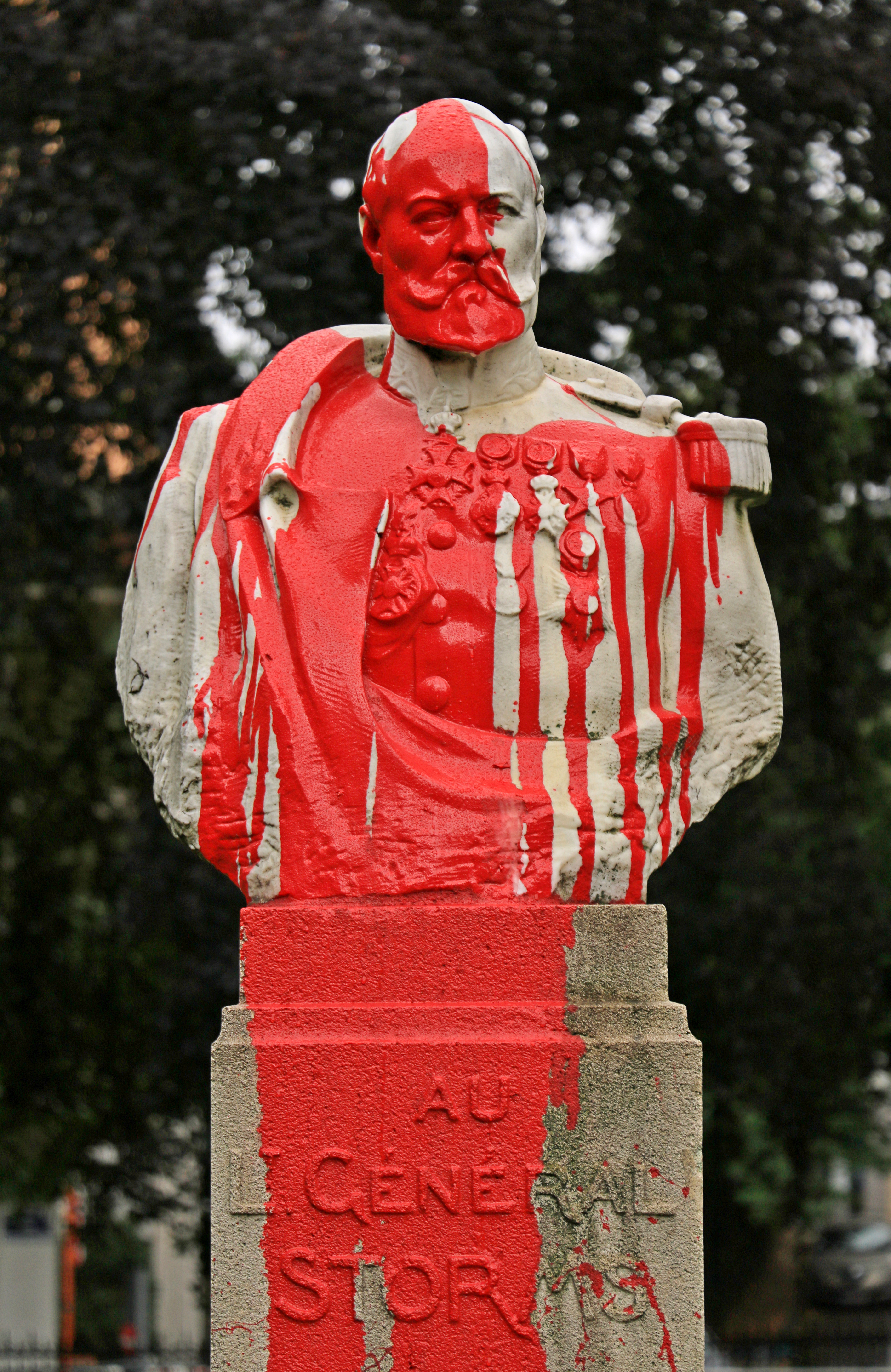
Le monument au Général Storms aspergé de peinture rouge en 2020. La statue sera retirée de l'espace public en 2022.

Des critiques s'élèvent aussi au sujet d'Émile Storms, militaire belge chargé par le roi Léopold II de coloniser le Congo au XIXe siècle. Durant son expédition, celui-ci décapite Lusinga lwa Ng'ombe, un marchand d'esclaves congolais. À son retour en Europe, il confie le crâne à l'anthropologue racialiste Émile Houzé, qui écrit un traité sur le sujet dans lequel il affirme y avoir vu la « dégénérescence ».
En mars 2018, le magazine Paris Match rappelle que ce crâne repose toujours dans une boîte à l'Institut royal des sciences naturelles à Bruxelles, ainsi que celui de deux autres chefs insoumis, dont l'un a toutefois disparu des collections.
Dès son arrivée à la maison communale d'Ixelles à la fin de l'année 2018, le bourgmestre écologiste Christos Doulkeridis travaille sur le dossier Storms, dont le buste se dresse au milieu du square de Meeûs : « J'ai demandé à déplacer le buste dans un musée, ce qui a été accepté. […] L'espace public est à tout le monde, il porte un message, il n'est pas statique par essence, il est en évolution. Le 'Général Storms' représentait une certaine époque. Il est resté plusieurs décennies dans l'espace public. Maintenant, il peut aller ailleurs. Sa place est dans un musée, ce qui permettra de mieux contextualiser les faits ».
Le 28 mai 2020, la télévision belge annonce un accord de principe pour déplacer la statue de Storms vers le Musée royal de l'Afrique centrale à Tervueren.
Le 13 juin, lors de l'apogée décrit plus bas, le buste du général Storms est aspergé de peinture rouge,.

#### Apogée du mouvement en 2020

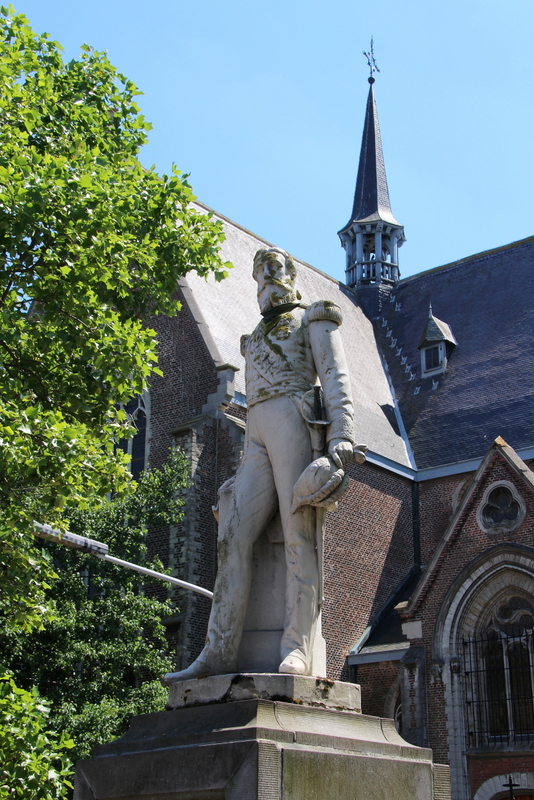
La statue de Léopold II à Ekeren avant sa dégradation et son retrait en juin 2020.

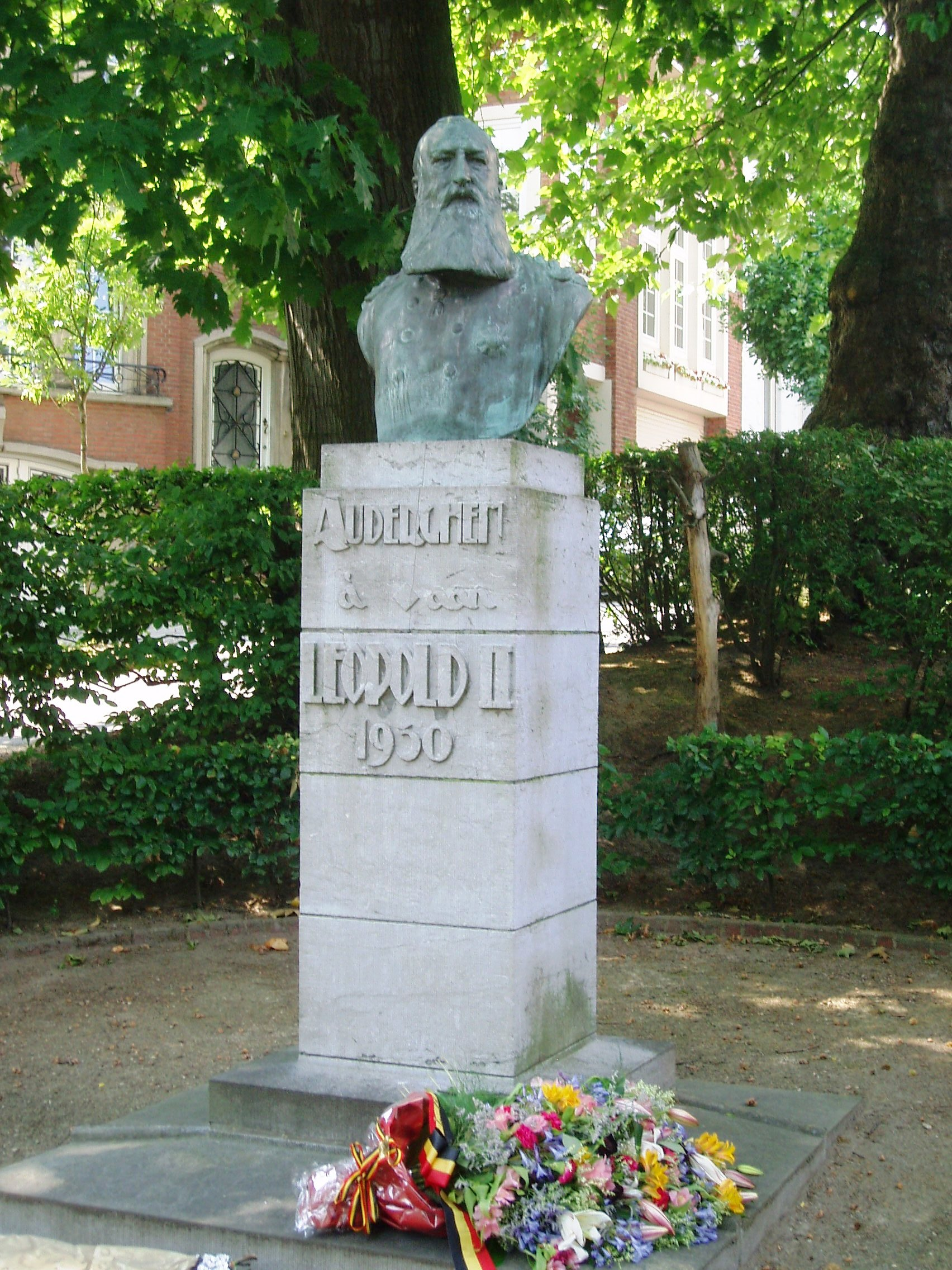
Le buste au boulevard du Souverain à Auderghem avant sa destruction en juin 2020.

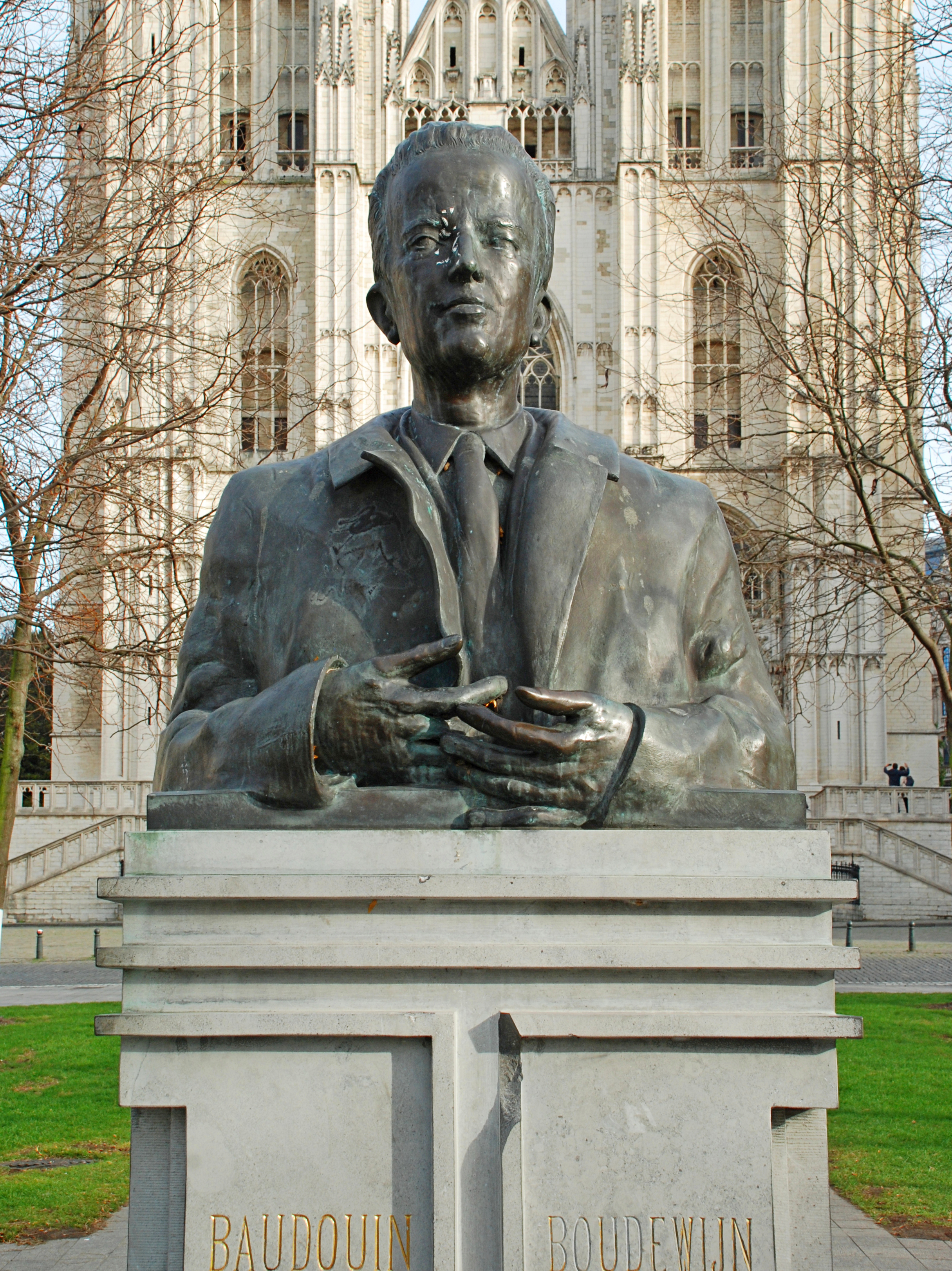
Le buste du roi Baudouin à Bruxelles avant sa dégradation en juin 2020.

##### Prise de position des partis politiques bruxellois en faveur de la décolonisation de l'espace public
Le 4 juin 2020, les partis de la majorité à la Région de Bruxelles-Capitale (PS, Ecolo, DéFI, Groen, Open Vld, One Brussels) déposent une résolution visant à décoloniser l'espace public en région bruxelloise,.
« Cette résolution demande notamment au Gouvernement bruxellois d'établir un inventaire des noms de places publiques et de rues sur l'héritage de l'histoire coloniale belge »,. La proposition de résolution demande de mettre en place un groupe de pilotage composé entre autres d'experts et de personnes de la société civile, qui « sera chargé de faire des propositions concrètes dans le cadre du travail de contextualisation et/ou de déplacement des vestiges coloniaux dans les musées »,.
« Ce travail important sur la mémoire coloniale constitue une priorité pour la décolonisation des esprits. Elle est primordiale pour lutter contre l'imaginaire colonial en Belgique », explique le député écologiste Kalvin Soiresse Njall,.
La députée socialiste bruxelloise Leila Agic cite Frantz Fanon : « L'immobilité à laquelle est condamné le colonisé ne peut être remise en question que si le colonisé décide de mettre un terme à l'histoire de la colonisation, à l'histoire du pillage, pour faire exister l'histoire de la nation, l'histoire de la décolonisation ».

##### Enlèvements et dégradations de statues en Belgique après l'assassinat de George Floyd aux États-Unis
Le 5 juin 2020, Marie-Fidèle Dusingize, une étudiante et activiste afro-descendante, lance une pétition demandant le retrait de la statue de Léopold II séjournant dans les locaux de son université de Mons. Le 8 juin, l'UMons décide de « retirer le buste et de le ranger définitivement dans les réserves afin que personne – étudiants, enseignants ou visiteurs extérieurs – ne puisse plus se sentir offusqué par sa présence »,.

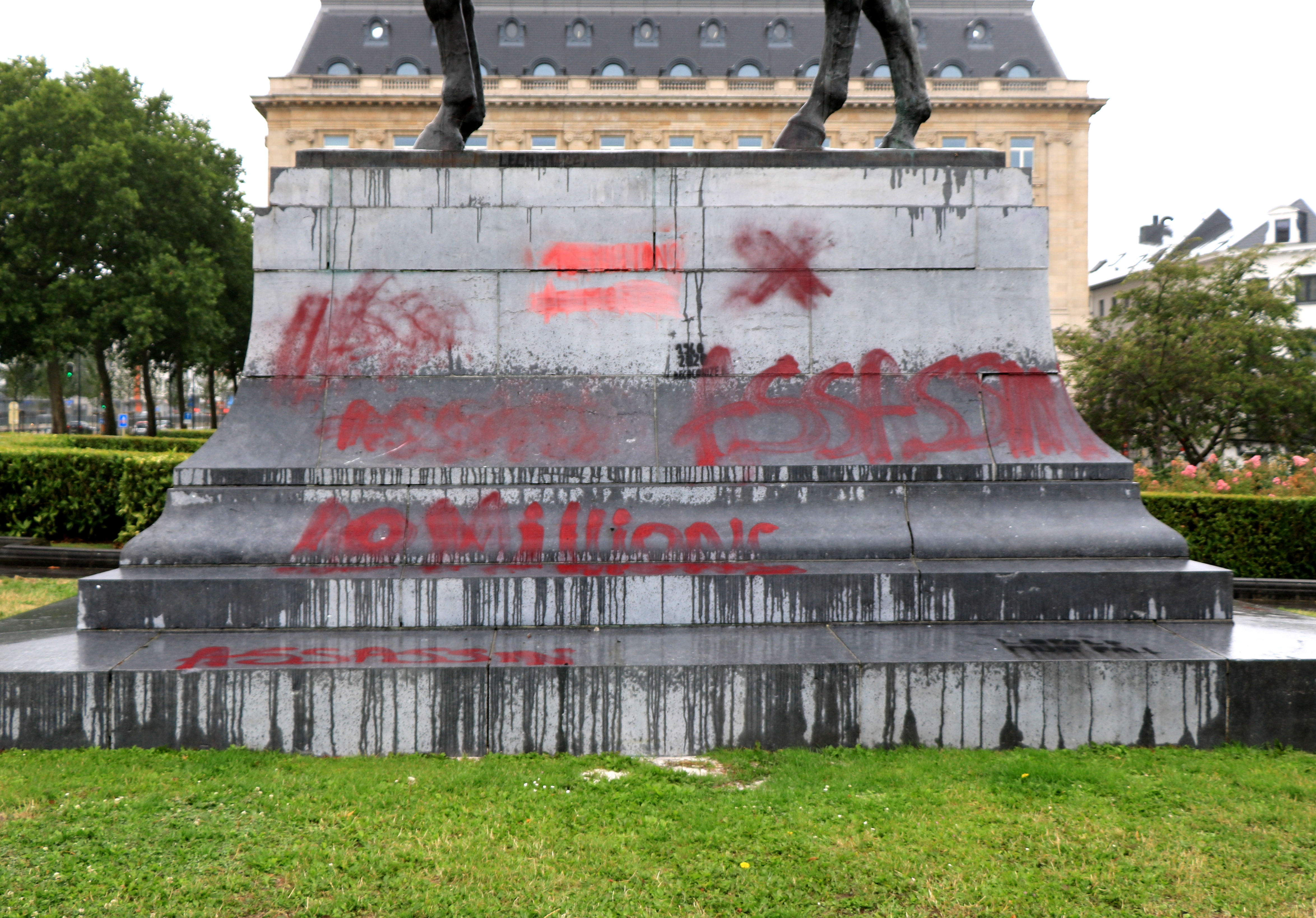
Piédestal de la statue équestre de Léopold II à Bruxelles, couvert d'inscriptions militantes en juillet 2020.

Le 9 juin, une statue de Léopold II datant de 1873 est retirée dans le quartier anversois d'Ekeren afin d'être restaurée au musée Middelheim d'Anvers après avoir été la cible de dégradations à plusieurs reprises. Le 10 juin, la presse annonce que la statue équestre de Léopold II à Bruxelles a été recouverte de plusieurs inscriptions après la manifestation « Black Lives Matter » organisée par l'association Change ASBL et qui a rassemblé plus de 10 000 personnes contre le racisme le 7 juin 2020 à Bruxelles dans la foulée des manifestations et des émeutes contre le racisme et les violences policières qui font suite à la mort de George Floyd à Minneapolis aux États-Unis le 25 mai 2020 : « On peut notamment lire un grand « Pardon » sur son buste, l'inscription « BLM » en référence au mouvement Black Lives Matter, « Fuck racism » ou « This man killed 15M people » (« cet homme a tué 15 millions de personnes en anglais ») »,,,.
Le 11 juin, un buste du roi Léopold II, situé sur le square du Souverain à Auderghem est jeté à terre à coups de masse puis tagué de peinture rouge,.
Le 12 juin, c'est le buste du roi Baudouin, placé devant la cathédrale Saints-Michel-et-Gudule de Bruxelles, qui est recouvert de peinture rouge, avec le mot « Réparation » tagué sur le socle du monument,.
Le lendemain 13 juin, la statue de Léopold II, située rue de Belle-Vue à Ixelles, est taguée « Abolish racist monuments », et le buste du général Storms dans la même ville, aspergé de peinture rouge,. Quelques jours après, c'est au tour de la statue de Léopold II à Arlon d'être prise pour cible.
Le 30 juin, jour du 60e anniversaire de l'indépendance de la République démocratique du Congo, des activistes tentent de recouvrir la statue équestre de Léopold II à Bruxelles de bâches noires mais ils en sont empêchés par la police. Ce même jour, la ville de Gand procède au déboulonnage du buste de Léopold II sous les applaudissements. Pour le bourgmestre Mathias De Clercq : « Cela n'efface pas l'histoire ni les problèmes de fond, il y a encore beaucoup de travail à faire. Mais en tant que ville, c'est une première étape importante pour arrêter la glorification et pour que de nombreux concitoyens et compatriotes continuent sobrement ». Le buste est ensuite déplacé au Musée de la ville de Gand.

##### Prise de position du secrétaire d'État bruxellois chargé de l'Urbanisme et du Patrimoine bruxellois
Le 10 juin 2020, Pascal Smet, secrétaire d'État bruxellois chargé de l'Urbanisme et du Patrimoine, annonce qu'il « proposera au gouvernement bruxellois de mettre sur pied un groupe de travail chargé de se prononcer sur le sort à réserver aux références, dans la capitale, au roi Léopold II, figure contestée du colonialisme »,. Selon Pascal Smet, ce groupe serait composé notamment d'experts et de représentants de la population d'origine congolaise résidant à Bruxelles.
« Si la conclusion de ce débat est qu'il faut retirer ces références, j'accorderai les permis d'urbanisme nécessaires », a expliqué le secrétaire d'État, à l'agence Belga. Pascal Smet s'est par ailleurs ouvertement prononcé en faveur de la présence à Bruxelles d'un mémorial de la décolonisation. Également, si le groupe de travail aboutit à la conclusion d'un retrait des statues de Léopold II, rien n'exclut non plus la possibilité d'en transformer l'une ou l'autre pour l'inclure dans le mémorial, selon Pascal Smet.
« Pour le secrétaire d'État, le mouvement Black Lives Matter et une pétition qui a réuni récemment 60.000 signatures en faveur du retrait des statues du roi Léopold II justifient la tenue d'un débat approfondi sur cette question »,.

##### Réaction du bourgmestre d'Auderghem
Le 12 juin, le bourgmestre d'Auderghem Didier Gosuin fait savoir qu'il n'a pas l'intention de retirer des sculptures ou de débaptiser des rues : « Ce n'est pas comme ça qu'on fait avancer la démocratie et ce n'est pas comme ça non plus qu'on fait évoluer l'histoire »,. « Je condamne fermement ces actes de vandalisme et je ne crois pas qu'ils facilitent une lecture raisonnée de l'histoire »,. « Je ne nie pas la nécessité d'avoir une lecture objective de l'histoire coloniale, mais ce n'est pas aux communes de faire cela. C'est à l'État fédéral de réunir un collègue d'experts et d'historiens pour qu'ils proposent une lecture qui ne serait pas celle faite par les colons. Changer le récit doit se faire de manière apaisée, pas dans le conflit »,.
Didier Gosuin annonce qu'il va envoyer un courrier au gouvernement fédéral pour demander à la Première ministre de réunir un collège d'experts et d'historiens, afin de proposer un récit conforme à diffuser dans les manuels scolaires et l'espace public,. Des mises en contexte pourraient rappeler les parts d'ombre et de lumière à côté de certaines statues et noms de rue.
Gosuin conclut en évoquant Napoléon : « On doit à Napoléon le code civil et de grandes avancées, mais aussi une barbarie et des massacres pour assouvir sa folie impériale. Il figure partout dans l'espace public français. Les Français n'ont pas encore à son égard un recul suffisant, même si on ne glorifie plus Napoléon de la même manière aujourd'hui. Ceux qui ont eu du pouvoir dans l'histoire ont rarement été des saints »,.

##### Réaction de Juliana Lumumba
Juliana Lumumba, la fille unique de Patrice Lumumba - qui fut le premier Premier ministre du Congo indépendant en 1960, avant d'être assassiné quelques mois plus tard à Elisabethville (Lumumbashi) - suit depuis Kinshasa les discussions passionnées de qui ont lieu en Belgique sur l'héritage de la colonisation belge du Congo.
Pour elle, « Qu'on enlève ces statues ou qu'on les laisse, c'est une question pour la conscience des Belges. Mais Léopold II fait partie de l'histoire de la Belgique et du Congo, que cela nous plaise ou pas. L'histoire ne changera pas parce qu'on décide d'enlever ces statues ».
Elle conclut : « Trop de passion s'est glissée dans le débat, et trop peu de connaissances. Combien de personnes savent réellement de qui elles parlent lorsqu'elles parlent de Léopold II ? Je préconise que, dans les écoles belges et congolaises, on étudie les faits historiques. Si vous les connaissez, vous pouvez juger. On ne change pas l'histoire en mettant le feu à une statue ».

#### Retrait du monument au général Storms en 2022
Le 30 juin 2022, la commune d'Ixelles fait déboulonner le monument au général Storms sans permis d'urbanisme, et procède à sa mise en dépôt en attendant de connaître le musée qui va la récupérer. Pour Aliou Baldé du collectif Mémoire coloniale : « C'est un acte important. Cela prouve que les autorités publiques sont à l'écoute. Pour nous, c'est l'aboutissement d'une bataille. Mais pas encore de la guerre décoloniale qui, elle, continuera ».

#### L'affaire du «Sauvage» de la ducasse d'Ath (2019-2023)

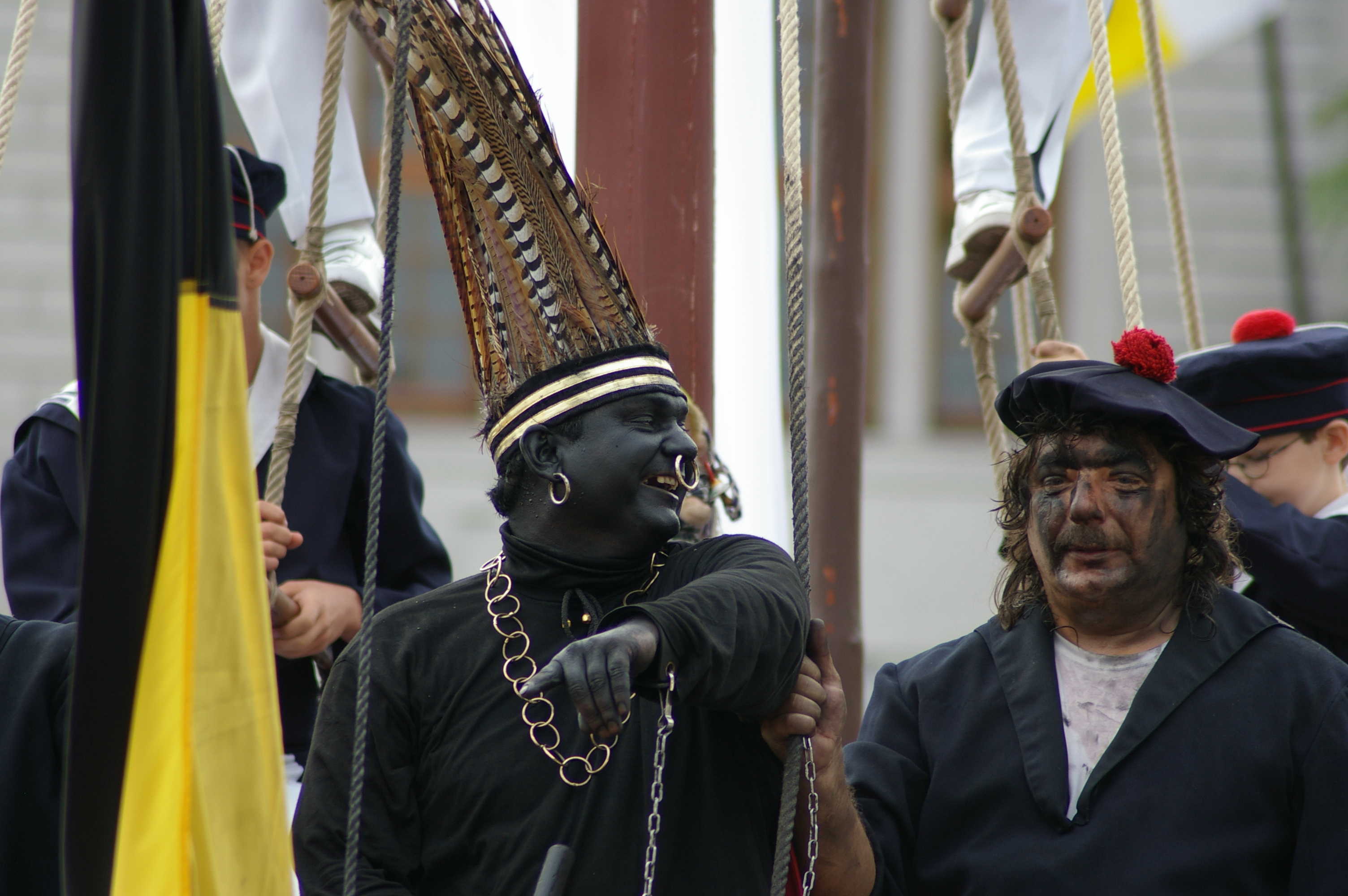
Le « Sauvage » de la ducasse d'Ath.

Le « Sauvage » est un personnage de carnaval grimé en noir, qui porte un anneau dans le nez et des chaînes autour des poignets, et qui défile chaque année sur un char à la ducasse d'Ath en Belgique. Cette fête qui existe depuis le XVIe siècle, rassemble des dizaines de milliers de personnes le dernier week-end d'août, et a été inscrite par l'Unesco en 2008 au patrimoine culturel immatériel de l'Humanité, intégrée à l'élément « Géants et dragons processionnels de Belgique et de France ».
En août 2019, un collectif antiraciste baptisé « Bruxelles Panthères » lance une pétition contre cette pratique, assimilée au blackface et dénoncée comme « un vestige de la mise en esclavage ». Il interpelle l'Unesco à ce sujet. Le porte-parole du collectif souligne qu'il « est temps de réagir à la négrophobie sévissant en Belgique » et demande que la ducasse d'Ath soit privée « s'il le faut » de son label Unesco. L'Unesco, qui prend l'interpellation du collectif très au sérieux, répond que la ducasse d'Ath doit se conformer aux principes fondamentaux de la Convention de 2003, et doit donc en particulier respecter « l'exigence du respect mutuel entre communautés, groupes et individus ». Elle établit également un parallèle avec la problématique des chars antisémites du carnaval d'Alost pour lesquels l'Unesco a également été saisie. Conscient que ce personnage puisse choquer, la municipalité et les organisateurs de la ducasse d'Ath se disent alors ouverts au débat pour le faire évoluer, mais qui toutefois défile normalement en 2019 malgré la polémique.
Annulée en 2020, la ducasse d'Ath fait son retour en 2021 et 2022 mais le personnage du « Sauvage » est toujours là. Le collectif Bruxelles Panthères adresse donc en 2022 une lettre à la directrice générale de l'Unesco où il s'inquiète de constater « la faiblesse des réactions aussi bien des autorités politiques que de la société civile de notre pays face à cette situation inqualifiable, dégradante et particulièrement racialisante ». Le bourgmestre d'Ath répond qu'il n'est pas question de supprimer le personnage du « Sauvage », car il n'y a pas de dynamique raciste selon lui, mais souhaite le faire évoluer en concertation avec la population, « sinon, on va créer une autre réaction, une réaction de racisme, cette fois, parce qu'on aura l'impression qu'on nous aura volé notre tradition, qu'on a volé notre folklore et qu'on nous a imposé autre chose ».
Le 2 décembre 2022, à la demande de la ministre belge francophone de la Culture, l'Unesco retire finalement la ducasse d'Ath de la liste du patrimoine culturel immatériel de l'humanité. La municipalité regrette une décision qui peut amener à assimiler la population locale au racisme, alors qu'un processus d'évolution avait été initié. De son côté, le directeur d'Unia (Centre belge pour l'égalité des chances et la lutte contre le racisme), même s'il estime que « ce personnage pose réellement problème », s'étonne de la décision de l'Unesco, alors qu'un dialogue était en cours. Enfin, le porte-parole du collectif Bruxelles Panthères se dit à la fois satisfait du retrait, mais également triste et amer : « On est contents d'avoir eu raison  […] mais on ressent aussi de la tristesse, car la Belgique est humiliée internationalement et cela ne résout pas le problème de négrophobie et de racisme dans notre pays ».
Au début de l'année 2023, le Conseil communal d'Ath constitue une assemblée de 60 citoyens représentatifs pour étudier la problématique. À l'issue de sa troisième séance, en avril 2023, un consensus est trouvé pour faire évoluer le personnage qui deviendrait le « diable de la barque des Pêcheurs napolitains ». N'étant plus un « homme sauvage » mais bien un « diable » multipliant les facéties, le personnage ne pourrait plus être accusé de blackface. Toutefois, le 27 août, le personnage du « Sauvage » apparaît sans aucun changement, tandis que la foule applaudit et scande « Merci Sauvage ! ». L'équipe de la « Barque des Pêcheurs napolitains », dont fait partie le personnage controversé, évoque des problèmes de maquillage et de luminosité.

### Danemark

#### Copenhague
Dans la nuit du 30 juin 2020, le graffiti « Decolonize » est barbouillé sur le socle de la statue du missionnaire danois Hans Egede, considéré comme le père de la colonisation danoise du Groenland au XVIIIe siècle, qui se dresse à côté de la Frederiks Kirke (église de Frédéric) à Copenhague, capitale du Danemark.
Quelques jours plus tard, le 3 juillet 2020, des militants écrivent les mots « racist fish » (« poisson raciste ») sur le socle en pierre de la célèbre statue de la Petite Sirène de Copenhague,,. Ane Grum-Schwensen, de l'université du Danemark du Sud, déclare à l'agence de presse danoise Ritzau : « J'ai du mal à voir ce qu'il y a de particulièrement raciste dans le conte de fées La Petite Sirène ». Une hypothèse est que cette action serait liée à la controverse née du remake du film d'animation Disney du même nom, pour lequel l'actrice afro-américaine Halle Bailey a été choisie pour le rôle principal. Par ailleurs, des autocollants ont été collés sur les seins et le genou de la sirène.

#### Groenland

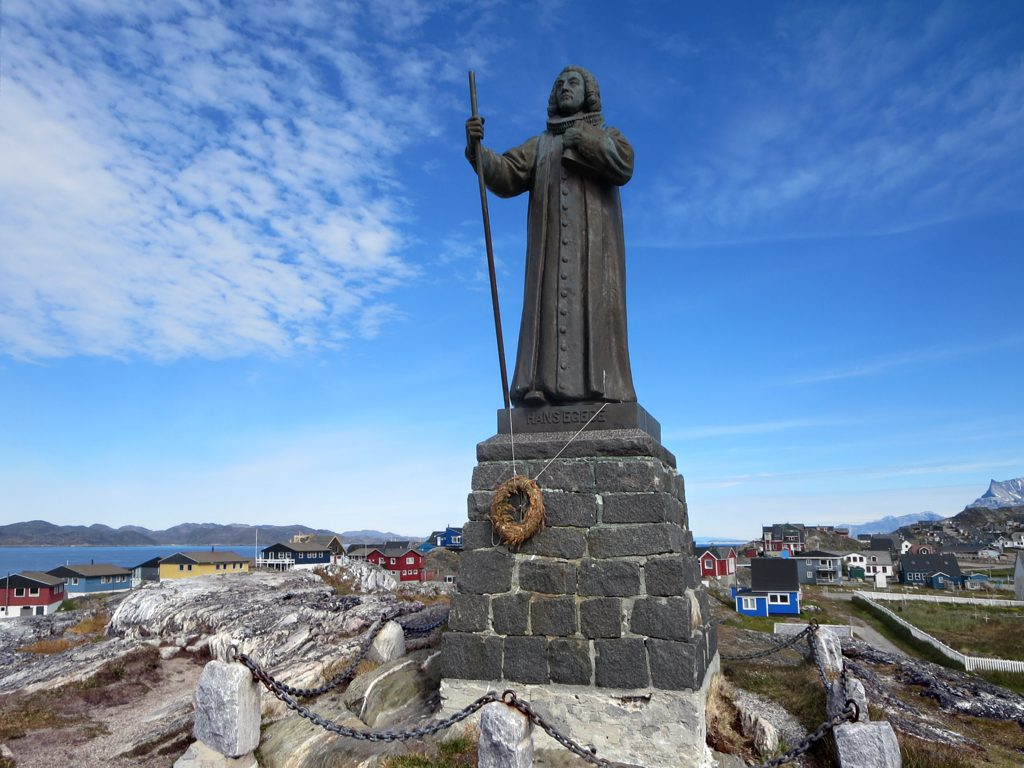
Statue de Hans Egede à Nuuk.

Dans la nuit du 20 au 21 juin 2020, à quelques heures de la fête nationale du Groenland, la statue du missionnaire Hans Egede à Nuuk, capitale du Groenland, est maculée de peinture rouge pour donner un aspect sanglant aux robes du prêtre, tandis que le piédestal est marqué de symboles inuits et du mot « Decolonize », et que le bâton porté par Egede est transformé en fouet,. La statue (dont celle de Copenhague est une copie) se dresse sur la colline qui surplombe Nuuk, où le missionnaire avait débarqué le 3 juillet 1721, marquant le début de la colonisation danoise. Dans une déclaration anonyme, le groupe responsable déclare : « Il est temps que nous arrêtions de célébrer les colonisateurs et que nous commencions à reprendre ce qui nous revient de droit. Il est temps de décoloniser nos esprits et notre pays. Aucun colonisateur ne mérite d'être au sommet d'une montagne comme celle-là ».
Au Groenland, les avis sont partagés sur la statue d'Egede, qui avait déjà été taguée dans les années 1970, puis en 2012 et 2015. Un référendum en ligne a lieu du 3 au 21 juillet 2020 sur la question du maintien de la statue : environ 23 000 des 56 000 habitants du Groenland sont éligibles au vote, la participation est très faible avec seulement 1 521 participants, et plus de 60 % votent en faveur du maintien de la statue,,. La maire de Nuuk, Charlotte Ludvigsen, entérine la décision des citoyens mais le débat n'est pas clos, comme le montre une pétition appelant à déboulonner la statue de « cet homme qui symbolise le trauma vécu par les Groenlandais ».

### Espagne

#### Jour de la Race
Comme il a été dit plus haut, le 12 octobre, commémoration du débarquement de Christophe Colomb aux Bahamas en 1492, est dénommé « Jour de la Race » depuis 1917, en référence à la « race » ibéro-américaine.
En Espagne, où le 12 octobre est la fête nationale, le porte-parole du parti Podemos, Pablo Iglesias, revendique de ne pas célébrer le 12 octobre. De même, l'ancienne maire de Barcelone, Ada Colau, considère qu'un « État qui célèbre un génocide devrait avoir honte », et le maire de Cadix affirme : « Nous n'avons jamais découvert l'Amérique, nous avons massacré et soumis un continent et ses cultures au nom de Dieu. Il n'y a rien à célébrer ».

### France

#### Toponymie

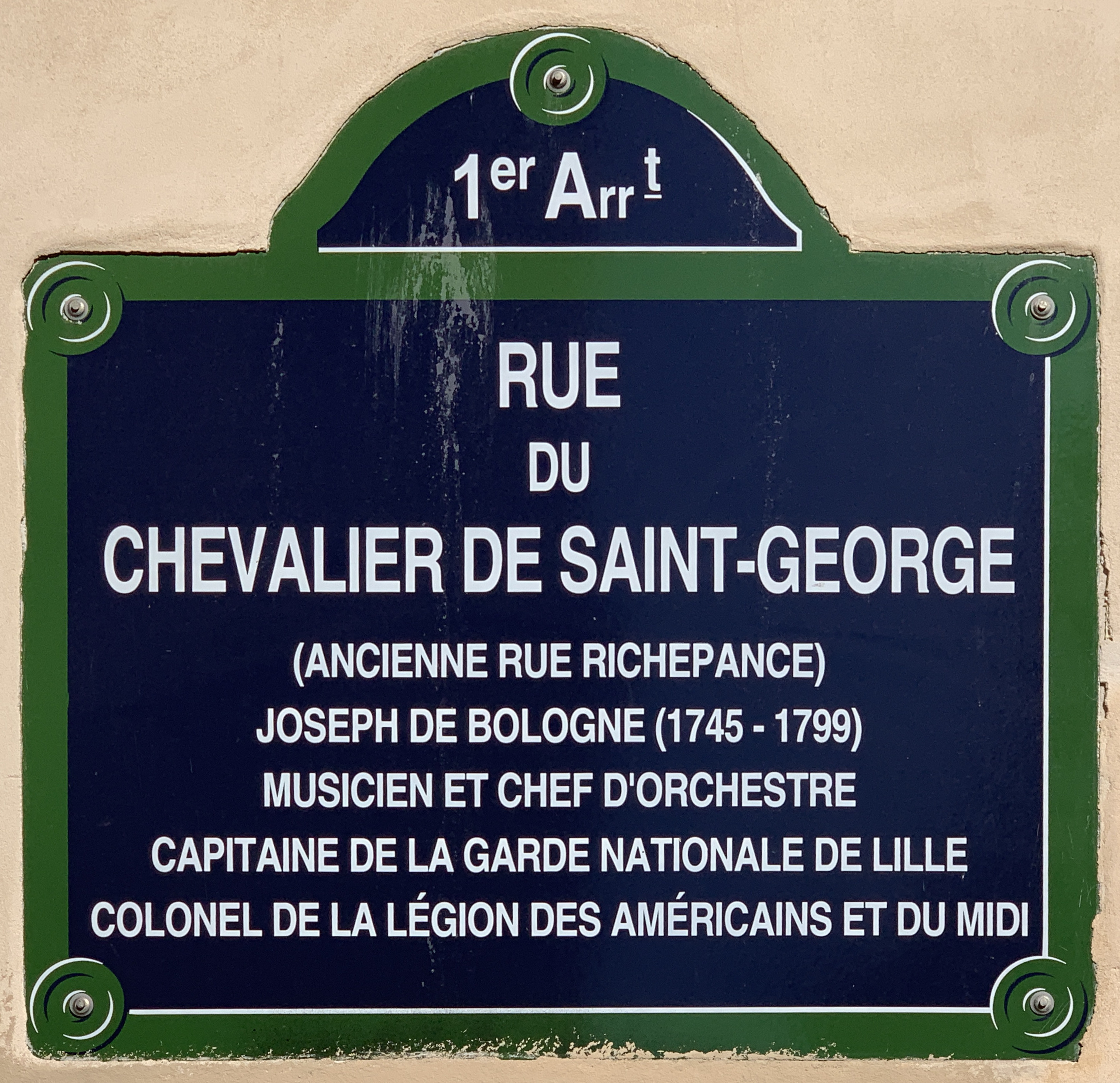
Plaque de l'ancienne rue Richepance à Paris, rebaptisée rue du Chevalier-de-Saint-George en 2002.

L'histoire coloniale a marqué l'espace public de manière importante à travers les noms de lieux. Cette toponymie est parfois critiquée, soit parce qu'elle véhicule des stéréotypes racistes (ex : quartier de La Négresse), soit parce qu'elle glorifie des personnes impliquées dans les crimes coloniaux (ex : rue Richepance, rue Faidherbe…).

##### Nom de l'aéroport de Cayenne
Depuis sa construction en 1943 par les Américains jusqu'en 2012, l'aéroport de Cayenne porte le nom de « Rochambeau », en référence à Jean-Baptiste-Donatien de Vimeur de Rochambeau, commandant des troupes françaises qui participèrent à la guerre d'indépendance des États-Unis. Cet hommage crée une polémique en raison de l'homonymie avec le fils du dédicataire de l'aéroport, Donatien de Rochambeau, qui pendant l'expédition de Saint-Domingue avait durement réprimé l'insurrection haïtienne. Dès 1999, la députée de Guyane Christiane Taubira demande un changement de nom. Après le rejet de la proposition du nom du chef amérindien du XVIIe siècle Cépérou, c'est finalement le nom de Félix Éboué, administrateur colonial et résistant né en Guyane, qui est retenu. Le changement devient officiel en janvier 2012.

##### Nom du quartier «La Négresse» à Biarritz
À Biarritz, un quartier porte le nom de « La Négresse » depuis la fin du XIXe siècle (auparavant il portait le nom basque d'Harausta). Son nom fait référence à la serveuse d'une auberge, certainement une ancienne esclave venue de Antilles, à une époque où le port voisin de Bayonne est impliqué dans la traite négrière. Le nom du quartier choque publiquement une première fois en 1994, alors que la ville accueille un sommet franco-africain. Le maire de l'époque, Didier Borotra (UDF), propose au ministère des Affaires étrangères, dirigé par Alain Juppé, de le retirer. À la suite du refus de ce dernier, les plaques ayant trait au quartier sont toutefois voilées temporairement.
Puis, en mars 2013, considérant que ce nom rappelle l'époque de l'esclavage, l'élu socialiste de Biarritz, Galéry Gourret, demande au conseil municipal et au maire Didier Borotra (MoDem) que le quartier soit rebaptisé. Après consultation des conseils de quartier, majoritairement favorables au statu quo, le conseil municipal rejette la demande.
En 2015, à la suite d'une banderole annonçant les « fêtes de la Négresse » et arborant le dessin stéréotypé d'une femme noire, le débat sur la connotation du nom prend une dimension nationale. Alain Jakubowicz, président de la Ligue internationale contre le racisme et l'antisémitisme, demande alors que le quartier soit renommé mais la requête, jugée « ridicule » par le maire Michel Veunac (MoDem), est à nouveau rejetée.
Des changements de noms commencent à être décidés. La SNCF change le nom de la gare de Biarritz (anciennement gare de Biarritz-La Négresse). De même, sur le boulevard Marcel Dassault, l'arrêt de bus Biarritz - La Négresse devient en 2018 l'arrêt Viaduc - Gare de Biarritz. En revanche, le quartier et nombres de commerces et de lieu conservent l'appellation polémique.
La revendication est relancée en 2019, par l'essayiste et militant Karfa Diallo, accompagné de l'ancien élu biarrot Galéry Gourret et de membres de l'association Mémoires et Partages. À l'occasion de la tenue du G7 à Biarritz, ils organisent le 22 août 2019 un happening devant la gare de la ville pour interpeller les habitants sur la dénomination du quartier de « La Négresse », considérant qu'il comporte une connotation raciste et sexiste, et constitue une offense et une humiliation envers les personnes noires. L'association réclame, soit que le quartier reprenne le nom d'Harausta, l'appellation basque qu'il portait à l'origine et qui est encore employée par les bascophones âgés, soit que la mairie installe des plaques explicatives. La mairie rejette la demande, aux motifs qu'elle n'émane pas d'une association locale et que la dénomination du quartier constitue même un hommage rendu à la femme noire qui tenait l'auberge. Toutefois la campagne reçoit de plus en plus de soutien, notamment de la part de l'élue biarrote Lysiann Brao (EELV), l'écrivaine bayonnaise Marie Darrieussecq, la sociologue Marie-France Malonga ou encore l'historien Jean-Yves Mollier.
En août 2021, ce sont les nouveaux propriétaires de la pharmacie, anciennement appelée « pharmacie de la Négresse », qui retirent de leur devanture le mot « Négresse ».
Face au refus de la municipalité, l'association Mémoires et Partages engage une procédure judiciaire pour contraindre la municipalité à revenir sur les délibérations « illégales » ayant octroyé le nom de « la Négresse » à un quartier et une rue de la commune. Le 6 février 2025, la Cour administrative d'appel de Bordeaux donne raison à l'association et affirme que le terme porte bien « atteinte à la dignité de la personne humaine ». Elle somme la ville de Biarritz d’abandonner le nom de « La Négresse » pour ce quartier, et lui enjoint « de saisir, dans un délai de trois mois, le conseil municipal […] pour qu’il procède à l’abrogation des délibérations » de 1861 et 1986 ayant attribué le nom de « La Négresse » au quartier puis à une rue. De son côté, la maire LR de Biarritz, Maider Arosteguy, annonce son intention de porter la décision devant le Conseil d’État,.

##### Noms de rues

###### En métropole
Certains noms de voies publiques (odonymes) comportent des références à l'histoire coloniale, mais sont critiqués quand ils rendent hommage à des négriers (armateurs ou capitaines) ou des esclavagistes (planteurs, propriétaires d'esclaves ou partisan de l'esclavage). Les revendications des associations antiracistes et anticolonialistes sont variées. Il peut s'agir de la demande d'installation de plaques explicatives ou de changement de nom.
En 2009, l'association Mémoires & Partages, fondée par Karfa Diallo, lance une campagne publique intitulée « Débaptiser les rues de négriers ? »,. Celle-ci vise surtout à ouvrir le débat, d'où le point d'interrogation à la fin de son slogan, sur les rues honorant par leurs noms des négriers (armateurs ou esclavagistes) dans les cinq principaux ports négriers français : Nantes, La Rochelle, Le Havre, Bordeaux et Marseille. Dès le début, la campagne de l'association suggère, soit de rebaptiser les rues honorant des criminels (au regard de la loi Taubira de 2001), soit a minima d'apposer des plaques explicatives, idée que Karfa Diallo avait déjà présentée dès 2005 au Comité Tillinac à Bordeaux, mais qui avait été rejetée.

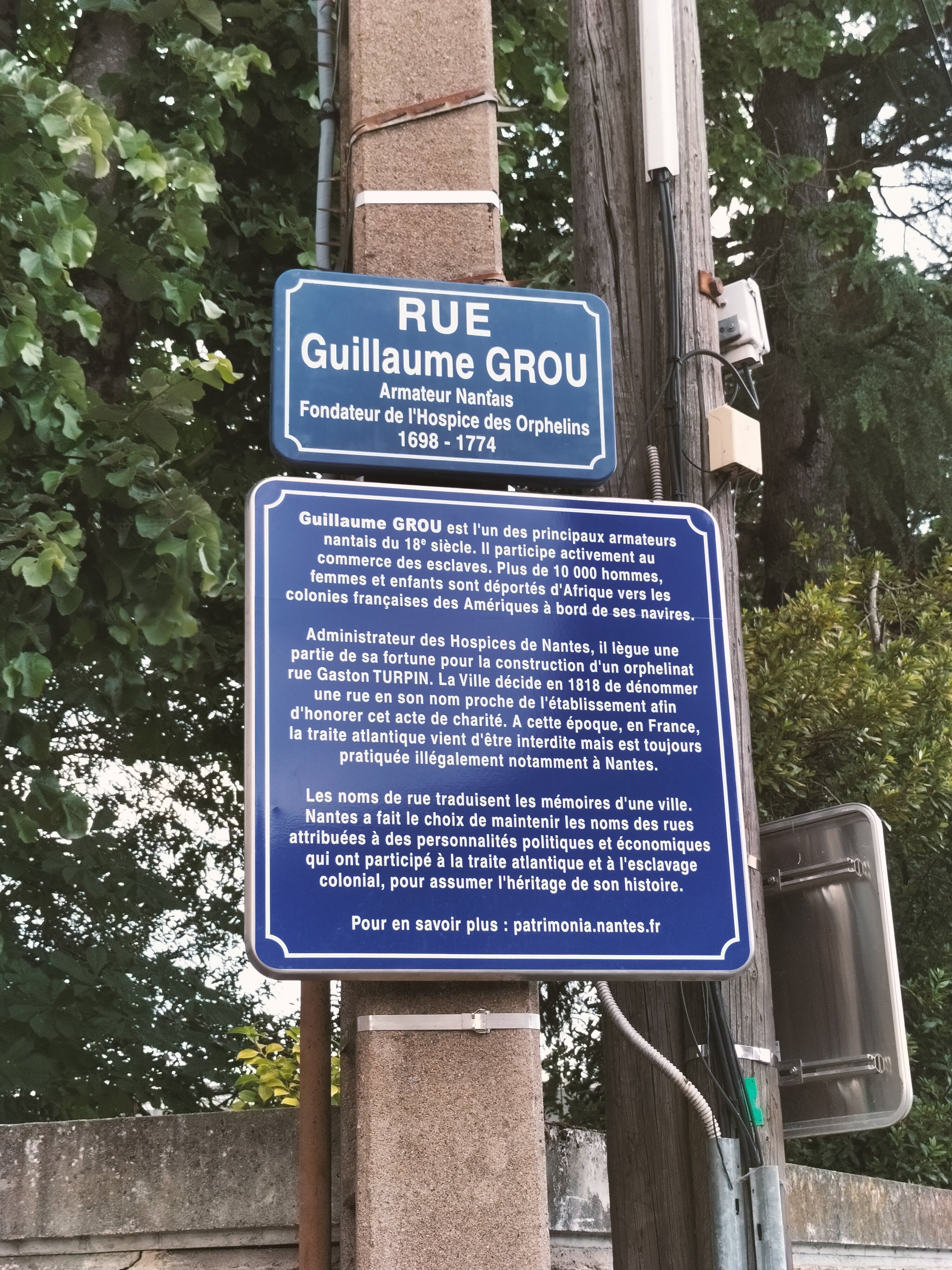
Plaque explicative rue Guillaume Grou à Nantes, installée en 2023.

En 2020, la ville de Bordeaux décide d'installer des plaques explicatives dans cinq rues portant les noms d'armateurs négriers (Gradis, Desse, Féger, Gramont et Mareilhac). Si Karfa Diallo salue ce geste, il souhaite que la mairie aille plus loin en s'intéressant aussi aux rues portant des noms d'esclavagistes (personnes possédant des plantations coloniales et leurs esclaves, ou faisant la promotion de l'esclavage). En mai 2022, il obtient que la rue Colbert s'ajoute à ces premières rues.
La ville de Nantes donne son accord en 2018 pour installer des plaques explicatives, puis revient sur sa décision en 2020, avant de finalement accéder à cette demande en 2023.
En 2021, vingt ans après la loi Taubira, la ville de La Rochelle accepte, après plusieurs refus, d'étoffer certaines plaques de rues, afin de mentionner le lien entre leurs noms et la traite négrière. La ville du Havre s'est quant à elle aussi engagée à le faire en annonçant en 2023 la création d'un parcours de six personnalités havraises qui ont participé à l'esclavage, et de six personnalités qui l'ont critiqué, avec pose de panneaux explicatifs sous les plaques de rues.

###### En Outre-mer
À La Réunion, les rues honorant des esclavagistes sont nombreuses (Lory, Chateauvieux, Kerveguen, Villèle, Ozoux, Dioret Cambourg, Decaen, Hubert-Delisle, Mahy). Depuis 2014, le militant Christophe Barret, qui se fait appeler « Kaf Yab le Maronèr », demande que celles de Saint-Paul, berceau du peuplement de l'île, soient rebaptisées par le conseil municipal. Selon lui, il faudrait que « les noms des personnes physiques ou morales ayant contribué à instaurer le système esclavagiste à la Réunion soient retirés des frontons de nos rues, de nos écoles et de tous les espaces publics ». Faute de réponse, le militant fabrique alors de fausses plaques qu'il accroche sur celles déjà en place. Puis, la nuit du samedi 22 août 2015, à la veille de la commémoration de la Journée internationale du souvenir de la traite négrière et de son abolition, accompagné d'une dizaines de personnes, il procède au dévissage des plaques de cinq voies de la ville : la Chaussée Royale et les rues Labourdonnais, Colbert, Jacob de la Haye et Compagnie des Indes. Il propose de les remplacer par des figures de l'esclavage : « pour l'ancienne rue de la Compagnie des Indes je propose les sœurs Caze. Deux Malgaches arrivées avec d'autres à Saint-Paul en 1663 avec Louis Payen. Pour la rue Labourdonnais je suggère Élie, esclave meneur de la révolte de Saint-Leu en 1811. Pour la Chaussée Royale, Niama, princesse sénégalaise, esclave affranchie et mère du savant Lislet Geoffroy. Pour la rue Colbert : Enchaing et Éva. Pour la rue Jacob de la Haye : Louise Siarane, grand-mère d'un grand nombre de Réunionnais ». De son côté, la mairie a qualifié cette action « d'irresponsable et absurde ». En revanche, Ghislaine Bessière, présidente de l'association Rasine Kaf, soutient Christophe Barret dans son combat, même si elle plaide pour une autre approche : « On ne doit pas effacer l'histoire mais expliquer que des personnages comme Mahé de Labourdonnais, Colbert, et bien d'autres ont eu une part active dans l'organisation de l'esclavage. Ceci doit être dit et écrit. On ne peut pas les présenter sous leur seul aspect positif ». Elle espère aussi que la ville puisse trouver « un équilibre dans la dénomination des rues et des édifices publics. Prenez le boulevard Sud à Saint-Denis dont le tracé passe par plusieurs camps d'esclaves. Ce serait justice de baptiser cet axe en faisant référence à cet aspect historique. L'origine des Réunionnais ne doit pas être occultée ».
En octobre 2020, la « rue Christophe-Colomb » à Cayenne, en Guyane, est rebaptisée « rue des Peuples-autochtones » par les autorités municipales, afin de rendre hommage aux peuples amérindiens de Guyane.

#### Statues et monuments

##### Outre-mer

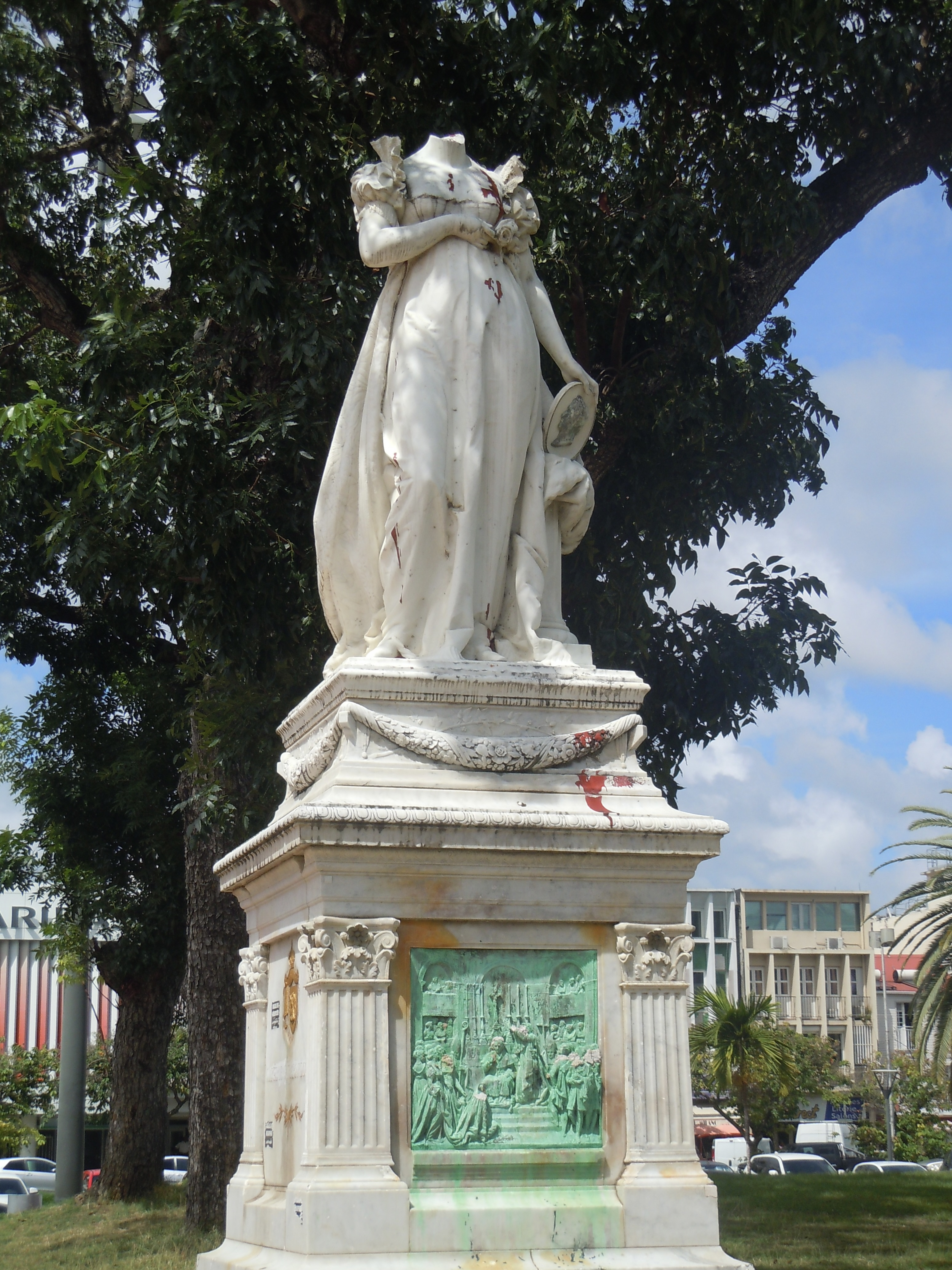
Statue de l'impératrice Joséphine, décapitée en 1991, puis déboulonnée en 2020.

En Martinique, de nombreuses statues héritées de l'époque coloniale sont la cible des militants anticoloniaux.
La statue de l'impératrice Joséphine, en particulier, est l'objet de critiques en raison de la nature du personnage, une créole blanche dont la famille possédait une plantation esclavagiste, et à qui on prête parfois un rôle dans le rétablissement de l'esclavage par Napoléon en 1802. Déjà, lors des réaménagements du jardin de la Savane en 1974, l'administration municipale d'Aimé Césaire avait choisi de déplacer la statue à la bordure Ouest du parc, sans son large socle en granit et sa grille ouvragée, pour la rendre moins visible et répondre ainsi au ressentiment d'une partie de la population. Puis, en septembre 1991, la statue est décapitée par un commando anonyme et, bien qu'inscrite aux monuments historiques l'année suivante, la statue est laissée en l'état pendant 29 ans, jusqu'à au 26 juillet 2020, où la statue est déboulonnée et brûlée par des activistes du collectif anticolonial Rouge-Vert-Noir.
Au même moment, la statue de Pierre Belain d'Esnambuc, colonisateur en chef de la Martinique en 1635, est également déboulonnée à la meuleuse, avant d'être traînée dans les rues de Fort-de-France au bout d'une corde.
De même, des statues de Victor Schœlcher, à Fort-de-France et à Schœlcher, sont critiquées et attaquées. D'abord dégradées, main tranchée pour l'une, tags fréquents pour l'autre, elles sont finalement déboulonnées et totalement détruites le 22 mai 2020, par des activistes anticoloniaux. Même si Victor Schœlcher est le secrétaire d'État aux colonies qui signe le décret abolissant définitivement l'esclavage en France en 1848, il est reproché aux hommages qui lui sont rendus, d'être excessifs, et de représenter exclusivement un point de vue paternaliste et eurocentriste de l'abolition, éclipsant les combats des esclaves pour leur liberté. De même, cette abolition de 1848, contrairement à la précédente de 1794, s'est accompagnée de l'indemnisation des propriétaires d'esclaves, tandis qu'aucune réparation n'est prévue pour les esclaves eux-mêmes. C'est pour les mêmes raisons que la statue de Victor Schœlcher à Cayenne, en Guyane, a aussi été plusieurs fois vandalisée par des militants, jusqu'à son déboulonnage en 2020.

Statue de Schœlcher à Fort-de-France en Martinique
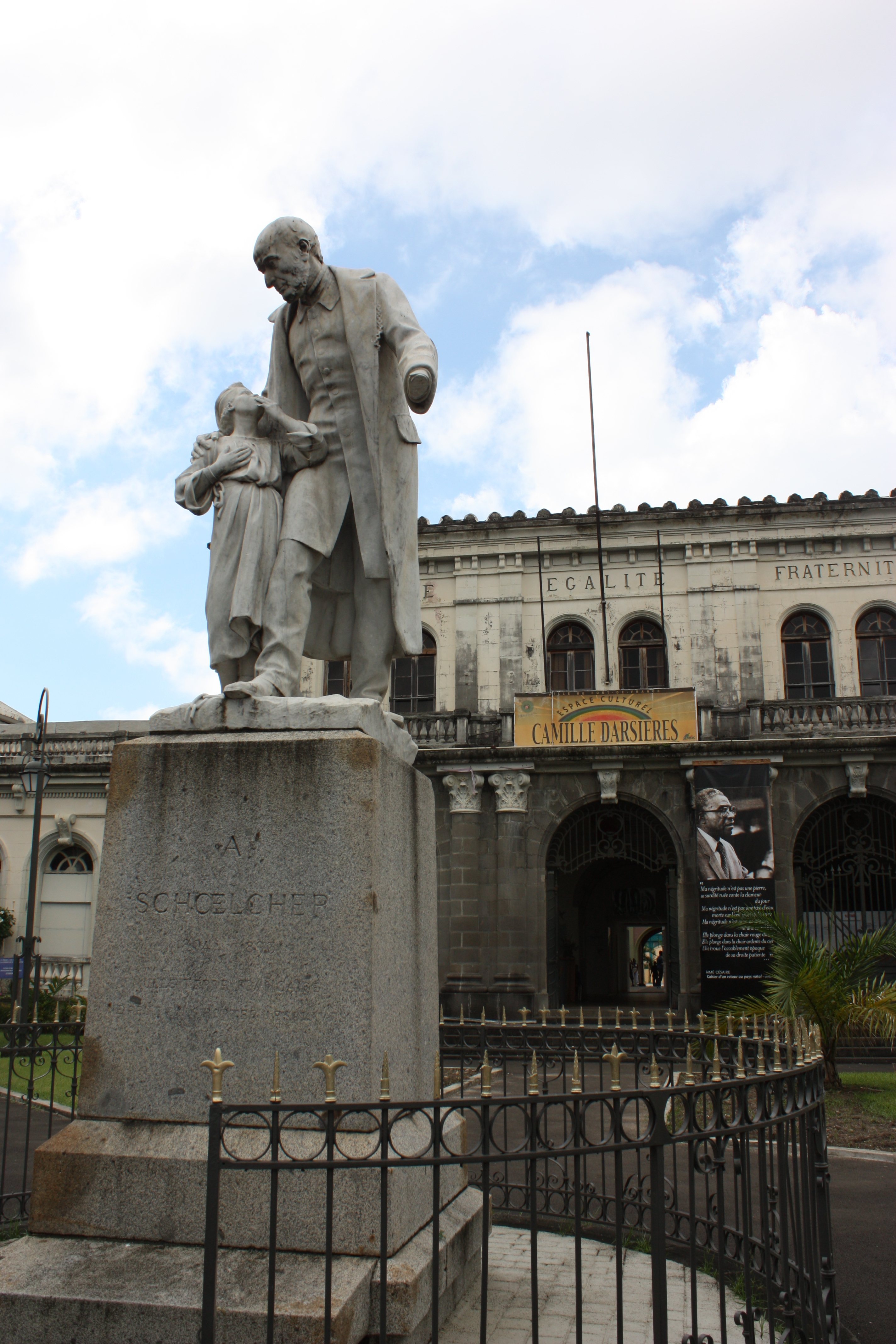
En place en 2011, et critiquée pour son approche paternaliste.
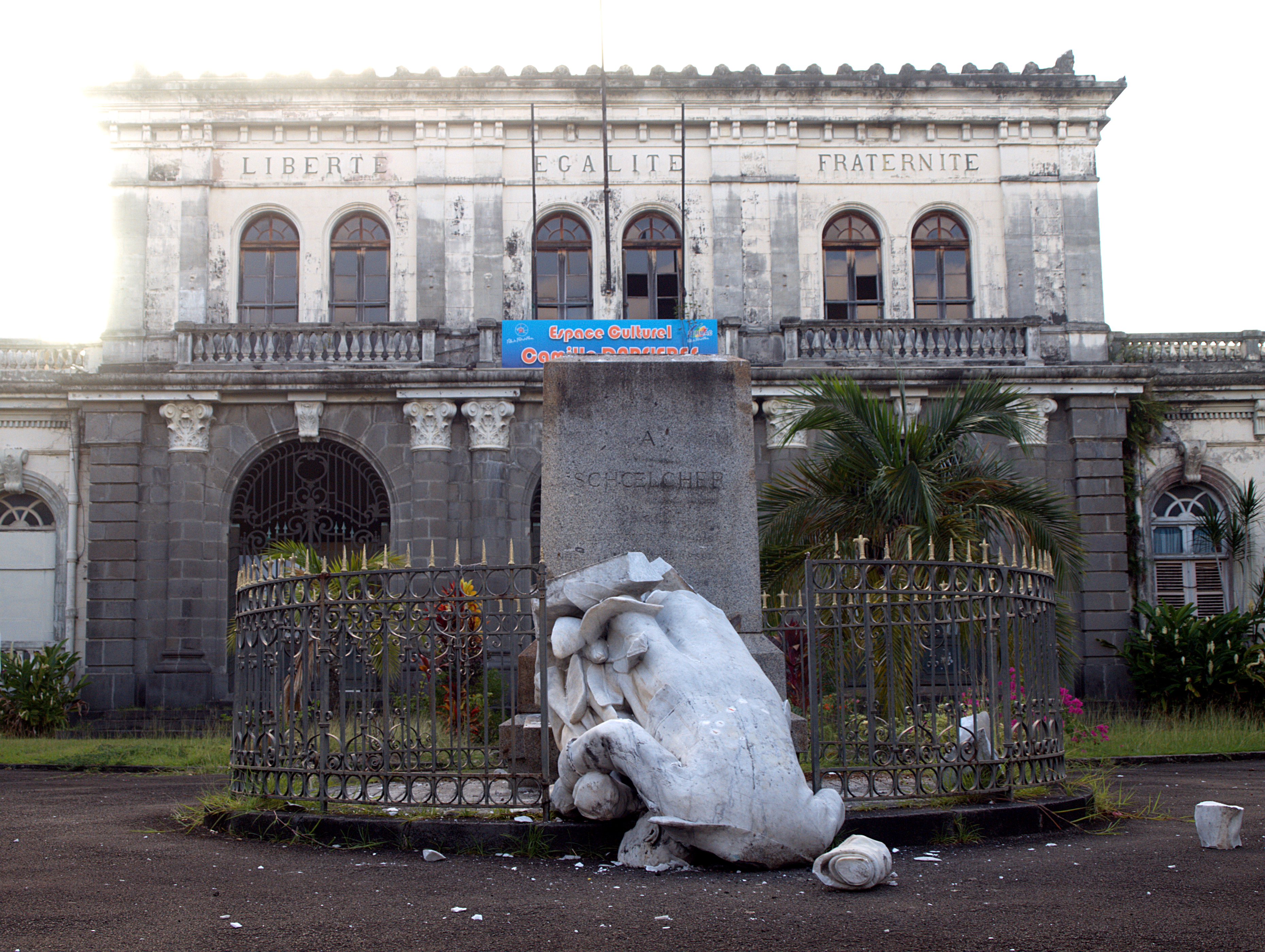
Renversée le 22 mai 2020.

À La Réunion, le préfet Jérôme Filippini, la maire de Saint-Denis Ericka Bareigts et le général Laurent Cluzel, commandant supérieur des forces armées dans la zone Sud de l'océan Indien (FAZSOI), annoncent le 26 avril 2023 que la statue monumentale de Mahé de Labourdonnais, qui trône depuis 1856 sur la place du Gouvernement, à Saint-Denis, va être déboulonnée et installée à la caserne Lambert, aux côtés d'autres monuments du patrimoine militaire de La Réunion. Ce monument était très critiqué en raison de l'hommage qu'il rend à un grand colonisateur esclavagiste. Selon Ericka Bareigts, l'objectif est de « redonner à cette place sa vérité historique », jugeant que lors de l'abolition définitive de l'esclavage en 1848, la statue n'était pas encore installée à cet endroit, là-même où la liberté fut fêtée. Ce projet, qui répond aux doléances de nombreuses associations, rencontre une vive opposition. En particulier, pour l'historien Prosper Ève, le choix de la caserne Lambert pour l'installation de la statue, constituera un hommage aux exploits militaires de l'ancien gouverneur, et mettra en valeur « le marin qu'on veut mettre en valeur, pas l'esclavagiste ».
En Nouvelle-Calédonie, la statue de Jean-Baptiste Léon Olry, gouverneur de la Nouvelle-Calédonie de 1878 à 1880, fait polémique depuis les années 1970. Olry avait violemment réprimé la révolte du chef kanak Ataï en 1878.
En 1974, on retire de sa statue le bas-relief qui représentait la soumission des révoltés au gouverneur, et des pétitions circulent à l'époque pour demander le retrait de la statue. En novembre 2016, le Collectif des Cercles des libres-penseurs kanak adresse à la ministre des Outre-Mers une lettre demandant l'enlèvement du monument controversé, qui est en place depuis 1894. En 2020, le conseil municipal de Nouméa décide de débaptiser le square Olry pour en faire la place de la Paix, en hommage à la poignée de main des accords de Matignon entre le député Jacques Lafleur et le leader indépendantiste kanak Jean-Marie Tjibaou le 26 juin 1988. En 2021, la statue d'Olry quitte son emplacement au centre de la ville de Nouméa, pour rejoindre les jardins du musée de la ville et, le 26 juin 2022, la statue de la poignée de main entre Jacques Lafleur et Jean-Marie Tjibaou, œuvre de l'artiste Fred Fichet, est dévoilée sur la place de la Paix en présence d'Isabelle Lafleur, la fille de l'ancien député, Marie-Claude Tjibaou, la veuve du leader indépendantiste, et le maire de Nouméa.

##### Métropole
Plusieurs statues et monuments situés en métropole sont également la cible de militants anti-racistes.
À Saint-Malo, la statue de Robert Surcouf est aspergée de peinture rouge le 10 mai 2019, journée des mémoires de l'esclavage et de la traite. Le célèbre corsaire est aussi l'un des plus importants négriers de la ville.

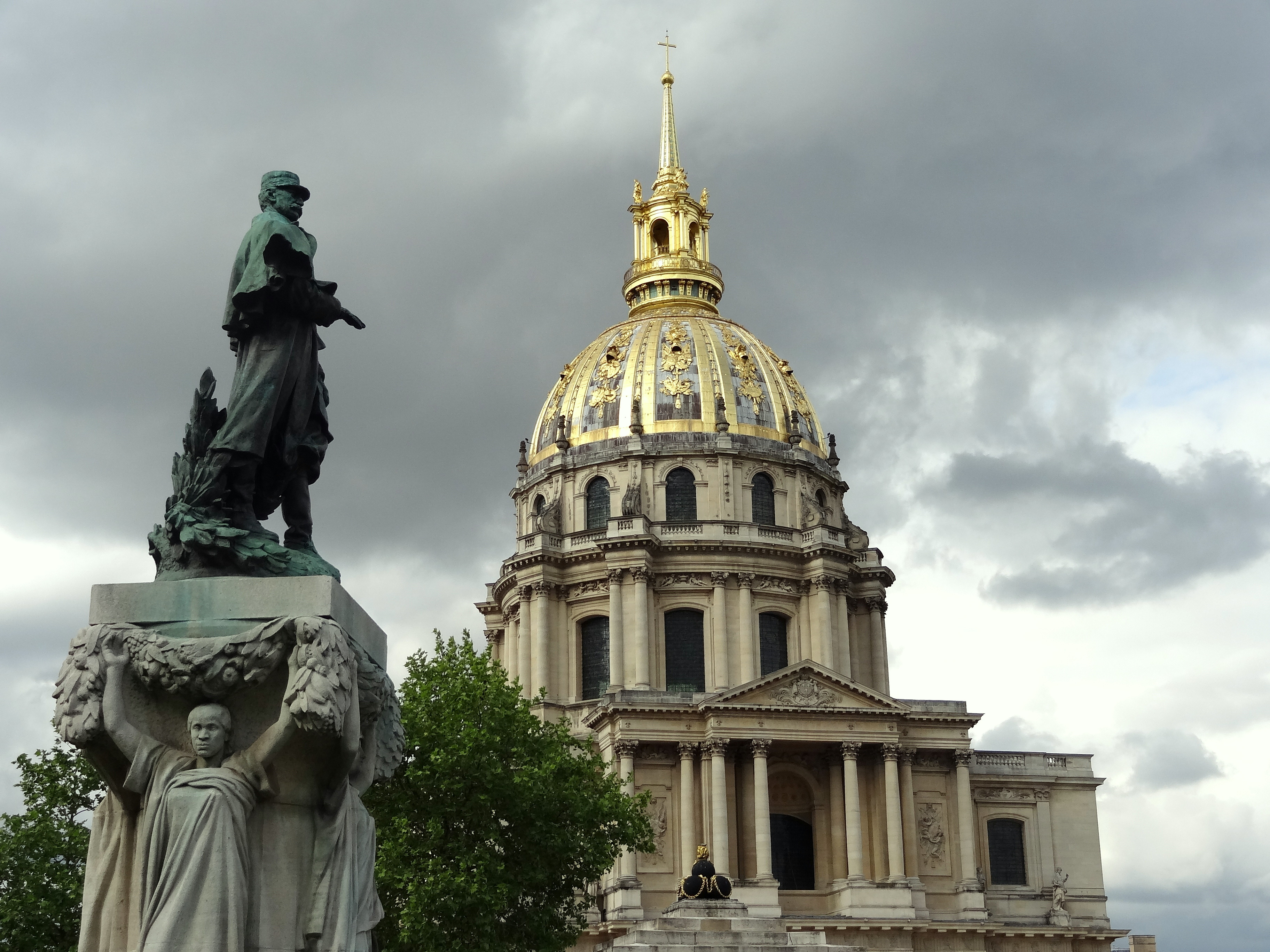
Monument à Galliéni, place Vauban, 7e arrondissement.

Le 16 juin 2020 à Paris, le monument au maréchal Galliéni situé à l'arrière des Invalides et offert en 1926 par la Ligue maritime et coloniale française, est recouvert d'inscriptions par des militants antiracistes : « Déboulonnons le récit officiel », « Dans un musée », « État responsable ». Il lui reproché en particulier les massacres commis lors de la conquête coloniale de Madagascar.
À Lille, le 21 juin 2020, c'est le monument au général Faidherbe, qui est recouvert des mots « colon » et « assassin », ainsi que « Sénégal », « Algérie » et « Kabylie ». La veille, une manifestation avec comme mot d'ordre Faidherbe doit tomber demandait son retrait de l'espace public. Sur les banderoles et les pancartes se trouvaient les slogans : « je ne suis pas Faidherbe », « Mon patrimoine ch'ti n'est pas colonialiste », ou bien « Qui veut (encore) célébrer le colonialisme ? 200 ans, ça suffit. Faidherbe doit tomber ». Le général Louis Faidherbe est particulièrement critiqué pour avoir été un colonisateur violent du Sénégal et de l'Algérie, et un promoteur de théories racistes, raisons pour lesquelles un collectif réclame depuis 2018 que la marie revoit les nombreux hommages qui lui sont rendus dans la ville (statue, rue, lycée). Pour le journaliste Jean-François Rabot, la mairie doit au minimum, à défaut de « retirer la statue pour la placer dans un musée », apposer « une plaque explicative ».

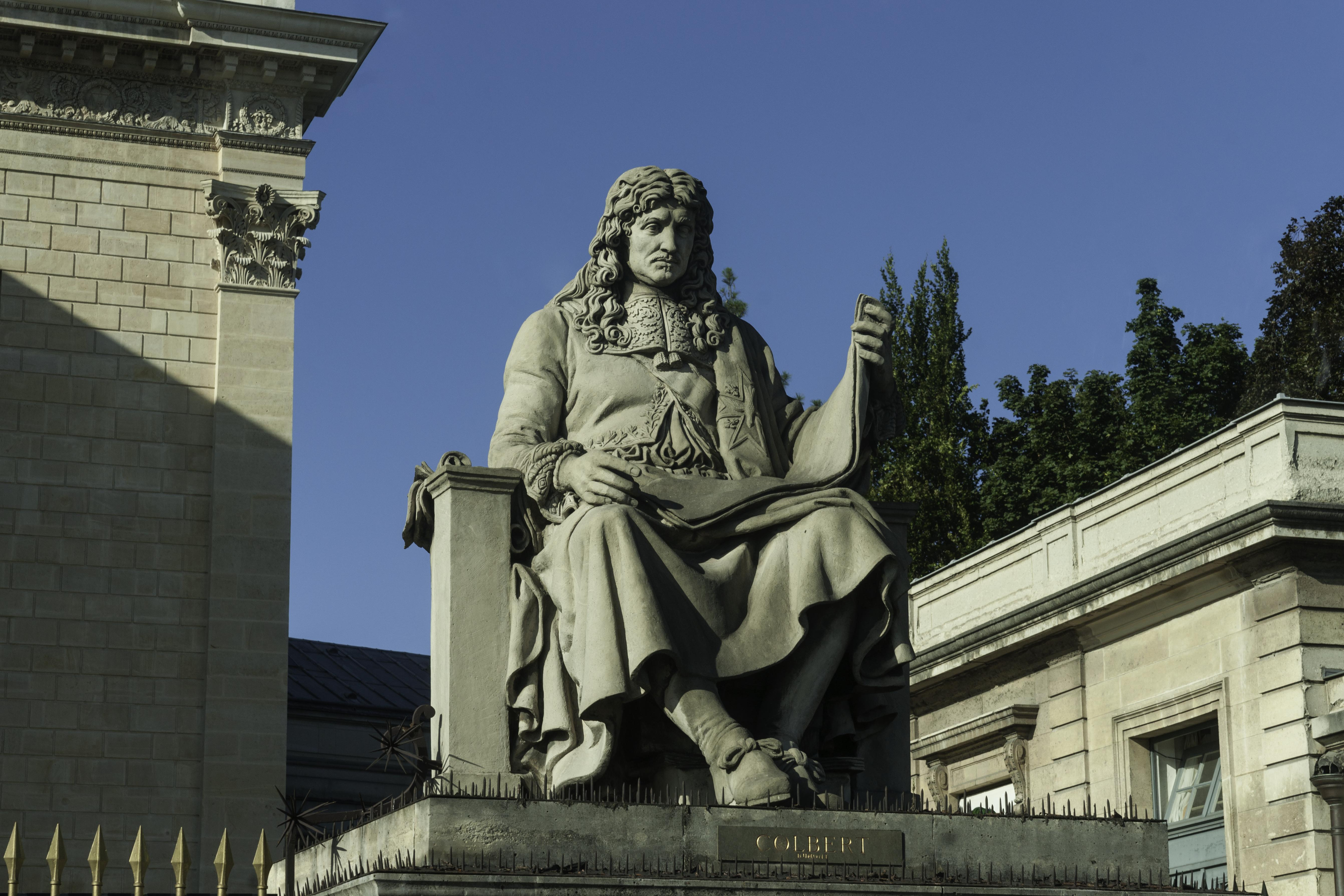
La statue monumentale de Colbert, à l'entrée du palais Bourbon, siège de l'Assemblée nationale à Paris.

Le 23 juin 2020, la statue monumentale de Jean-Baptiste Colbert, située devant l'Assemblée nationale à Paris, est aspergée de peinture rouge et recouverte de l'inscription « négrophobie d'État ». L'auteur de la dégradation est le militant guadeloupéen Franco Lollia, porte parole de la Brigade anti-négrophobie, collectif qui dénonce le monument depuis 2015. Celui-ci, érigé en 1808 sous le Premier Empire, six ans après le rétablissement de l'esclavage par Napoléon Bonaparte, est accusé de glorifier le rédacteur du Code noir, texte commandé par Louis XIV qui réglemente les droits du propriétaire sur son esclave. Le procès s'est tenu le 10 mai 2021, vingt ans jour pour jour après le vote de la loi Taubira reconnaissant l'esclavage comme un crime contre l'humanité. L'activiste est alors condamné à 500 € d'amende, plus 1040 € de dommages et intérêts à verser à l'Assemblée nationale pour le préjudice matériel. Franco Lollia et ses avocats ont fait appel, et s'apprêtent également à « demander officiellement le retrait de la statue de Colbert devant l'Assemblée nationale aux autorités de l'Etat » et à « poursuivre les autorités pour apologie de crime contre l'humanité ».

#### Produits culturels et enseignes commerciales
L'espace public est aussi constitué d'enseignes commerciales, de traditions populaires ou de produits culturels.

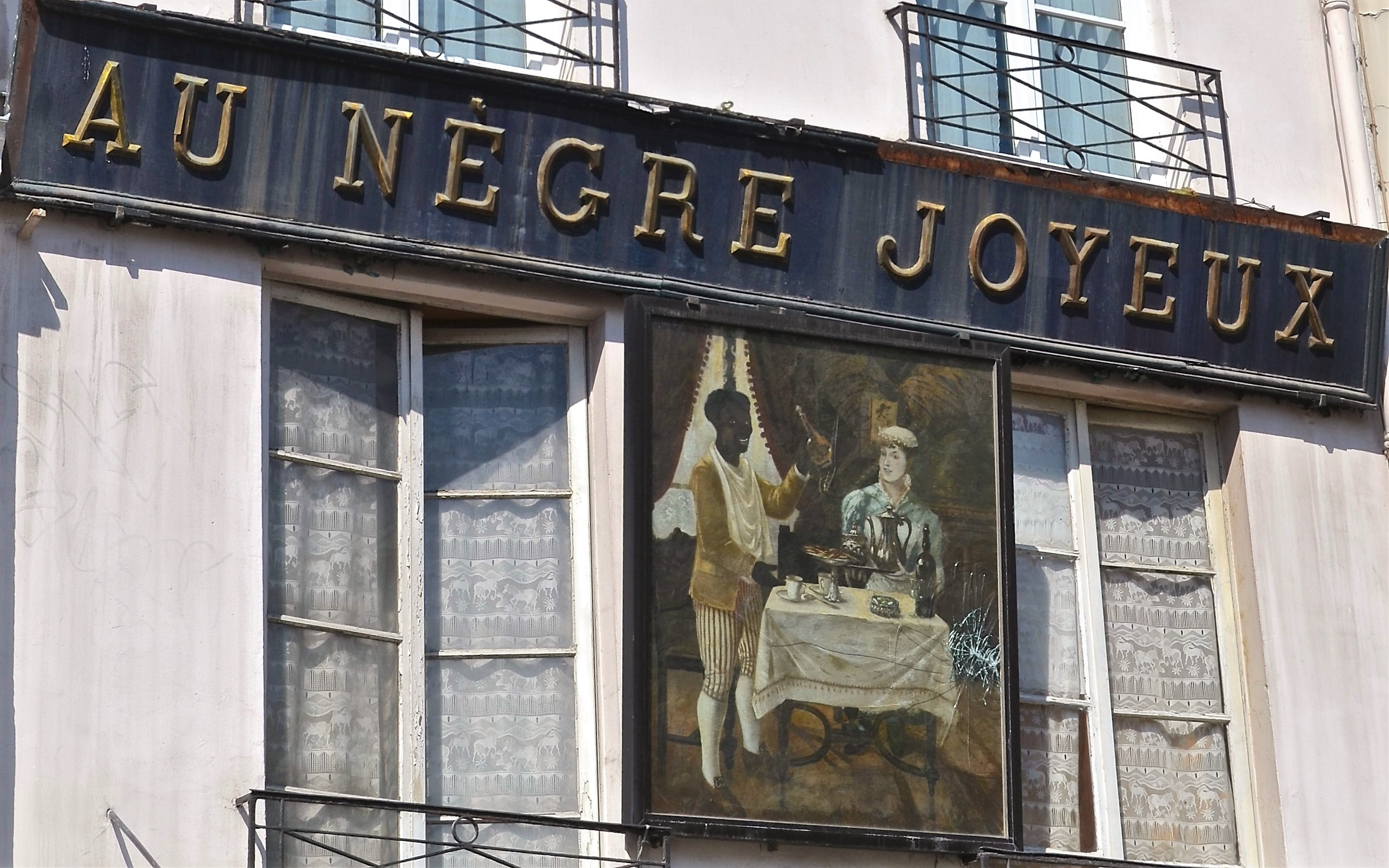
L'enseigne Au Nègre Joyeux à Paris, retirée en 2018 et aujourd'hui conservée au musée Carnavalet.

##### Au nègre joyeux
Pour les enseignes commerciales, on trouve par exemple Au nègre joyeux à Paris, dont la façade a subi des jets de pierre et de peinture. Son retrait a été demandé par des associations, lesquelles ont interpellé en 2011 sur ce sujet Frédéric Mitterrand, alors ministre de la Culture. Puis, à la demande du groupe communiste au Conseil de Paris, le 26 septembre 2017, il est décidé de décrocher l'enseigne. Retirée en 2018, elle est désormais conservée au musée Carnavalet, consacré à l'histoire de Paris, dans l'une des deux salles « des enseignes », accompagné d'un cartel explicatif rédigé par un comité scientifique constitué en 2018.

##### Café négro
De même, le Café négro à Bayonne, est rebaptisé Kafe Beltza en février 2021. Puis, en août suivant, la pharmacie de la Négresse à Biarritz retire la mention problématique de son enseigne.

##### Têtes-de-nègre
Certaines spécialités gastronomiques font aussi référence à l'époque coloniale, avec des appellations dont les mots véhiculent des stéréotypes. À titre d'exemple, la « tête-de-nègre », célèbre pâtisserie au chocolat, fait l'objet de polémiques, le mot « nègre » constituant un rappel péjoratif de l'esclavage, la colonisation ou du racisme,. En conséquence, la friandise est fréquemment rebaptisée « tête-choco » ou « tête au chocolat », afin de respecter les personnes noires,. Une « tête-de-nègre » désigne également un bonbon à la réglisse, représentant un masque africain, rappelant l'art primitif africain. En Scandinavie et en France, des voix se sont élevées contre ces représentations stéréotypées, jugées postcolonialistes. La société Haribo, après avoir tenté de renommer ces confiseries « Melting pot », annonce finalement arrêter totalement leur production en France en 2013, puis l'année suivante en Suède et au Danemark.

##### Rhum Plantation

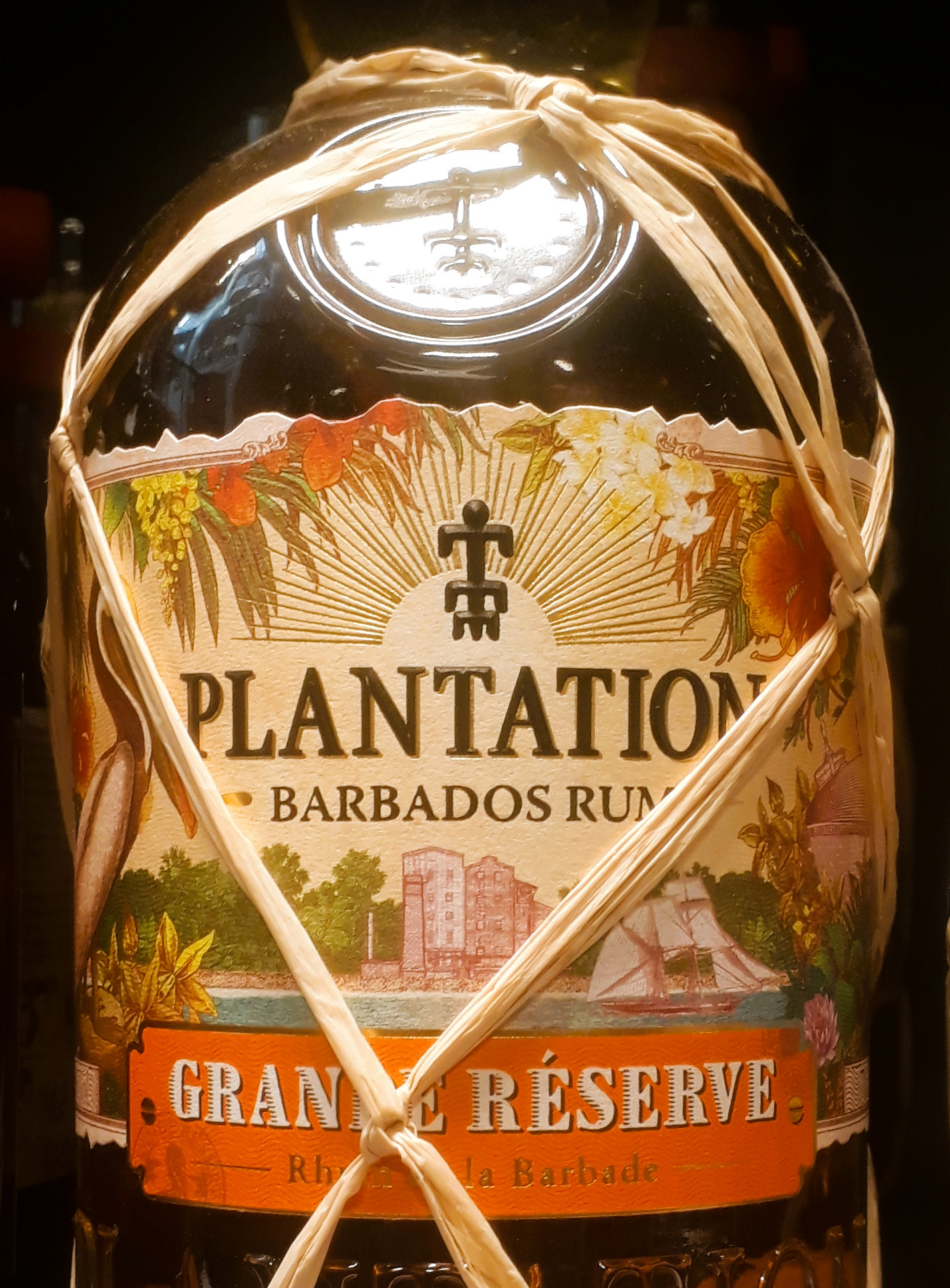
Bouteille de rhum Plantation, avant le changement de nom de la marque.

En 2020, dans la foulée du mouvement Black Lives Matter, la société charentaise de négoce Maison Ferrand entame des démarches pour modifier l'appellation commerciale de son rhum Plantation, qui figure à la troisième place des marques les plus vendues dans les bars de la planète, derrière Bacardi et Havana Club. Les dirigeants considèrent en effet que le terme « plantation » est un rappel douloureux de l'esclavage colonial. Après trois années de démarches administratives, la marque étant présente dans le monde entier, le rhum change de nom et devient Planteray, néologisme célébrant la dimension végétale (plante) et solaire (ray - rayon de soleil) de la canne à sucre.

### Pays-Bas

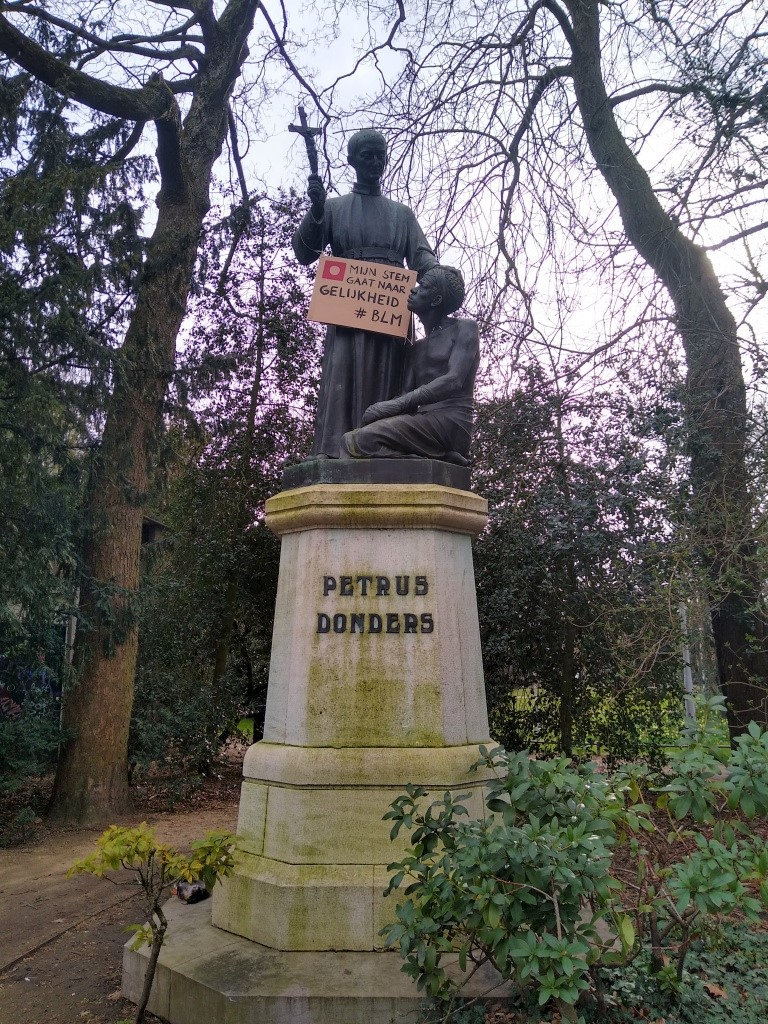
Statue contestée du missionnaire Pierre Donders dans la ville de Tilburg, Pays-Bas.

#### Jan Pieterszoon Coen (1587-1629)
Aux Pays-Bas, la statue la plus controversée est celle du gouverneur général des Indes néerlandaises Jan Pieterszoon Coen (1587-1629) dans la ville de Hoorn. Coen fut responsable de l'esclavage hollandais en Asie et assassina en 1621 près de 15 000 habitants des îles Banda, qui ne voulaient pas reconnaître le monopole de la Compagnie néerlandaise des Indes orientales sur la noix de muscade : les Bandanais qui ont survécu au massacre ont été réduits en esclavage, ont dû travailler dans la première colonie de plantation néerlandaise et ont fondé Batavia,.
En 2012, à la suite d'une initiative citoyenne, la municipalité de Hoorn place à côté de la statue une plaque portant un texte qui fait référence aux « actions très violentes » de Coen.
Le 25 octobre 2016, un groupe d'action appelé « De Grauwe Eeuw » (« Le Siècle gris ») inscrit le mot « Genocide » à la peinture rouge sur le socle de la statue de Coen et s'en prend également au buste du navigateur et explorateur Willem IJsbrantsz. Bontekoe, en déclarant sur sa page Facebook : « JP Coen et Bontekoe étaient deux meurtriers de masse au service de la Compagnie néerlandaise des Indes orientales et ont déchaîné leur terreur coloniale sur la population des Indes néerlandaises ».
En 2020, l'historien Ethan Mark de l'université de Leyde déclare : « Quelqu'un comme Jan Pieterszoon Coen, qui a massacré une île entière pour le profit… On se demande alors si un tel monument, tel qu'il se trouve aujourd'hui à Hoorn, est encore approprié ».
La place où se dresse la statue de Coen a été le théâtre de nombreuses manifestations et le conseil des bourgmestre et échevins de Hoorn souhaite entamer au cours du second semestre 2023 une réflexion sur l'image et le passé colonial, le racisme, la discrimination et l'exclusion sociale.
En 2016, le petit parti politique Denk demande que des mesures soient prises pour « décoloniser » les noms de rues, en supprimant, par exemple, les noms de personnages tels que Michiel de Ruyter ou Jan Pieterszoon Coen.
En 2018, l'école Jan Pieterszoon Coen d'Amsterdam change de nom et est rebaptisée « Indische Buurtschool » (« École de quartier indienne »),. La directrice souligne : « Nous sommes une école primaire multiculturelle et pacifique. Nous voulons que cela rayonne. L'ancien nom nous rappelle un passé que nous voulons enseigner et que nous ne voulons pas passer sous silence, mais que nous ne voulons pas non plus propager ».
À la même époque, des groupes d'action font également pression pour que le tunnel Coen près d'Amsterdam change de nom mais cela n'a pas été fait.

#### Pieter Stuyvesant (1592-1672)
Dans la cour du siège de la Compagnie néerlandaise des Indes occidentales à Amsterdam se dresse une statue de Pieter Stuyvesant, directeur de la Compagnie des Indes occidentales. Stuyvesant est controversé en raison de ses actions au XVIIe siècle : en tant qu'administrateur de Nieuw-Amsterdam (La Nouvelle-Amsterdam, aujourd'hui New York), il dirigea la traite des esclaves via Curaçao. Il possédait lui-même des dizaines d'esclaves, avait la réputation d'être un dirigeant dur et intolérant et était également connu comme antisémite.
Des associations juives se battent depuis des années contre le nom de Stuyvesant dans les lieux publics. Par exemple, le Peter Stuyvesant College de Curaçao a changé son nom en 2017 pour devenir « Kolegio profèsor doctor Alejandro Jandie Paula ».

#### Johan Maurits (1604-1679)
Un autre personnage contesté est Johan Maurits (Johan Maurits van Nassau-Siegen, Jean-Maurice de Nassau-Siegen, 1604-1679), qui a laissé son nom à la rue Maurits à Amsterdam ainsi qu'à la Mauritshuis (Maison Maurits) à La Haye.
Comme d'autres administrateurs de son époque, il faisait le commerce des êtres humains et possédait lui-même des esclaves.

#### Paulus Godin (1615-1690)
Femke Halsema, bourgmestre d'Amsterdam depuis 2018, habite une maison qui a été construite en 1671 par Paulus Godin, directeur de la Compagnie des Indes occidentales et directeur de la Société du Suriname. Godin gagnait principalement son argent grâce au commerce des esclaves : il en a expédié plus de dizaines de milliers vers l'ouest. Une plaque rappelant le passé de Paulus Godin a été placée près de la porte d'entrée de la maison de la bourgmestre.

#### Jo van Heutsz (1851-1924)
Selon les estimations, Jo van Heutsz, gouverneur général des Indes néerlandaises (aujourd'hui l'Indonésie), est responsable de plus de cent mille morts : il a soumis le peuple de la province d'Aceh dans un véritable bain de sang,.
Déjà en 1966, le monument Van Heutsz à Amsterdam a fait l'objet d'une attaque militante.

#### Gandhi (1869-1948)
En juin 2020 à Amsterdam, la statue du Mahatma Gandhi est maculée de peinture rouge et le mot « raciste » est écrit sur son piédestal. Gandhi, qui est surtout connu pour sa résistance non-violente à la domination britannique en Inde, a également vécu et travaillé plusieurs années en Afrique du Sud, où il a milité pour les droits civiques des migrants indiens, une période durant laquelle il décrivait les Africains noirs avec le terme raciste de « cafre ».

#### Quartier des héros maritimes
La professeure d'histoire culturelle Lotte Jensen souligne que peu de statues sont retirées aux Pays-Bas par rapport à d'autres pays. Au contraire même, un nouveau « Quartier des héros maritimes » (« Zeeheldenwijk ») a été créé dans le village d'Urk dans la province du Flevoland, où Frans Lucas Bauer, co-initiateur du projet, déclare : « Envoyez-nous tout ce qu'ils démoliront. Ensuite, nous trouverons une place pour cela ».

### Portugal

#### Padrão dos Descobrimentos (Monument des découvertes)
En février 2021, le célèbre Padrão dos Descobrimentos (Monument des découvertes), érigé en 1960 par le régime fasciste et colonialiste du dictateur Salazar sur la rive du Tage dans le quartier de Belém à Lisbonne, est au centre d'un débat au Portugal, lorsque le député socialiste Ascenco Simões recommande dans les pages du journal Público la destruction du monument, « élément de l'histoire particulière que l'Estado Novo de Salazar a fabriqué et qui ne s'intègre pas dans une ville qui se veut innovatrice et ouverte à toutes les sociétés et origines »,. Il estime que « dans un pays respectable, le Monument des découvertes aurait dû être démoli »,,.
En août de la même année, le Monument des découvertes est tagué par une Parisienne qui écrit à la bombe dans un anglais approximatif « Blindly sailing for monney, humanity is drowning in a scarllet sea » (« En naviguant aveuglément pour de l'argent, l'humanité se noie dans une mer écarlate »),,,,. Le président du parti conservateur CDS-PP fustige « un véritable terrorisme culturel », tandis que le leader du parti de droite radicale populiste Chega dénonce : « C'est une attaque à toute notre histoire »,.

### Royaume-Uni
Au Royaume-Uni, malgré quelques précédents, les revendications n'explosent vraiment qu'en 2020.

#### Statue de William Huskisson
En 1982, quelques mois après les émeutes raciales dans le quartier de Toxteth à Liverpool, la statue de William Huskisson située sur Princes Avenue est déboulonnée par des activistes locaux. En 2005, elle sera érigée à nouveau dans un autre endroit du centre-ville. Près du socle vide du premier emplacement, une plaque est posée en 2020, à la suite des manifestations du mouvement Black Lives Matter, pour rappeler les positions pro-esclavagistes d'Huskisson.

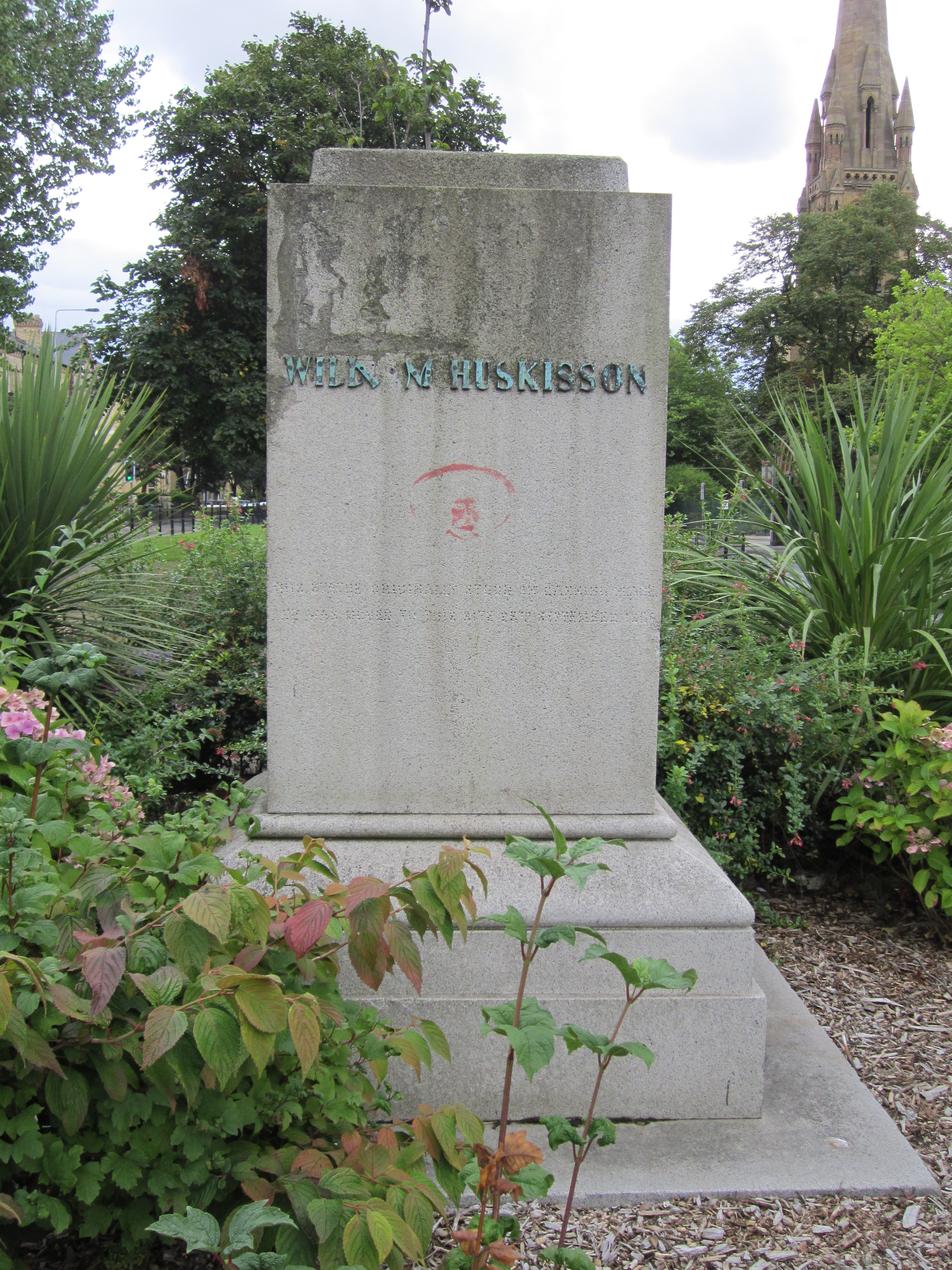
Le piédestal vide.
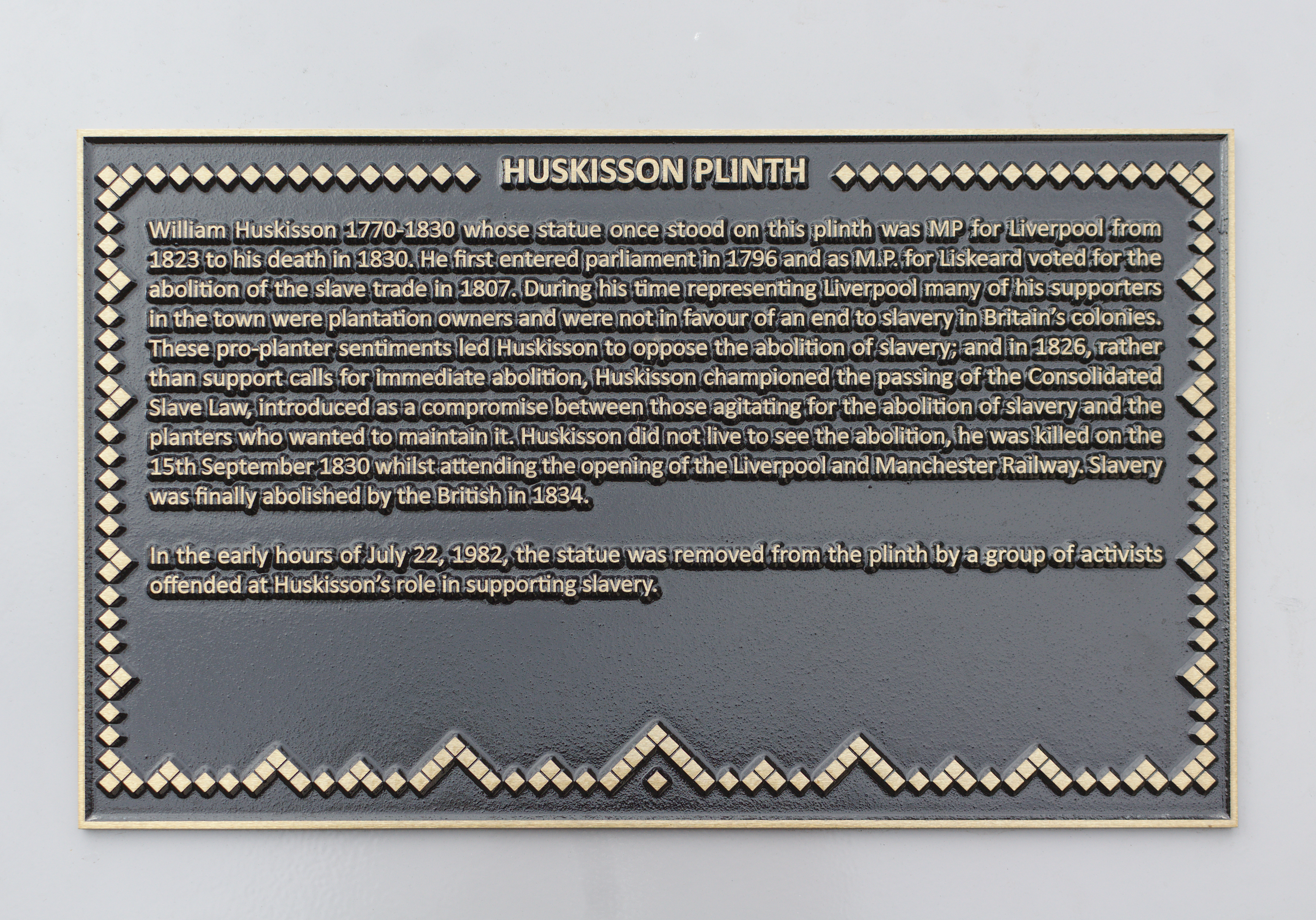
Plaque installée après les manifestations de 2020, près du socle de la statue renversée en 1982.
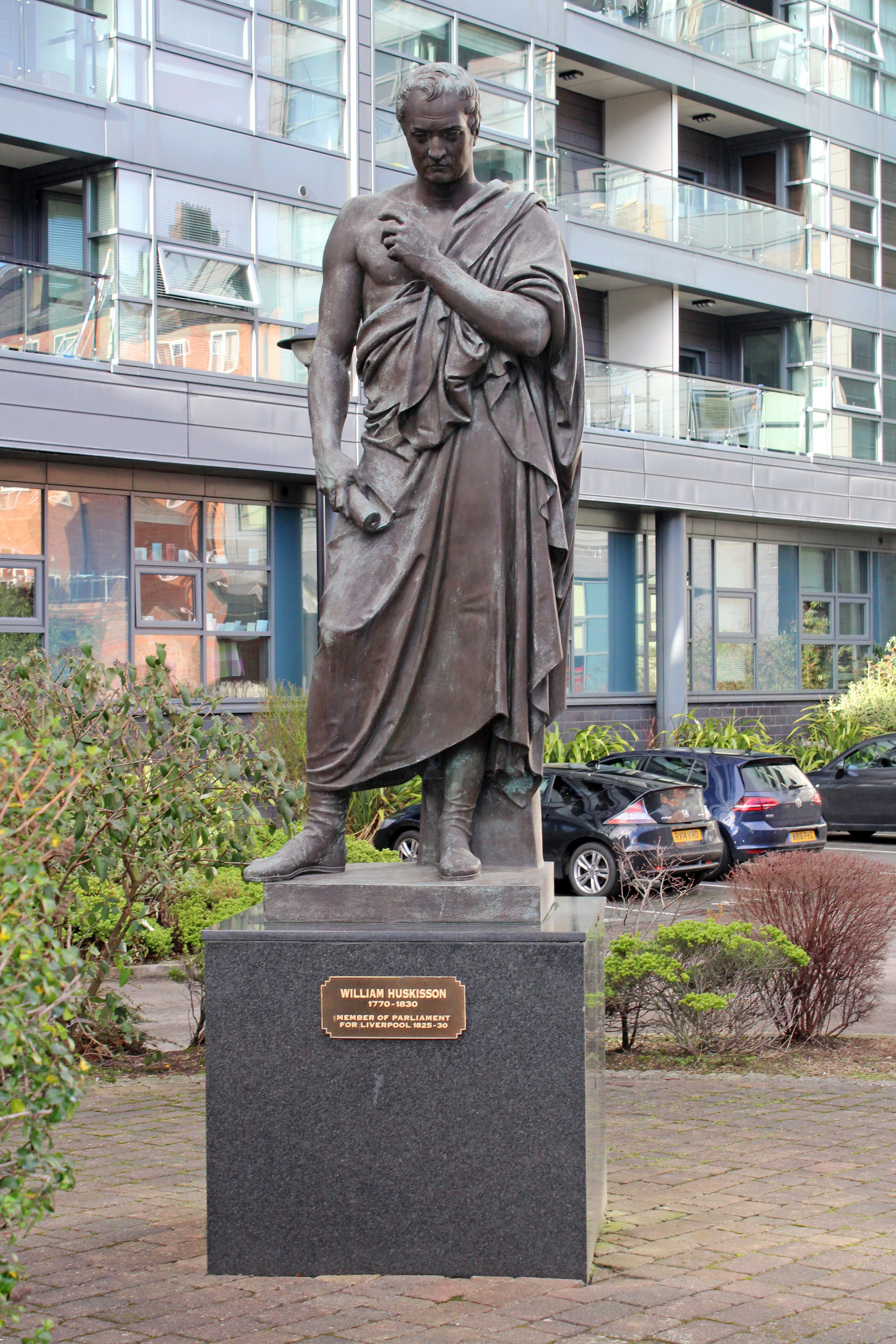
La statue originale, repositionnée en 2005 sur Dukes Terrace.

#### Statue d'Edward Colston
Le 25 mai 2020, à Bristol, une statue en bronze du marchand d'esclaves du XVIIe siècle Edward Colston, érigée en 1895 dans une rue qui porte son nom, est arrachée de son piédestal, tirée avec des cordes, piétinée, puis jetée à l'eau par des manifestants protestant après la mort de George Floyd,,. Le maire de Bristol déclare que cette statue était en elle-même un affront, et qu'il n'éprouvait aucun sentiment de perte après ce geste de la foule. le député travailliste Clive Lewis tweete : « Si les statues des confédérés qui ont mené une guerre pour l'esclavage et la suprématie blanche devaient tomber, alors pourquoi pas celle-ci ? Quelqu'un qui est responsable d'un sang et de souffrances incommensurables. Nous ne résoudrons jamais le problème du racisme structurel tant que nous ne nous attaquerons pas à notre histoire dans toute sa complexité ».
La démarche de déboulonnage est soutenue par le journaliste britannique Matthew Parris, pour qui la foule « écrit l'histoire », bien plus qu'elle ne « l'efface ».

Déboulonnage de la statue du marchand d'esclave Edward Colston en 2020
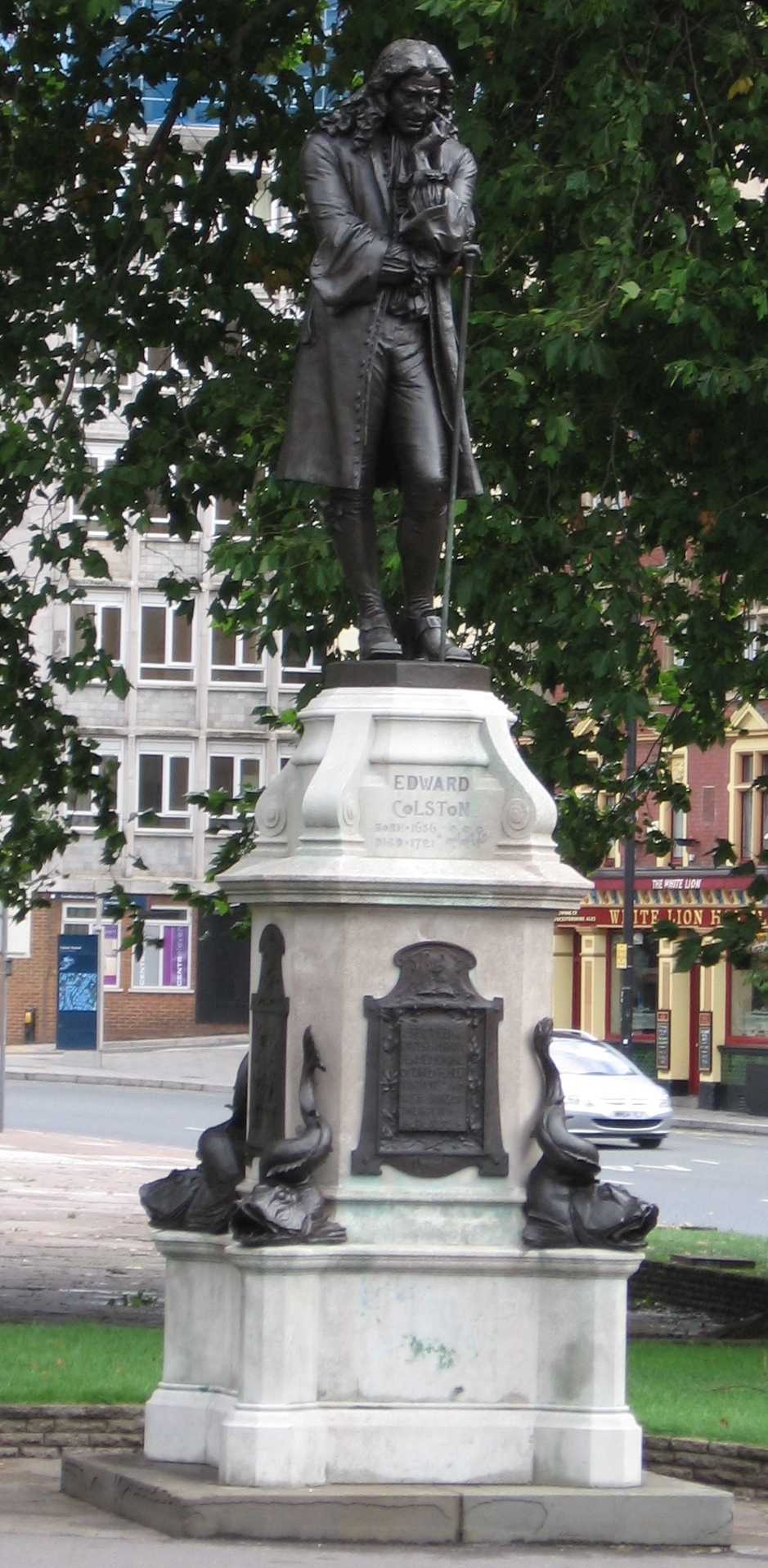
La statue en 2006.
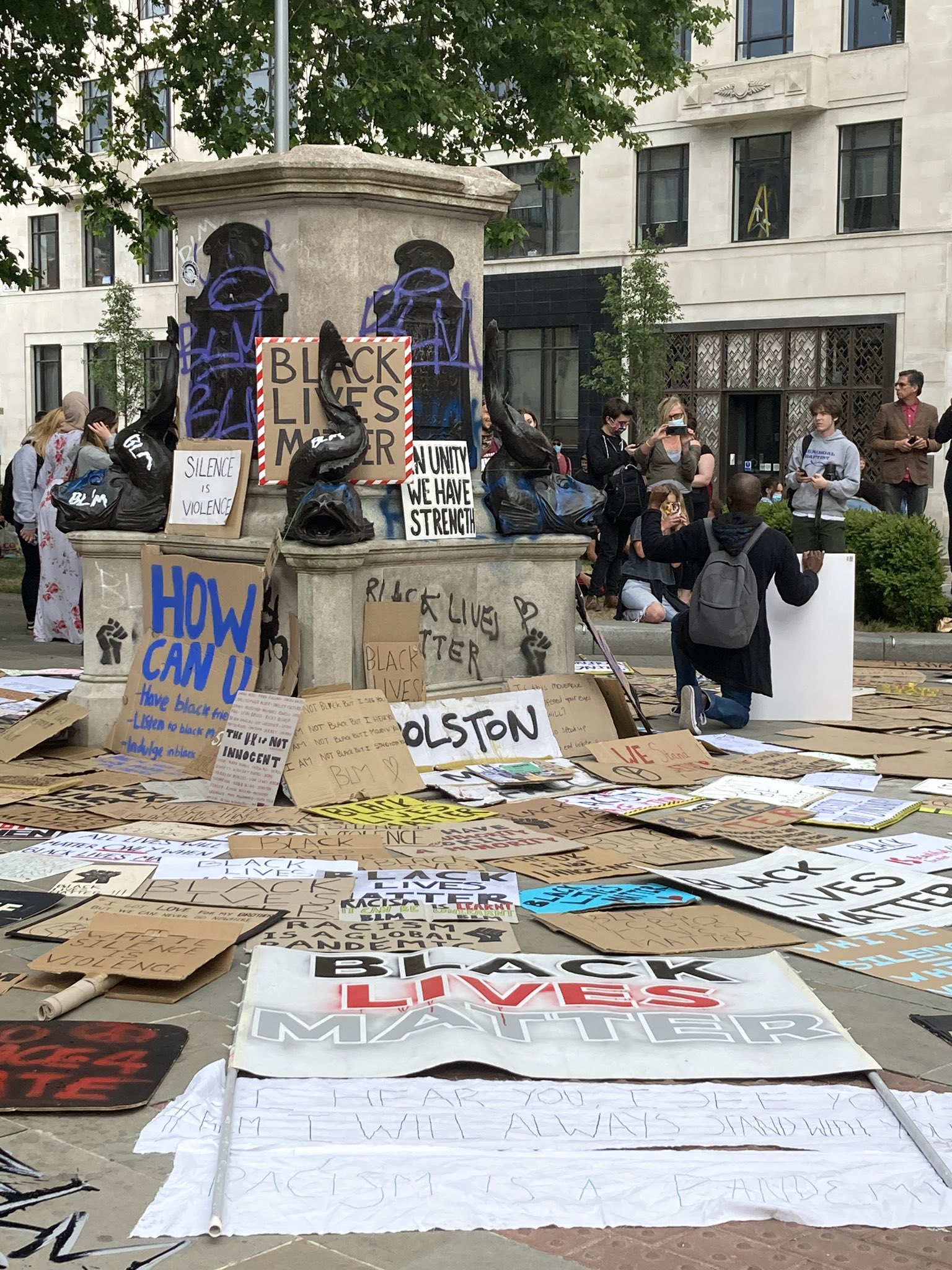
Le piédestal vide en 2020.
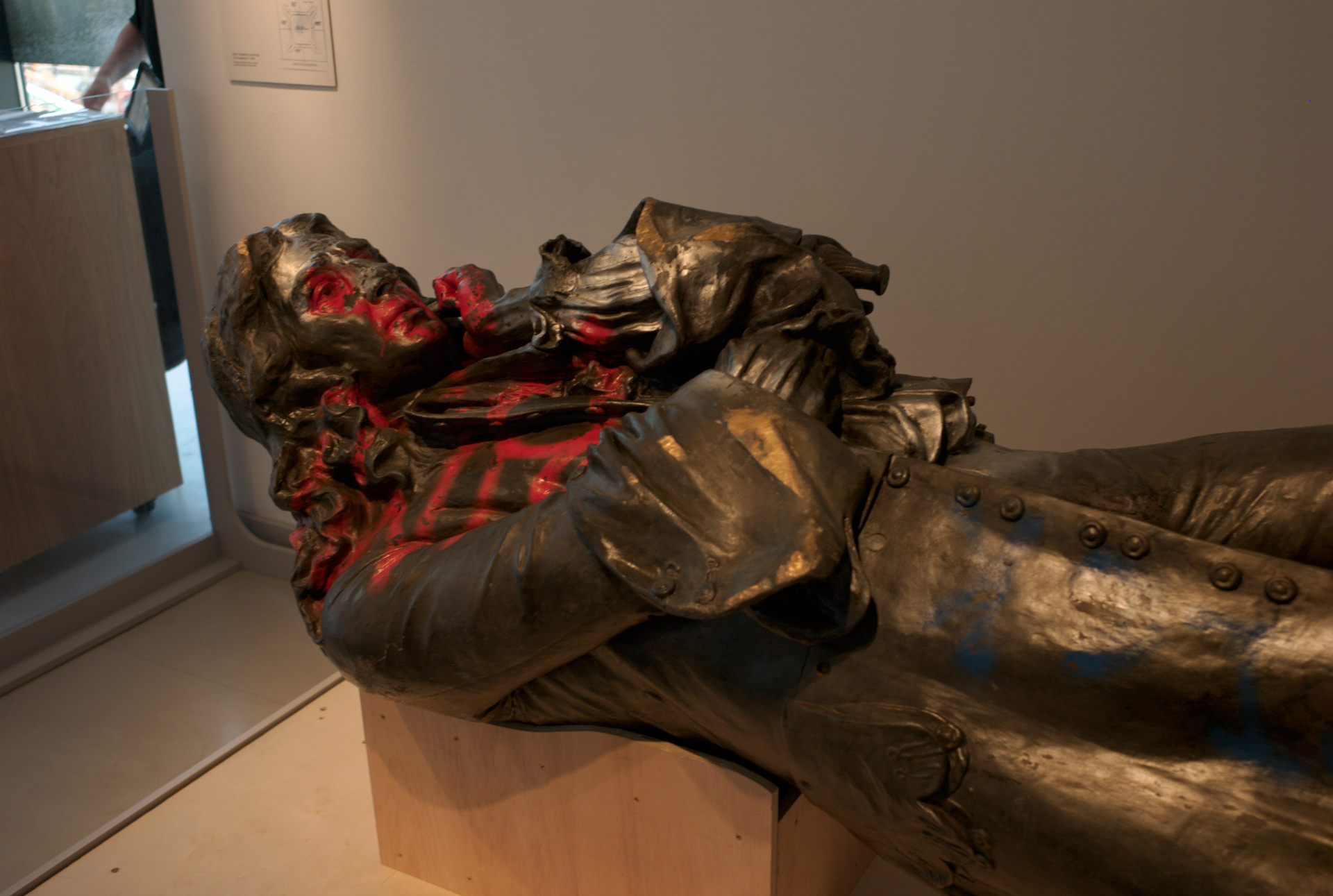
La statue repêchée et conservé au musée M Shed (en) de Bristol.

#### Statue de Winston Churchill
Le 7 juin à Londres, l'inscription « C'était un raciste » est taguée sur le piédestal d'une statue de Winston Churchill, héros de la Deuxième Guerre mondiale, dont divers propos sur les questions raciales ont suscité la controverse, : il a plaidé contre l'autonomie des Noirs ou des autochtones en Afrique et dans les Caraïbes, et avait des opinions mitigées sur les musulmans, qualifiant les Afghans ou les Irakiens de tribus non civilisées.

#### Statue de Cecil Rhodes
Sur la façade d'un des principaux bâtiments de l'Oriel College d'Oxford se trouve la statue de l'un de ses anciens étudiants, Cecil Rhodes. Ayant fait fortune dans les mines du sud de l'Afrique, c'est son legs qui a permis la construction de l'édifice. À la faveur du développement des études post-coloniales, cet hommage est critiqué en raison de la personnalité de Rhodes, suprémaciste blanc, et symbole de l'impérialisme britannique de la fin du XIXe siècle. Durant une manifestation le 9 juin 2020 à Oxford, des activistes menacent de s'en prendre à la statue de Cecil Rhodes qui domine à l'entrée de l'Oriel College : « Rhodes, tu es le prochain sur la liste ».

Malgré les manifestations et un consensus initial en faveur d'un retrait en 2020, l'université choisit l'année suivante, pour une raison de coût, de ne pas déboulonner la statue, comme elle s'était pourtant engagée à le faire. Une plaque explicative est en revanche rajoutée.

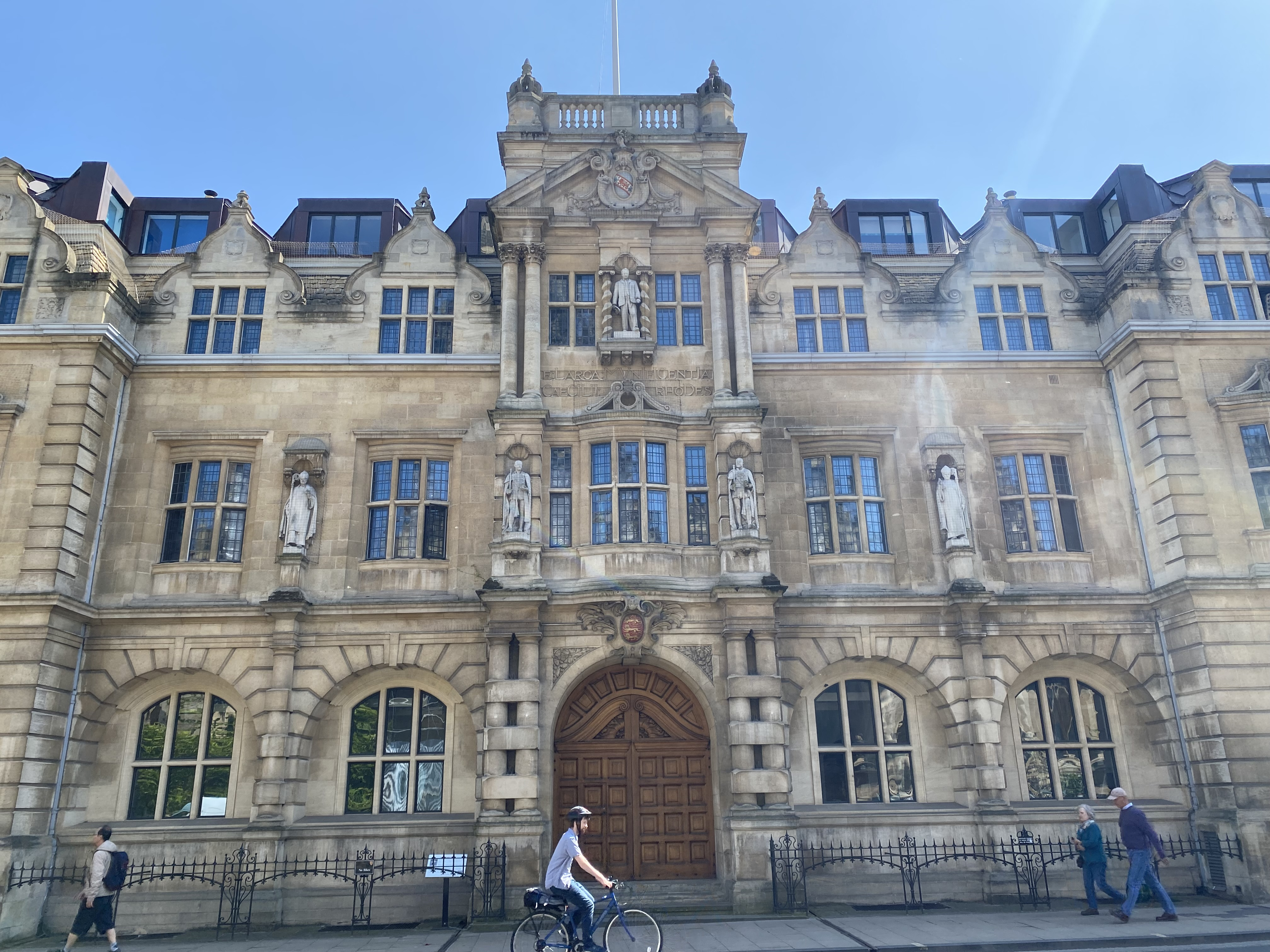
Le Rhodes building.
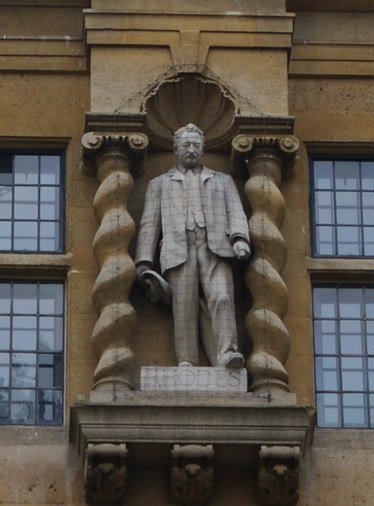
La statue de Cecil Rhodes.
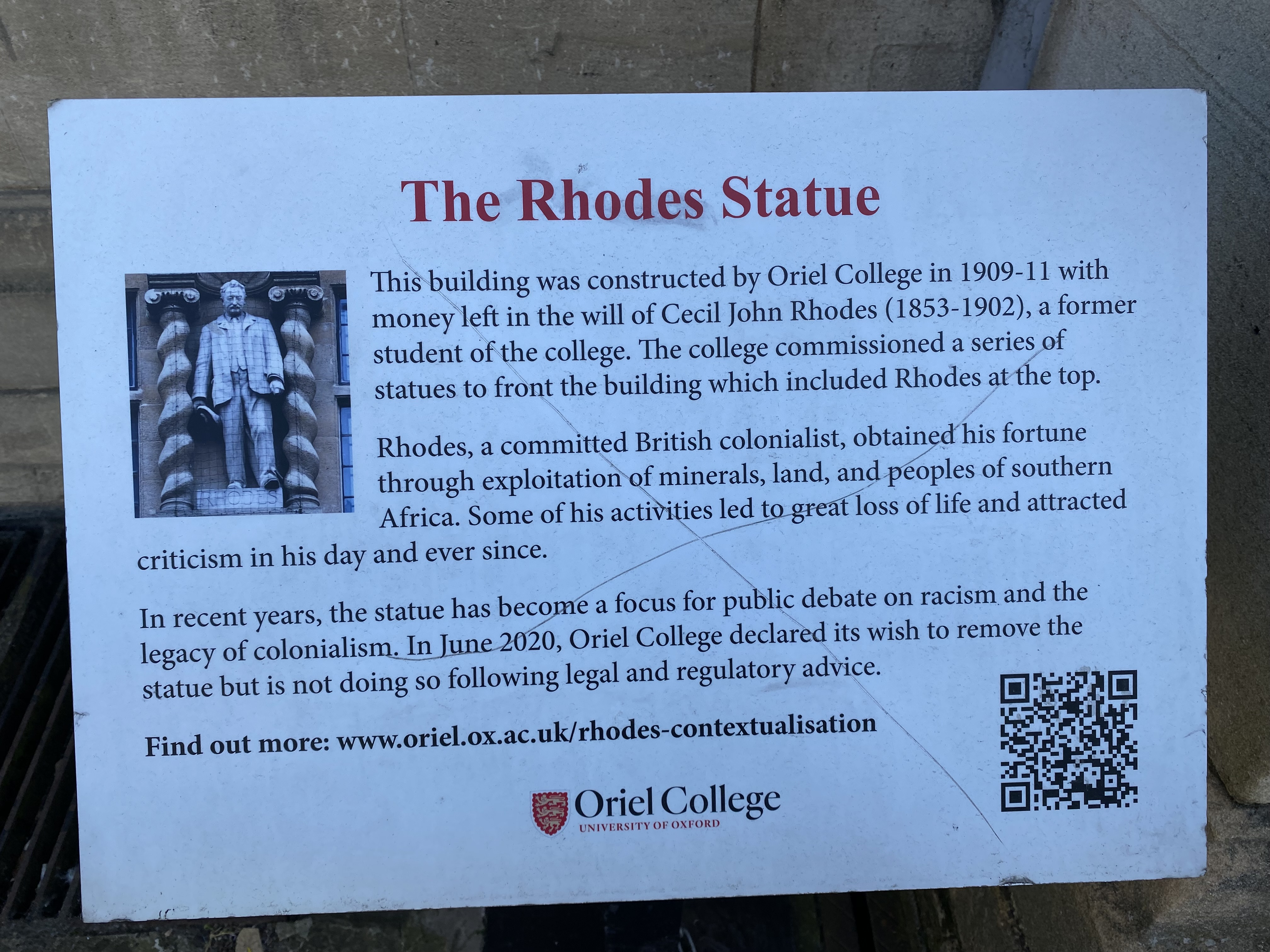
La plaque explicative rajoutée en 2021.

#### Commission de révision des monuments à Londres
Après ces événements, le maire de Londres Sadiq Khan annonce qu'il va mettre sur pied une commission chargée d'une révision générale des monuments, des statues et de la toponymie de la ville : elle s'appellera la « Commission pour la diversité dans le domaine public ».

### Suisse
La Suisse, en tant qu'État, n'a jamais possédé de colonie, mais elle reste une puissance coloniale à travers de nombreux citoyens. Par exemple, le commerce triangulaire fonctionnait aussi grâce aux investissements des banques suisses, et 40 % de la « traite des noirs » était couverte par des assurances suisses. La famille du fondateur du Crédit Suisse, Alfred Escher, possédait des plantations esclavagistes de café à Cuba. En conséquence, le pays connaît lui aussi une certaine agitation en matière de statues coloniales.
Le Neuchâtelois David de Pury (1709-1786) était actionnaire de la compagnie portugaise Pernambuco e Paraiba, créée en 1759, et dont l'activité était liée à la traite d'esclaves à destination des plantations brésiliennes. Il meurt sans héritier en 1786 à Lisbonne et lègue sa fortune à sa ville natale, qui s'embellit alors d'un nouvel Hôtel de Ville, de plusieurs écoles et du Collège latin. En 1855, la Ville érige en hommage à son bienfaiteur une statue en bronze, œuvre du sculpteur français David d'Angers.
En juin 2020, une pétition est lancée à Neuchâtel pour demander le déboulonnage de la statue de David de Pury, le bienfaiteur de la ville accusé d'esclavagisme. La pétition, accompagnée de 2 500 signatures récoltées en ligne, est remise aux autorités de la ville le 17 juillet 2020. Le texte demande son remplacement par une plaque commémorative.
Dans la nuit du 12 au 13 juillet de 2020, la statue de bronze est maculée de peinture rouge, un acte revendiqué par un site de l'ultragauche romande,,.
Le 27 octobre 2022, une sculpture ironique de l'artiste genevois Mathias Pfund est inaugurée à côté de la statue controversée : baptisée « Great in the concrete », la sculpture en bronze sur socle de béton fait apparaître David de Pury à l'envers, la tête fichée dans son socle,. Une plaque explicative est placée devant la statue du négociant, avec douze traductions accessibles par QR-code,.
Mais le 21 décembre 2022, la sculpture montrant David de Pury la tête dans le béton est à son tour maculée de peinture rouge, sans que l'on sache s'il s'agit d'un simple acte de vandalisme ou d'un geste motivé par une cause,.

## Domaine scientifique

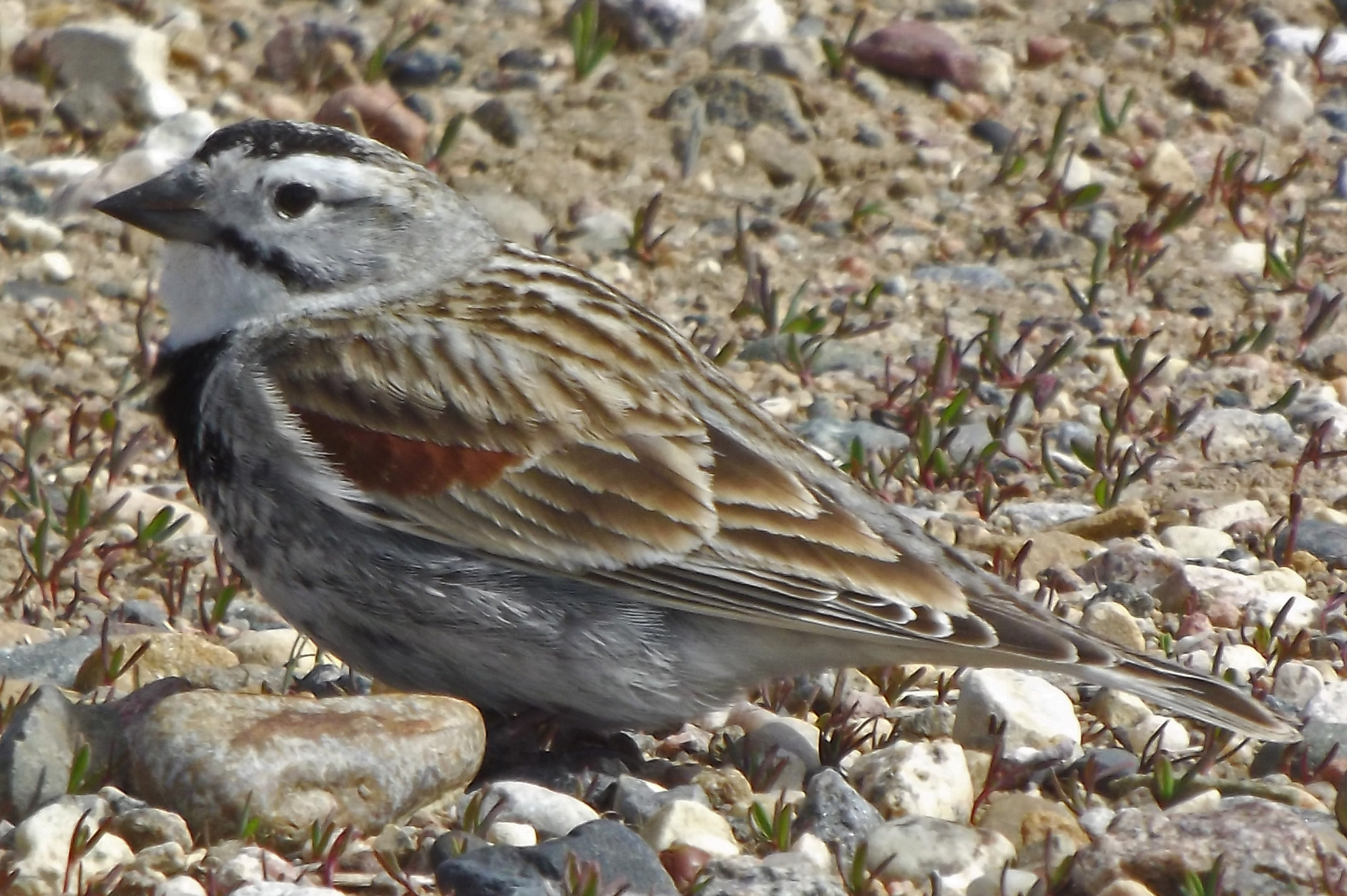
Le « plectrophane de McCown », renommé « plectrophane à gros bec » en 2020, pour ne plus faire référence au général sudiste, et avoir un vocabulaire plus descriptif.

### Sciences naturelles
Depuis le début des années 2020, de nombreux scientifiques américains demandent de revoir les noms communs choisis pour désigner les espèces végétales et animales, quand ceux-ci rendent hommages à des personnalités racistes ou misogynes.
En 2020 par exemple, la Société américaine d'ornithologie renomme le « plectrophane de McCown » en « plectrophane à gros bec » afin de ne plus faire référence au général confédéré John Porter McCown. En novembre 2023, elle élargit sa démarche et annonce qu'elle va rebaptiser une centaine d'espèces d'oiseaux, à raison de 10 par an. L'autre raison invoquée est l'absence d'efficacité scientifique du choix de patronymes humains pour nommer des espèces. En effet, afin d'être plus descriptifs, et inclusifs, les nouveaux noms se concentrent « sur les caractéristiques uniques et la beauté des oiseaux eux-mêmes ».
En juin 2021, la Société américaine d'entomologie lance le Better Common Names Project (Projet pour de meilleurs noms communs). Cette opération vise à cibler et modifier les espèces invasives faisant référence à des groupes d'individus, ou qui ignorent de manière inappropriée le nom que pourraient donner les communautés autochtones. Pour les entomologistes américains, « ces noms problématiques perpétuent les préjudices causés aux personnes de diverses ethnies et races, créent un environnement entomologique et culturel peu accueillant et non inclusif, perturbent la communication et la sensibilisation et vont à l'encontre de l'objectif même des noms communs ».

### Astronomie
En septembre 2023, un collectif d'astronomes appellent l'Union astronomique internationale à changer les noms des deux galaxies Grand nuage de Magellan et Petit nuage de Magellan. En effet, leur nom rend hommage au navigateur Ferdinand de Magellan, critiqué pour avoir réduit en esclavage des populations autochtones et colonisé violemment des pays du sud. De surcroît, les galaxies n'ont pas été « découvertes » par le Portugais mais étaient déjà connues des populations locales[Lesquelles ?] avant son arrivée. Par ailleurs, ce n'est qu'au XIXe siècle que son nom a été associé à ces amas d'étoiles.

#### Ouvrages
- Jacqueline Lalouette, Les statues de la discorde, Paris, Passés composés, 2021, 239 p. (ISBN 978-2-3793-3640-9).
- Bertrand Tillier, La disgrâce des statues : Essai sur les conflits de mémoire, de la Révolution française à Black Lives Matter, Paris, Éditions Payot & Rivages, coll. « Histoire Payot », 2022, 288 p. (ISBN 978-2-228-93162-5).
- Françoise Vergès, De la violence coloniale dans l'espace public, Shed Publishing, 2021, 192 p. (ISBN 2957749807)
- Collectif, Guide du Marseille colonial, Syllepse, 2022, 228 p. (ISBN 979-10-399-00-57-7)
- Collectif, Guide du Paris colonial et des banlieues, Syllepse, 2018, 144 p. (ISBN 978-2-84950-659-2)
- Collectif, Guide du Soissons colonial, Syllepse, 2020, 56 p. (ISBN 978-2-84950-906-7)
- Collectif, Guide du Rouen colonial, Syllepse, 2023, 160 p. (ISBN 979-10-399-0104-8)
- Collectif, Guide du Bordeaux colonial et de la métropole bordelaise, Syllepse, 2020, 252 p. (ISBN 978-2-84950-849-7)
- Collectif, Guide du Périgueux colonial et des communes proches, Syllepse, novembre 2023, 128 p. (ISBN 979-10-399-0192-5, présentation en ligne)
- Sylvie Barot, Annie Chicot, Gilles Houdouin, Pierre Jeanne et Alain Montaufray, Le guide du Havre colonial et de Sainte-Adresse, Syllepse, 2024, 296 p. (ISBN 979-10-399-0266-3, présentation en ligne)
- Marcel Dorigny et Alain Ruscio, Paris colonial et anticolonial : Promenades dans la capitale. Une histoire de l'esclavage et de la colonisation, Maisonneuve & Larose / Hémisphères, 2023, 318 p. (ISBN 978-2377011308, présentation en ligne)
- Renaud Hourcade, Les ports négriers face à leur histoire : politiques de la mémoire à Nantes, Bordeaux et Liverpool, Dalloz, coll. « Nouvelle Bibliothèque de Thèses », 2014, 506 p. (ISBN 978-2-247-13641-4)
- Sarah Gensburger et Jenny Wüstenberg, Dé-commémoration : Quand le monde déboulonne des statues et renomme des rues, Fayard, 13 septembre 2023, 448 p. (EAN 9782213722054, présentation en ligne)

#### Documentaire
- Nos statues coloniales, par Seumboy et Reha Simon, 4 épisodes, 2023 (voir en ligne)